# Campanya d'Itàlia (Segona Guerra Mundial)
La campanya italiana de la Segona Guerra Mundial, també anomenada l'Alliberament d'Itàlia després de l'ocupació alemanya el setembre de 1943, va ser el conjunt d'operacions militars dutes a terme pels Aliats a Itàlia durant la Segona Guerra Mundial, en el període comprès entre el juny de 1943 i el maig de 1945. La campanya es va dur a terme primer per derrotar la Itàlia feixista, considerada la més feble de les tres principals potències de l'Eix i després, després de la seva rendició incondicional anunciada el 8 de setembre de 1943, per atraure altres forces de la Wehrmacht a la península italiana ocupada per les tropes del mariscal de camp Albert Kesselring, alleujant així els altres teatres europeus. El Quarter General Conjunt de les Forces Aliades (AFHQ) era responsable operativament de totes les forces terrestres aliades al teatre mediterrani i va planificar i dirigir la invasió de Sicília el juliol de 1943, seguida al setembre per la invasió de la Itàlia continental i la campanya d'Itàlia fins a la rendició de les forces de l'Eix a Itàlia el maig de 1945.
La campanya, liderada pels aliats primer pel general estatunidenc Dwight Eisenhower i després pel general britànic Harold Alexander, es va caracteritzar per una sèrie de desembarcaments i sagnants batalles de desgast al llarg de successives línies defensives establertes per l'exèrcit alemany. Les tropes aliades, formades per contingents de múltiples països, es van veure obstaculitzades pel dur terreny dels Apenins, el clima difícil i la tenaç resistència alemanya, que va provocar grans pèrdues i el lent avanç del front. Roma no va ser alliberada fins al 4 de juny de 1944. La Línia Gòtica només es va creuar l'abril de 1945 amb una ofensiva final massiva que va permetre arribar a la Vall del Po; el 2 de maig, amb la rendició de Caserta, van acabar els combats a Itàlia.
La invasió de Sicília el juliol de 1943 va conduir al col·lapse del règim feixista italià i a la caiguda de Mussolini , que va ser deposat i arrestat per ordre del rei Víctor Manuel III el 25 de juliol. El nou govern va signar un armistici amb els aliats el 8 de setembre de 1943. No obstant això, les forces alemanyes aviat van envair el nord i el centre d'Itàlia, cometent diverses atrocitats contra civils italians i unitats de l'exèrcit que s'oposaven a l'ocupació alemanya i van iniciar el moviment de resistència italià. Mussolini, que va ser rescatat per paracaigudistes alemanys, va establir un estat titella col•laboracionista, la República Social Italiana (RSI), per administrar el territori ocupat pels alemanys. El 13 d'octubre de 1943, els aliats van reconèixer Itàlia com a cobel·ligerant en la guerra contra Alemanya. Posteriorment, l'Exèrcit Cobel•ligerant Italià i els partisans italians van lluitar al costat dels aliats contra les tropes alemanyes i l'Exèrcit Nacional Republicà col•laboracionista; un aspecte d'aquest període és la guerra civil italiana. L'estiu de 1944, després de les derrotes de l'Eix a Cassino i Anzio, el centre d'Itàlia, inclosa Roma, va ser alliberat. El nord d'Itàlia va ser alliberat després de l'ofensiva final de primavera i la insurrecció general dels partisans italians el 25 d'abril de 1945. Mussolini va ser capturat per la resistència italiana i executat sumàriament per un escamot d'afusellament. La campanya va acabar quan el Grup d'Exèrcits C es va rendir incondicionalment als Aliats el 2 de maig de 1945, una setmana abans de la signatura de les Actes de capitulació del Tercer Reich. Ambdues parts van cometre crims de guerra durant el conflicte, i els estats independents de San Marino i la Ciutat del Vaticà, envoltats per territori italià, també van patir danys.
Es calcula que entre setembre de 1943 i abril de 1945, entre 60.000 i 70.000 soldats aliats i entre 38.805 i 150.660 soldats alemanys van morir a Itàlia. El nombre de baixes aliades va ser d'unes 330.000 i la xifra alemanya (excloent-hi els implicats en la rendició final) va ser de més de 330.000 La Itàlia feixista, abans del seu col·lapse, va patir unes 200.000 baixes, la majoria presoners de guerra fets durant la invasió de Sicília, incloent-hi més de 40.000 morts o desapareguts. Van morir més de 150.000 civils italians, així com 35.828 partisans antinazis i antifeixistes i uns 35.000 soldats de la República Social Italiana. Al front occidental de la Segona Guerra Mundial, Itàlia va ser la campanya més costosa pel que fa a les baixes que van patir les forces d'infanteria d'ambdós bàndols, durant els combats agreujats a petita escala al voltant dels punts forts de la Línia d'Hivern, el cap de platja d'Anzio i la Línia Gòtica.  Les baixes entre la infanteria a Itàlia van ser proporcionalment més altes que al front occidental de la Primera Guerra Mundial.

## Rerefons estratègic
Des de la tardor de 1942, el curs de la Segona Guerra Mundial al teatre mediterrani havia experimentat un gir irreversible a favor de les potències aliades. Mentre els britànics, sota el comandament del general Bernard Law Montgomery, van concloure victoriosament la renyida segona batalla d'El Alamein el 4 de novembre de 1942 i van obligar les forces italoalemanyes restants, sota el comandament del mariscal de camp Erwin Rommel, a una retirada esgotadora al llarg de tota la costa líbia, una enorme força expedicionària angloamericana sota el comandament del general Dwight Eisenhower va dur a terme amb èxit l'Operació Torxa, és a dir, el desembarcament al Marroc i Algèria, a partir del 8 de novembre de 1942.
En els mesos següents, les operacions al nord d'Àfrica van continuar amb enfrontaments ferotges amb resultats alterns; malgrat el fort compromís de la Wehrmacht al front oriental, on s'estava desenvolupant la llarga batalla de Stalingrad i que va acabar amb una derrota desastrosa, Adolf Hitler va decidir enviar contingents de reforç a Tunísia per guanyar temps i donar suport militar al seu aliat Benito Mussolini, la posició política del qual a Itàlia s'estava debilitant a causa de les contínues derrotes.
Malgrat una resistència ferotge i hàbil, les forces de l'Eix al nord d'Àfrica, clarament superades en nombre pels exèrcits aliats en termes d'homes i recursos, van ser finalment derrotades i es van rendir el maig de 1943; la campanya de Tunísia va concloure així amb un gran èxit estratègic per als aliats, que van prendre possessió de tota la costa nord-africana, podent així dominar les rutes marítimes mediterrànies i atacar directament totes les costes italianes, les defenses de les quals eren ara completament inadequades per afrontar, malgrat l'optimisme presumit de Mussolini, la poderosa coalició oposada.
Els britànics, especialment el primer ministre, Winston Churchill, defensaven la seva estratègia perifèrica tradicional basada en la marina. Fins i tot amb un gran exèrcit, però amb un major poder naval, la resposta britànica tradicional contra un enemic continental era lluitar com a part d'una coalició, bloquejant amb la seva marina i organitzant petites operacions perifèriques dissenyades per debilitar gradualment l'enemic. Els Estats Units, amb l'exèrcit més gran, van afavorir un mètode més directe per lluitar contra la força principal de l'exèrcit alemany al nord-oest d'Europa. La capacitat de llançar aquesta campanya depenia de guanyar primer la batalla de l'Atlàntic.
El desacord estratègic va ser ferotge, amb els caps de servei nord-americans defensant una invasió de França el més aviat possible, mentre que els seus homòlegs britànics defensaven una política centrada en operacions a la Mediterrània. Fins i tot hi va haver pressió d'alguns països llatinoamericans per organitzar una invasió d'Espanya, que, sota el dictador Francisco Franco, era amiga de les nacions de l'Eix, tot i que no participava en la guerra L'estat major americà creia que calia una invasió a gran escala de França el més aviat possible per posar fi a la guerra a Europa, i que no s'havien de dur a terme operacions que poguessin retardar aquest esforç.
Finalment, els líders polítics dels Estats Units i la Gran Bretanya van arribar a un compromís en què tots dos comprometrien la major part de les seves forces a una invasió de França a principis de 1944, però també llançarien una campanya italiana a relativament petita escala. Un factor que hi va contribuir va ser el desig de Franklin D. Roosevelt de mantenir les tropes nord-americanes actives al teatre europeu durant el 1943 i la seva atracció per la idea d'eliminar Itàlia de la guerra. S'esperava que una invasió pogués treure Itàlia del conflicte, o si més no augmentar la pressió sobre ella i debilitar-la. L'eliminació d'Itàlia permetria a les forces navals aliades, principalment la Royal Navy, dominar el mar Mediterrani, assegurant les línies de comunicació amb Egipte i, per tant, Àsia. Les divisions italianes en tasques d'ocupació i defensa costanera als Balcans i França es retirarien per defensar Itàlia, mentre que els alemanys haurien de transferir tropes del front oriental per defensar Itàlia i tota la costa sud de França, ajudant així la Unió Soviètica .

## Plans operatius

### Aliats
Mentre la campanya de Tunísia encara estava en marxa, el lideratge político-militar angloamericà ja havia començat a planificar la continuació de les operacions al teatre mediterrani. A la Conferència de Casablanca, entre el 14 i el 24 de gener de 1943, el president dels Estats Units, Franklin Delano Roosevelt, i el primer ministre britànic, Winston Churchill, es van reunir amb els caps dels estats majors; després de llargues i complexes discussions, es va decidir, malgrat l'escepticisme i la decepció dels generals nord-americans, que estaven ansiosos per aturar les operacions al sector sud i accelerar la invasió del nord-oest d'Europa, aprofitar la victòria esperada al nord d'Àfrica duent a terme un desembarcament a Sicília.

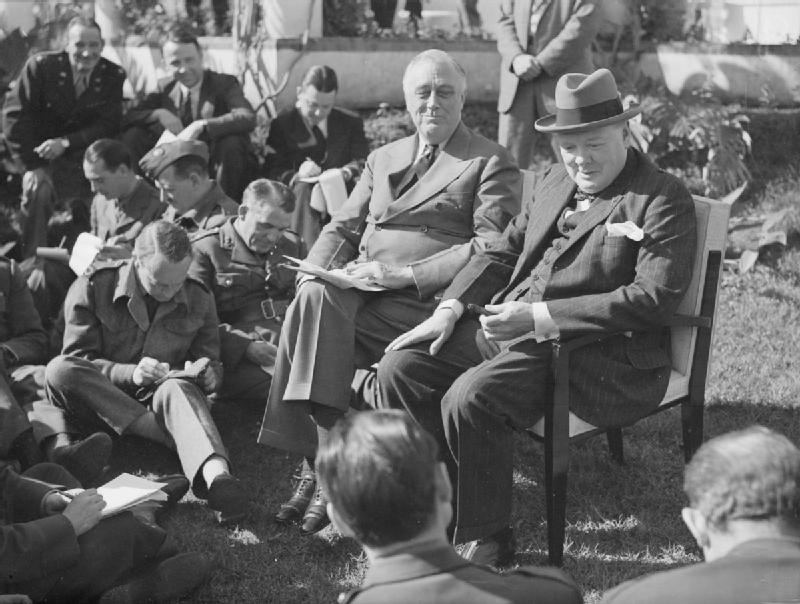
El president Franklin Delano Roosevelt i el primer ministre Winston Churchill a la Conferència de Casablanca

Els generals britànics van aconseguir convèncer els líders americans, destacant com un desembarcament a Sicília podria conduir al col·lapse del Regne d'Itàlia, amb la conseqüència que Alemanya es veuria obligada a intervenir en força al teatre sud-europeu dispersant les seves divisions a la península italiana, a les illes i als Balcans, alleugerint així la pressió sobre el front rus. A més, amb la conquesta de Sicília, tot el mar Mediterrani quedaria obert a la navegació aliada, millorant la situació logística de les forces angloamericanes; finalment, es va planejar ampliar les operacions per incloure el sud d'Itàlia on, a la zona de Foggia, es podrien organitzar grans bases aèries des d'on els bombarders estratègics podrien atacar el sud d'Alemanya i Àustria.
El 12 de febrer de 1943, es va establir a Alger el Quarter General de la Força 141, sota el lideratge del general Charles Gairdner, el quarter general encarregat de la planificació detallada de la invasió de Sicília; anteriorment ja s'havia decidit abandonar els audaços plans d'atacar Sardenya, considerada massa llunyana de les bases aèries aliades, i d'un atac immediat a Sicília fins i tot abans del final dels combats al nord d'Àfrica. L'orientació inicial del quarter general preveia una multiplicitat de desembarcaments a dur a terme en els tres primers dies de l'operació, cosa que permetria la captura dels dos ports de Siracusa i Palerm. L'almirall Andrew Cunningham estava d'acord amb aquesta elecció, ja que com més dividides estiguessin les forces atacants, més dispersos i ineficaços serien els atacs aeris italoalemanys; a més, els aliats tenien a la seva disposició algunes unitats de paracaigudistes, l'ús de les quals a Calàbria es plantejava com a hipòtesi per dificultar l'afluència previsible de reforços alemanys a través de l'estret de Messina.
| El general Dwight Eisenhower |  | El general Dwight Eisenhower |
| El general Dwight Eisenhower |  | El general Harold Alexander  |

Si bé inicialment, el 13 de març de 1943, els líders militars angloamericans van aprovar l'ambiciós pla, aquest es va qüestionar dos dies després quan el general britànic Bernard Montgomery va enviar una carta al general Gairdner criticant durament el pla original per al desembarcament a Sicília i suggerint la concentració de les zones de desembarcament i el reforç de la força expedicionària. El 18 de març es va celebrar una conferència després de la qual, els dies 5 i 6 d'abril de 1943, les variants proposades pel general Montgomery van ser aprovades pel comandant en cap aliat a la Mediterrània Dwight Eisenhower i pel comandant en cap adjunt Harold Alexander. En realitat, les discussions aviat es van reprendre dins dels líders político-militars aliats: el general Eisenhower va expressar temors per les possibles reaccions de les forces alemanyes presents a Sicília, cosa que va despertar la decepció de Churchill; a finals d'abril, el general Montgomery va tornar a criticar el pla operatiu i el 2 de maig, en una reunió a Alger, va proposar una nova variant segons la qual les forces angloamericanes haurien dut a terme desembarcaments molt concentrats a la part sud-est de Sicília: d'aquesta manera, el mateix Montgomery hauria assumit un paper preponderant en l'operació, relegant les tropes americanes a tasques de suport. Alexander va compartir les avaluacions de Montgomery i Eisenhower va aprovar aquest nou pla malgrat l'oposició d'alguns oficials aliats d'alt rang.
Mentre s'organitzaven les forces assignades al desembarcament a Sicília, els líders angloamericans es van reunir a Washington en l'anomenada "Conferència Trident", que va començar el 12 de maig de 1943 i va continuar de manera molt acalorada i controvertida fins al 24 de maig en presència del president Roosevelt i el primer ministre Churchill. S'havien d'acordar més plans de guerra al teatre europeu: els americans, liderats pel cap de l'estat major general George Marshall, van demanar una vegada més llançar el gran atac decisiu a través del Canal de la Mànega i aturar totes les operacions al Mediterrani després de la conquesta de Sicília; l'exèrcit britànic, recolzat per Churchill, va proposar en canvi els seus plans per prolongar les operacions al sud d'Europa, provocar l'"eliminació d'Itàlia" i obligar Alemanya a fragmentar encara més les seves forces. Finalment es va arribar a un compromís: es va decidir dur a terme l'atac a França el maig de 1944 i transferir a Gran Bretanya una part de les divisions angloamericanes desplegades al Mediterrani per participar en la futura Operació Overlord; tanmateix, el general Eisenhower va ser autoritzat a explotar l'èxit esperat a Sicília amb noves operacions per ajudar a "la sortida d'Itàlia de la guerra". Els líders britànics van afirmar que una campanya a Itàlia seria fàcil, que nou divisions serien suficients i que els alemanys no podrien oposar una resistència efectiva.

### Eix

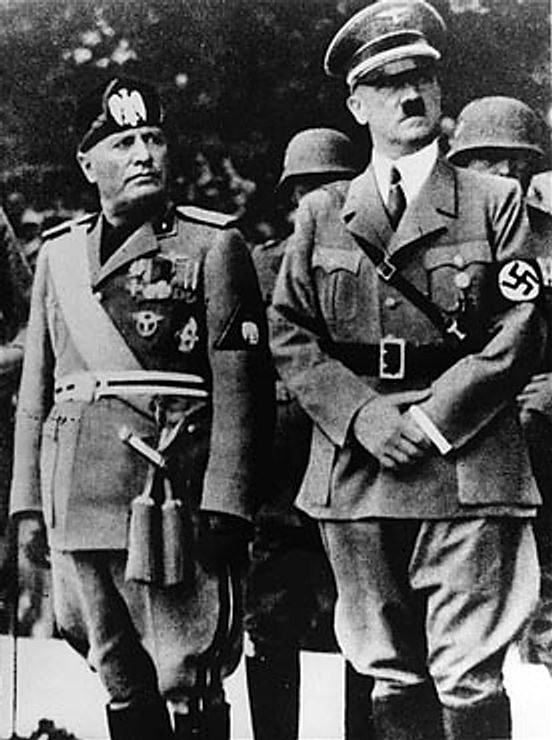
Benito Mussolini i Adolf Hitler

La catàstrofe final a Tunísia, precedida durant l'hivern per la pèrdua de Líbia i el tràgic desastre de l'ARMIR a Rússia va causar un greu debilitament del règim feixista a Itàlia i de la posició del mateix Benito Mussolini. El general Vittorio Ambrosio, el nou cap de l'Estat Major General que substituïa el mariscal Ugo Cavallero, era pessimista sobre la possibilitat de continuar la guerra; després de les fortes pèrdues d'homes i equipament dels darrers mesos, les forces armades italianes es trobaven en una situació crítica: deu divisions estaven en procés de reorganització, trenta-sis estaven destinades a l'estranger en tasques d'ocupació i a Itàlia només tretze divisions estaven disponibles a punt per a l'acció; les forces navals i aèries eren febles. Mussolini no semblava ser plenament conscient d'aquestes deficiències i del col·lapse moral entre les autoritats governants: l'11 de març de 1943 es va burlar dels "individus de nervis febles" que, després de la derrota a Rússia, havien pensat "que 'l'home amb bigoti' (Stalin ) arribaria a Longatico", i va mantenir una aparent confiança en Hitler i en el poder militar alemany. Tots dos es van reunir a Salzburg l'abril de 1943; inicialment Mussolini va proposar buscar un compromís amb Stalin i transferir el gruix de les forces de la Wehrmacht al Mediterrani, però al final va estar d'acord amb els plans de Hitler. Hitler, rebutjant les propostes del Duce, semblava optimista i confiat que podria guanyar la guerra al front oriental el 1943 llançant una tercera ofensiva d'estiu.

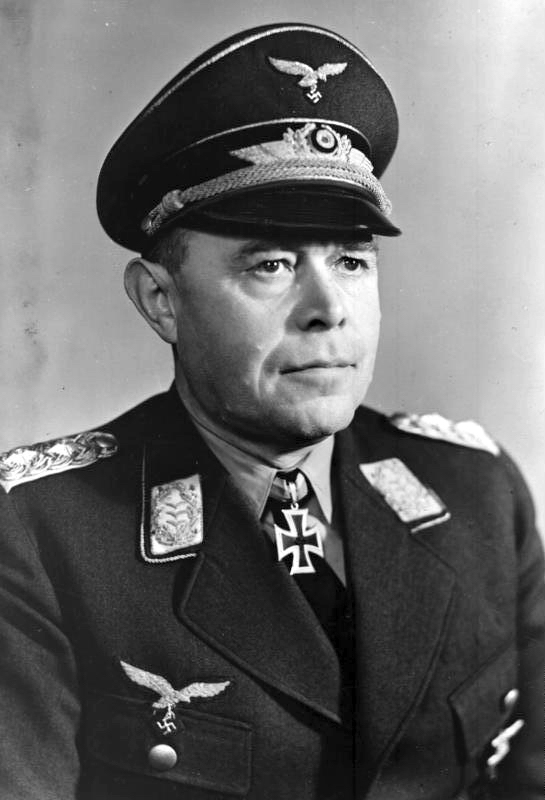
El Mariscal de camp Albert Kesselring

Els signes evidents de feblesa del seu principal aliat, però, van induir Hitler, informat per nombroses fonts de la feble solidesa política del govern feixista, a començar una planificació precisa en vista d'un col·lapse d'Itàlia davant l'atac aliat o d'un enderrocament de Mussolini. Fins i tot abans del final dels combats al nord d'Àfrica, contingents de tres divisions mòbils alemanyes eren presents a Sardenya i Sicília, que originalment s'havia previst que fossin enviats a Tunísia; a mitjans de maig Hitler va decidir reforçar les seves forces a la península enviant dues divisions mecanitzades més que es van posar a disposició del comandament de l' Oberbefehlshaber Süd dirigit pel competent mariscal de camp Albert Kesselring. El 21 de maig, l'Alt Comandament alemany va emetre les directives preparades per fer front a les conseqüències d'una possible deserció italiana en tots els teatres d'operacions: per tant, es van preparar l'Operació Alaric (ocupació de la península), l'Operació Konstantin (neutralització de les forces italianes als Balcans), l'Operació Siegfried (ocupació de les zones del sud de França), l'Operació Nürnberg (salvaguarda de la frontera francoespanyola) i l'Operació Copenhaguen (control dels passos fronterers a la frontera francoitaliana). Al mateix temps, la Wehrmacht va continuar redesplegant les seves reserves mòbils: Hitler estava preocupat per un possible atac als Balcans i, potser enganyat pel pla de diversió aliat Carn Picada, va decidir enviar una divisió blindada al Peloponès. El 17 de juny, després de desacords entre els líders polítics i militars italians, Mussolini finalment va presentar sol·licituds específiques de reforços alemanys per fer front als exèrcits aliats. Hitler va respondre transferint, el 9 de juliol, tres divisions mecanitzades més per ser desplegades al centre i sud d'Itàlia. La vigília del desembarcament aliat, vuit divisions alemanyes experimentades estaven estacionades a la península o a les dues illes més grans d'Itàlia.
Mentrestant, la situació del règim feixista es deteriorava encara més: Mussolini va excloure plans diplomàtics poc realistes per a un despreniment acordat d'Itàlia de l'Eix o per a la creació d'una coalició de potències europees menors "neutralitzades"; plans polítics-militars confusos desenvolupats dins de les estructures de lideratge de les forces armades i l'aparell administratiu de l'estat, i el rei Víctor Manuel III va iniciar els primers moviments per a una possible destitució de Mussolini Dins del mateix Partit Feixista, alguns jerarques van començar a conspirar contra el Duce. Mussolini no semblava comprendre el perill: va intentar galvanitzar els militants feixistes amb noves consignes bel·licistes i de nou el 24 de juny de 1943, amb un optimisme superficial, va parlar de "congelar" l'atacant que va intentar desembarcar a Itàlia "a la costa".

## El camp de batalla
La geomorfologia italiana imposava algunes limitacions a les operacions aliades: mentre que els bombarders tenien un abast suficient per impactar en qualsevol objectiu a la península, només els caces embarcats en portaavions podien arribar a la Itàlia continental, però eren limitats en nombre i, en qualsevol cas, l'amenaça submarina de l'Eix no permetia operacions navals de llarg abast. La invasió de Sicília era, doncs, una etapa obligatòria perquè permetia romandre dins de l'abast dels avions tàctics amb base a Tunísia, una raó que va empènyer el comandament aliat a preferir aquesta última a Sardenya. Els aliats tenien objectius limitats a Itàlia i van adoptar una estratègia cautelosa durant tota la campanya, a més a més sense explotar plenament la seva supremacia aèria i naval.
Hitler no atribuïa un valor estratègic decisiu al sud d'Itàlia i estava convençut de la necessitat de mantenir les forces mínimes a la península per no exposar els altres fronts; per tant, no va concedir al mariscal Kesselring els reforços sol·licitats. Els alemanys van decidir renunciar a la defensa de tota la península i concentrar les seves forces a les zones on la conformació geogràfica era més favorable a la creació de posicions defensives sòlides, és a dir, on la península s'estrenyia, oferint obstacles orogràfics massius i la presència de diversos cursos d'aigua podia constituir un obstacle significatiu, sobretot durant la temporada d'hivern.

## Les forces al camp
Les forces al camp estaven constantment desequilibrades a favor dels aliats, encara més des que l'exèrcit italià es va dissoldre després de la rendició i posteriorment es va reformar en gran part al camp aliat, amb l'excepció de les unitats que serien desplegades per l'Exèrcit Nacional Republicà. Malgrat la superioritat numèrica i material, l'eficiència de les forces aliades va disminuir a la segona meitat de 1944 a causa de la retirada de moltes unitats d'elit angloamericanes, destinades a ser compromeses a França, que van ser substituïdes per unitats menys experimentades.
L'ús de nombroses i poderoses forces aèries va donar als aliats una clara superioritat als cels; els alemanys, principalment dedicats a la defensa del Reich, només van desplegar un nombre limitat d'avions a Itàlia. Els aliats van utilitzar constantment forces aèries tàctiques en suport de les forces terrestres i les úniques operacions aèries de certa importància van ser els bombardejos de les ciutats del nord d'Itàlia i dels centres industrials italians dedicats a la producció bèl·lica per a Alemanya. Pel que fa a l'Eix, les operacions van ser gairebé exclusivament defensives, excepte els atacs a les forces navals aliades que van participar en els principals desembarcaments.

## La campanya d'Itàlia
| « | Tan bon punt l'enemic intenti desembarcar, ha de quedar congelat en aquella línia que els mariners anomenen la vora de l'aigua, la línia de sorra on acaba l'aigua i comença la terra... | » |
| — (Declaració de Mussolini al capdavant del Partit Nacional Feixista el 24 de juny de 1943, recollida per la premsa el 5 de juliol de 1943 | |   |

### El desembarcament a Sicília
vegeu també: Operació Llevataps i Invasió aliada de Sicília
L'operació Husky, el nom en clau aliat per a la invasió de Sicília, va començar el 9 de juliol de 1943, precedida al juny per l'ocupació de les illes de Lampedusa, Linosa, Lampione i Pantelleria, que van caure el 12 de juny, després d'haver patit un intens bombardeig per part de la Royal Air Force i van ser ocupades per unitats d'una divisió britànica sense trobar resistència.
| El general Bernard Montgomery, comandant del Vuitè Exèrcit Britànic a Sicília |  | El general Bernard Montgomery, comandant del Vuitè Exèrcit Britànic a Sicília    |
| El general Bernard Montgomery, comandant del Vuitè Exèrcit Britànic a Sicília |  | El general George Patton, comandant del Setè Exèrcit dels Estats Units a Sicília |

La força d'invasió aliada liderada pel general Eisenhower estava composta pel Vuitè Exèrcit britànic del general Bernard Law Montgomery i el Setè Exèrcit estatunidenc del general George Smith Patton, jeràrquicament dependents del 15è Grup d'Exèrcits del general Harold Alexander, que tenia la responsabilitat efectiva de les operacions sobre el terreny. Els dos exèrcits tenien una força inicial de 181.000 homes amb 600 tancs i 1.800 canons;  la força expedicionària estava formada per set divisions d'infanteria, dues divisions blindades i dues divisions aerotransportades; el suport des del mar estava garantit per 2.275 vaixells de càrrega, 1.800 llanxes de desembarcament i 280 vaixells de guerra. Les forces aèries aliades, comandades pel mariscal en cap de l'aire Arthur Tedder, disposaven de més de 5.000 avions i gaudien d'una superioritat aclaparadora sobre els 520 avions de l'Eix L'exèrcit del general Patton, format per quatre divisions, va desembarcar a les zones que enfrontaven Licata, Gela i Scoglitti, mentre que l'exèrcit del general Montgomery, format per quatre divisions i una brigada, va desembarcar a l'est, entre Cap Passero i Siracusa. Durant la curta campanya, els aliats van portar altres unitats i al final de l'operació tenien aproximadament 467.000 soldats a Sicília.
| El general Alfredo Guzzoni, comandant del Sisè Exèrcit italià a Sicília |  | El general Alfredo Guzzoni, comandant del Sisè Exèrcit italià a Sicília |
| El general Alfredo Guzzoni, comandant del Sisè Exèrcit italià a Sicília |  | El general Hans-Valentin Hube, comandant del XIV.Panzerkorps alemany    |

Les forces de l'Eix presents a l'illa en el moment del desembarcament estaven representades pel Sisè Exèrcit italià, comandat pel general Alfredo Guzzoni i format per nou divisions: les divisions Aosta, Assietta (estacionada entre Palerm i Trapani), Livorno (estacionada a Caltagirone) i Napoli (estacionada entre Siracusa i Augusta) i cinc divisions costaneres per un total d'aproximadament 200.000 homes;  l'exèrcit estava integrat per dues divisions alemanyes formades en part amb unitats originalment destinades a la campanya de Tunísia i encara en procés d'organització, la Fallschirm-Panzer-Division 1 "Hermann Göring" del general Paul Conrath i la 15. Panzergrenadier-Division comandada pel general Eberhard Rodt, per un total d'aproximadament 30.000 soldats que van augmentar a aproximadament 60.000 durant la campanya. El general Fridolin von Senger und Etterlin, el representant alemany dins del comandament del general Guzzoni situat a Enna, reportava directament al comandant suprem alemany del teatre sud (Oberbefehlshaber Süd), el mariscal de camp Albert Kesselring.
El desembarcament aliat del 10 de juliol de 1943, precedit per alguns difícils desembarcaments de paracaigudistes a la rereguarda i recolzat per un potent suport aeri i naval, va tenir èxit malgrat la resistència de les febles divisions costaneres italianes. L'11 de juliol, el general Guzzoni va intentar contraatacar el cap de platja nord-americà a Gela amb les divisions "Livorno" i "Hermann Göring"; l'intent, tot i que alguns panzers havien arribat a uns centenars de metres de les platges, va ser frustrat per l'artilleria nord-americana, la intervenció de les forces blindades i el suport naval. Els britànics van trobar menys resistència i, l'11 de juliol, el Vuitè Exèrcit va ocupar fàcilment Siracusa i Augusta, una important base naval que es va rendir sense lluitar. El 14 de juliol, els aliats es van unir als seus caps de platja i van conquerir Ragusa i Comiso.

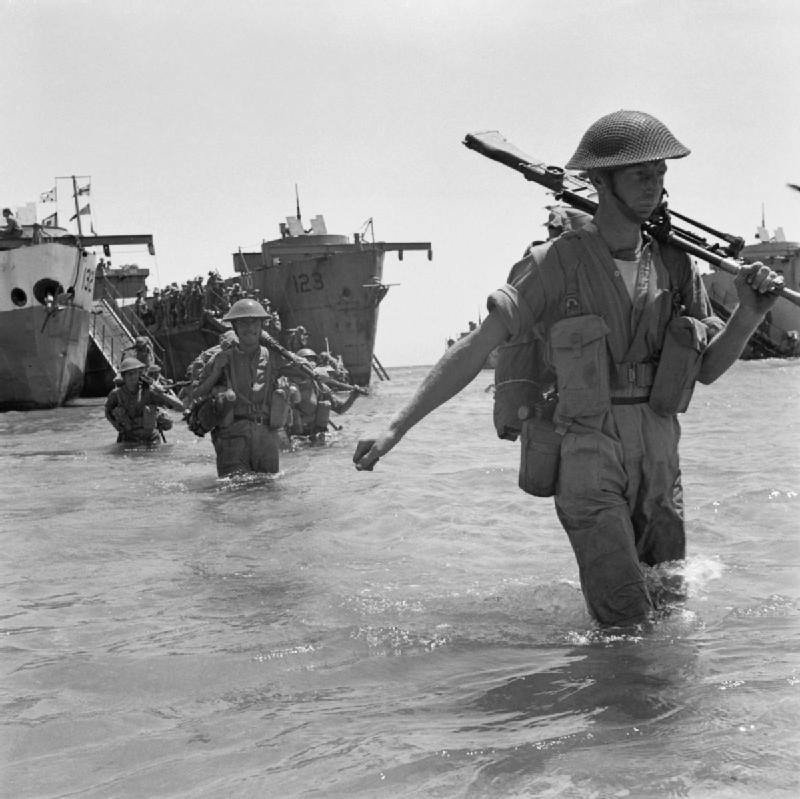
Tropes britàniques desembarcant a Sicília el 10 de juliol de 1943

Malgrat els èxits aliats i els signes de col·lapse de les tropes italianes, el mariscal de camp Kesselring va aconseguir transferir a Sicília la veterana 29a Divisió Panzergrenadier i l'excel·lent 1a Paracaigudista del general Richard Heidrich, traslladada urgentment des del sud de França; l'enèrgic i experimentat general Hans-Valentin Hube, veterà de la batalla de Stalingrad, va assumir el comandament de totes les forces alemanyes agrupades al XIV Panzerkorps i pràcticament va dirigir les operacions de les forces de l'Eix a l'illa, aconseguint construir un sòlid front defensiu al sud de Catània que va aturar l'avanç dels britànics de Montgomery.

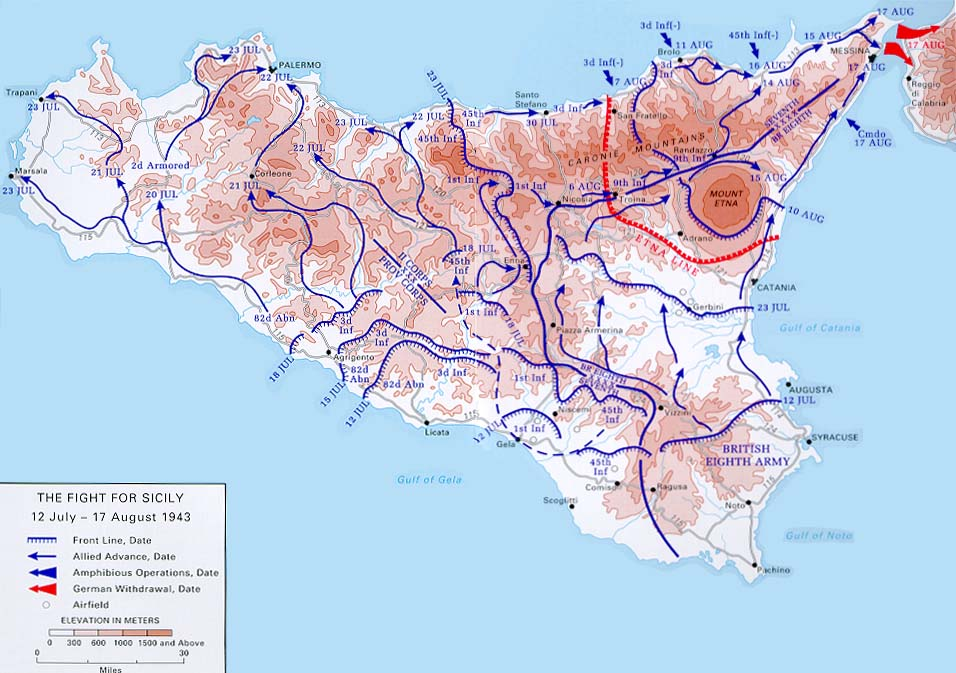
Moviments de les Forces Aliades a Sicília del 12 de juliol al 17 d'agost de 1943

Mentre el 8è Exèrcit britànic s'enfrontava a una resistència ferotge a la zona de l'Etna, el general Patton va aconseguir sortir del cap de platja i avançar amb les seves unitats blindades directament cap a Palerm; les febles defenses italianes van ser superades fàcilment i els americans van prendre la ciutat el 22 de juliol. El Setè Exèrcit va girar immediatament cap a l'est amb l'objectiu d'arribar a Messina i tallar les línies de comunicació de les tropes de l'Eix a Sicília;  no obstant això, el mariscal de camp Kesselring i el general Hube van poder establir una nova línia defensiva per protegir Messina i els americans, malgrat l'arribada a Sicília d'altres divisions, van ser aturats a partir del 23 de juliol a San Fratello i Troina, on van tenir lloc combats ferotges. Els esdeveniments polítics generals, amb la caiguda de Mussolini i la desintegració de les unitats italianes, i la clara superioritat numèrica i material aliada, van empènyer Hitler i l'alt comandament alemany a organitzar una evacuació metòdica de les divisions de l'Eix a través de l'Estret de Messina (Operació Lehrgang); el 17 d'agost, el general Hube va aconseguir completar amb èxit la retirada de gran part dels seus soldats i equipament: uns 40.000 soldats alemanys amb 9.789 vehicles, cinquanta-un tancs i 163 canons i 62.000 soldats italians amb 227 vehicles i quaranta-un canons van ser evacuats.
Al final de la campanya, el Setè Exèrcit tenia 2.811 morts, 6.471 ferits i 686 desapareguts; el Vuitè Exèrcit tenia 2.721 morts, 7.939 ferits i 2.183 desapareguts. Les forces de l'Eix van patir aproximadament 29.000 baixes: els italians van patir aproximadament 4.700 morts, els alemanys 4.300; els ferits van ascendir a aproximadament 20.000 homes i els presoners van ser més de 140.000, dels quals només 5.500 eren soldats alemanys.

### La caiguda del govern de Mussolini i l'armistici
Les desastroses notícies de Sicília van provocar esdeveniments decisius per a les dues potències de l'Eix. Hitler, preocupat pels signes de col·lapse de l'exèrcit italià, va anar a Itàlia el 19 de juliol de 1943 i es va reunir amb Mussolini prop de Belluno (fins i tot si la historiografia ho recorda com la reunió de): el Duce semblava deprimit i apàtic i, malgrat les exhortacions dels seus generals i assessors, no va poder influir en les decisions del Führer; Hitler va confirmar que volia lluitar fins al final en tots els fronts, va instar a enfortir la cohesió interna amb mesures draconianes, va prometre enviar divisions alemanyes i va predir la victòria gràcies a "armes secretes" que s'estaven preparant.  El fracàs de les anomenades converses de Feltre va accelerar les decisions del rei i dels generals, que ara estaven decidits a destituir Mussolini, mentre que els jerarques, liderats per Dino Grandi, durant la dramàtica reunió nocturna del 25 de juliol van impugnar obertament les accions del Duce i van afavorir la desintegració del règim.

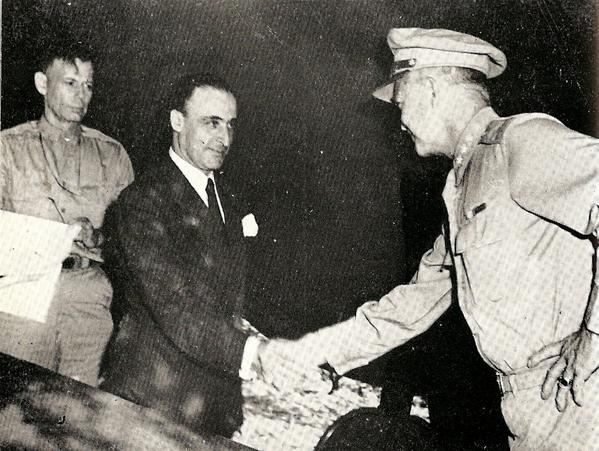
L'Armistici de Cassibile: d'esquerra a dreta, els generals Walter Bedell Smith, Giuseppe Castellano i Dwight Eisenhower

La tarda del 25 de juliol de 1943, Mussolini va ser arrestat pel rei Víctor Manuel després d'una breu conversa i posteriorment traslladat a una sèrie d'amagatalls secrets; en poques hores el règim feixista es va desintegrar, els jerarques lleials al Duce van fugir i el mariscal Pietro Badoglio va ser nomenat cap del nou govern, que va confirmar oficialment la lleialtat a l'aliança amb Alemanya i la decisió de continuar lluitant contra els aliats. En realitat, el rei, Badoglio i els principals líders del nou govern creien que sortir de la guerra era inevitable; després d'algunes vacil·lacions, el 12 d'agost de 1943, uns emissaris italians es van reunir a Lisboa amb el cap d'estat major d'Eisenhower, el general Walter Bedell Smith, de qui van saber que els líders aliats preveien la rendició incondicional d'Itàlia. Hitler, informat de la inesperada destitució de Mussolini, va entendre immediatament que posaria en perill l'aliança de l'Eix, no va confiar en el nou lideratge i va preparar ràpidament nous plans per fer front militarment a la prevista deserció d'Itàlia. Després d'haver plantejat la hipòtesi d'una intervenció immediata a Roma, Hitler va decidir guanyar temps mentre esperava els esdeveniments i, mentrestant, reforçar substancialment la presència alemanya a la península. Segons les directrius del nou pla Achse, mentre el mariscal de camp Kesselring preparava l'evacuació de Sicília i la defensa del sud d'Itàlia, el mariscal de camp Rommel va prendre el comandament d'un nou Grup d'Exèrcits B que va traslladar el seu quarter general a Bolonya el 14 d'agost; en poques setmanes, vuit divisions alemanyes més van entrar al nord d'Itàlia, incloent-hi dues divisions blindades, mentre que una divisió de paracaigudistes va desembarcar a Pratica di Mare, al sud de Roma.
Informats dels contactes secrets iniciats a Lisboa amb els emissaris del nou govern italià, els líders angloamericans van procedir a una nova anàlisi de la seva planificació operativa: Eisenhower va proposar prolongar les operacions després de la conquesta de Sicília, aprofitant la col·laboració italiana promesa per ocupar el territori entre els importants aeroports de Foggia i el gran port de Nàpols; el general Marshall i els altres líders americans van estar d'acord amb aquest pla, convençuts que l'objectiu de les operacions a la península s'havia de limitar estrictament a l'ocupació de les bases aèries i a mantenir el major nombre possible de tropes alemanyes allunyades dels fronts principals. El 14 d'agost de 1943, el president Roosevelt i el primer ministre Churchill es van reunir a Quebec i van prendre les decisions finals: es va confirmar la data de l'1 de maig de 1944 per a l'Operació Overlord i es va ordenar al general Eisenhower que ocupés Sardenya i Còrsega; el 17 d'agost es va aprovar la invasió de la península italiana mitjançant un desembarcament principal a Salern, previst per al 9 de setembre de 1943.

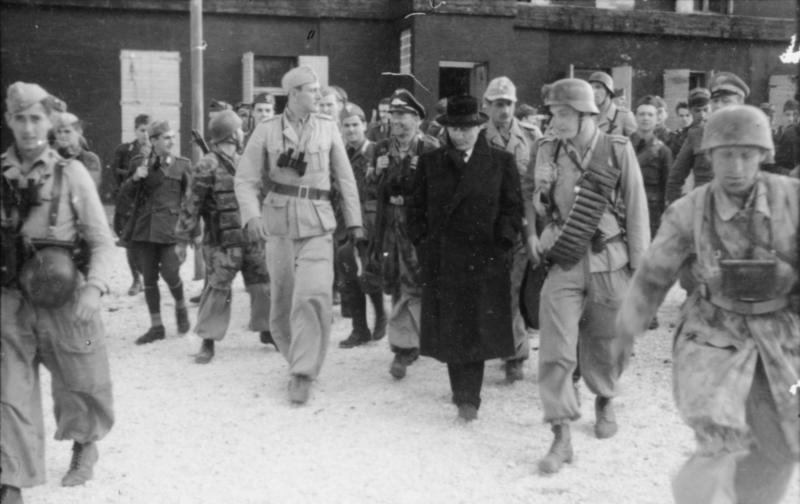
Benito Mussolini després de ser alliberat pels paracaigudistes alemanys

Les discussions entre els enviats italians i els representants aliats, primer a Lisboa i després a Sicília, es van allargar amb dificultat durant diversos dies: tement una reacció alemanya violenta, el mariscal Badoglio va demanar una intervenció angloamericana massiva al mateix temps que l'anunci de l'armistici, i es van elaborar plans per emprar una divisió de paracaigudistes americana a la zona de Roma. El 3 de setembre de 1943, el general Giuseppe Castellano va signar l'armistici de Cassibile, però van sorgir nous problemes executius: Badoglio va demanar un ajornament de l'anunci, mentre que el general Maxwell Taylor, que havia arribat en secret a Roma, va aconsellar renunciar, a causa de l'evident desorganització italiana, a la intervenció dels paracaigudistes. El vespre del 8 de setembre de 1943, Eisenhower va donar la comunicació oficial de la rendició italiana i Badoglio, després d'una reunió dramàtica en presència del rei, es va veure obligat al seu torn a emetre la notícia per ràdio.
La reacció de Hitler i del comandament alemany, malgrat la sorpresa per l'anunci sobtat de l'armistici, va ser ràpida i efectiva: el pla Achse es va activar immediatament i les tropes de la Wehrmacht van obtenir el control en tots els teatres de guerra on hi havia unitats italianes presents, explotant sobretot la desorganització i la confusió present entre les tropes i els alts comandaments del Regio Esercito que, mancant de directives precises i oportunes, es va desintegrar en gran mesura. Al nord d'Itàlia, el mariscal de camp Rommel va ocupar les ciutats més importants i va capturar el gruix de les divisions italianes que van oposar poca resistència; a Roma, després d'uns durs combats i negociacions confuses, el mariscal de camp Kesselring va prendre possessió de la ciutat; als Balcans els alemanys van ocupar tot el territori i van aixafar brutalment els intents locals de resistència, amb més de 600.000 soldats italians deportats a Alemanya. Badoglio, el rei i els seus col·laboradors van preferir abandonar Roma immediatament i, després d'arribar a Pescara, es van traslladar a Brindisi, on van reconstituir una estructura governamental al territori que havia escapat de l'ocupació alemanya, l'anomenat Regne del Sud; el 13 d'octubre de 1943, el govern de Badoglio va declarar la guerra a Alemanya, obtenint l'estatus de "cobel·ligerant" dels aliats. Mentrestant, el 12 de setembre de 1943, un destacament de paracaigudistes alemanys havia alliberat Mussolini de la presó de Gran Sasso; fermament instat per Hitler i tot i que temptat i deprimit, el Duce va decidir prendre la direcció d'un nou estat feixista, la República Social Italiana (RSI), que es va establir el 23 de setembre al centre-nord d'Itàlia per col•laborar amb l'ocupant alemany.

### Els desembarcaments aliats al sud d'Itàlia

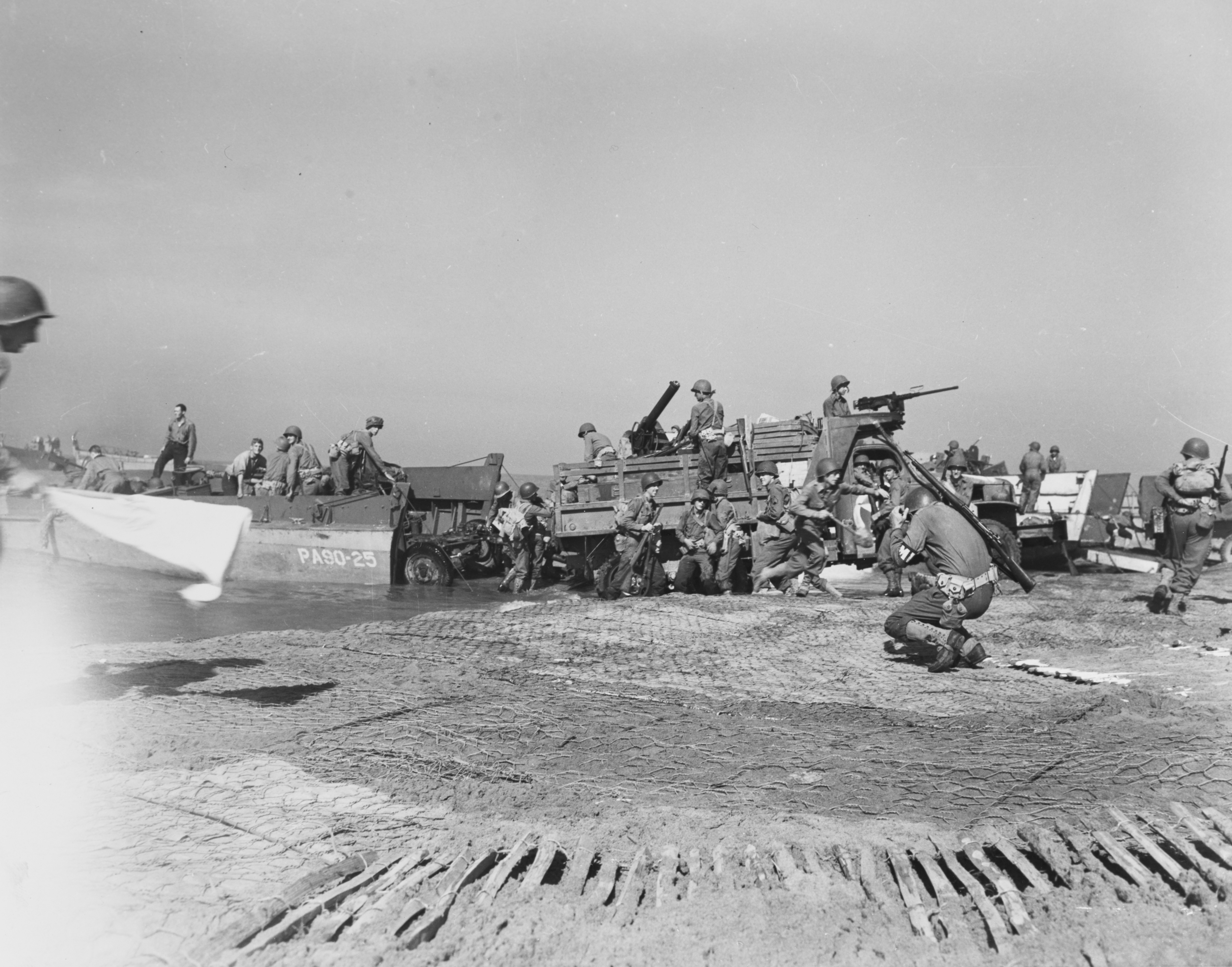
Les tropes aliades desembarquen a Salern

El 3 de setembre de 1943, el Vuitè Exèrcit va iniciar la invasió de la Itàlia continental amb els primers desembarcaments a Calàbria (Operació Baytown), de la qual les unitats alemanyes s'havien retirat sense avisar els italians i sabotant les infraestructures. Segons la planificació aliada, la sortida d'Itàlia de la guerra s'havia de produir al mateix temps que el desembarcament principal a la península, previst al sector de Salern segons el projecte Allau. De fet, el 9 de setembre de 1943 les principals forces angloamericanes, que a bord dels vaixells havien celebrat el presumpte final de les operacions militars al teatre italià després de l'armistici de Cassibile, van desembarcar a Salern mentre les tropes britàniques duien a terme una acció secundària ocupant Tàrent (Operació Slapstick) 

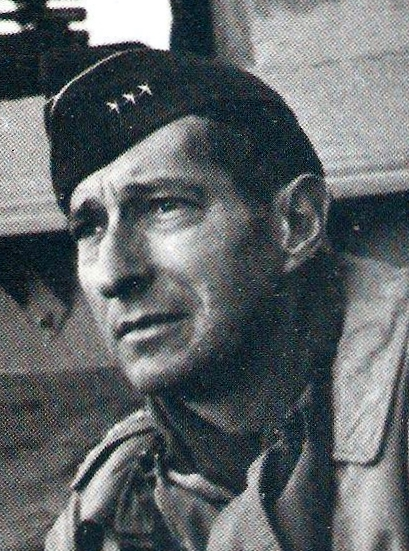
El general Mark Clark, comandant del Cinquè Exèrcit dels Estats Units

La 1a Divisió Aerotransportada britànica, sota la cobertura de les forces navals del vicealmirall Arthur Power, va desembarcar directament al port de Tàrent; les unitats de paracaigudistes alemanyes presents al sector van preferir retirar-se i no van oposar resistència al desembarcament, però a causa de la manca de mitjans de transport els paracaigudistes britànics no van poder avançar immediatament cap a Foggia i el proper i sol·licitat aeroport d'Amendola, en aquell moment el més gran aeroport militar d'Europa. L'11 de setembre les tropes britàniques van arribar a Brindisi, on s'havien refugiat el rei Víctor Manuel III i el mariscal Badoglio. El 22 de setembre els paracaigudistes britànics van arribar a Bari per terra, mentre que una altra divisió va desembarcar al port;  la ciutat ja havia estat evacuada pels alemanys des del 8 de setembre. Foggia i l'aeroport d'Amendola van ser finalment ocupats el 27 de setembre.
La principal acció aliada a Itàlia va començar a les 03:30 del 9 de setembre quan el Cinquè Exèrcit dels Estats Units, liderat pel tinent general Mark Clark, va desembarcar en una secció de costa de 40 quilòmetres d'amplada entre Minori i Paestum: el VI Cos dels Estats Units, sota el comandament del general Ernest Dawley, va desembarcar al sud, prop de Paestum, i el X Cos britànic, sota el comandament del general Richard McCreery, va desembarcar al nord, a la zona de Salern i Minori. Cadascun dels cossos incloïa dues divisions per a un total d'aproximadament 200.000 homes. Les operacions van progressar inicialment favorablement i l'11 de setembre també va desembarcar la 45a Divisió dels Estats Units, que va eixamplar la línia d'invasió a 70 quilòmetres, entre Amalfi i Agropoli
En realitat, els alemanys havien mantingut el control de les posicions dominants als turons, i el mariscal de camp Kesselring i el general Heinrich von Vietinghoff van poder controlar la situació portant nombroses divisions mòbils des del sud i el nord. Després d'alguns atacs inicials que van dificultar els punts d'avanç aliats, la contraofensiva alemanya va començar el 12 de setembre amb la intervenció de dues divisions Panzergrenadier i dues divisions Panzer addicionals per reforçar la 16a Divisió Panzer ja present. Els alemanys van explotar la bretxa central al llarg del riu Sele al cap de pont i van aconseguir alguns èxits importants que van fer témer una catàstrofe per als aliats. Les tropes alemanyes, molt més experimentades i combatives, van expulsar els britànics de Battipaglia i els americans de Persano; algunes unitats aliades van ser destruïdes, i la Luftwaffe va atacar els vaixells aliats mar endins, infligint pèrdues significatives. Les forces de la Wehrmacht van estar a punt d'aconseguir una victòria decisiva.

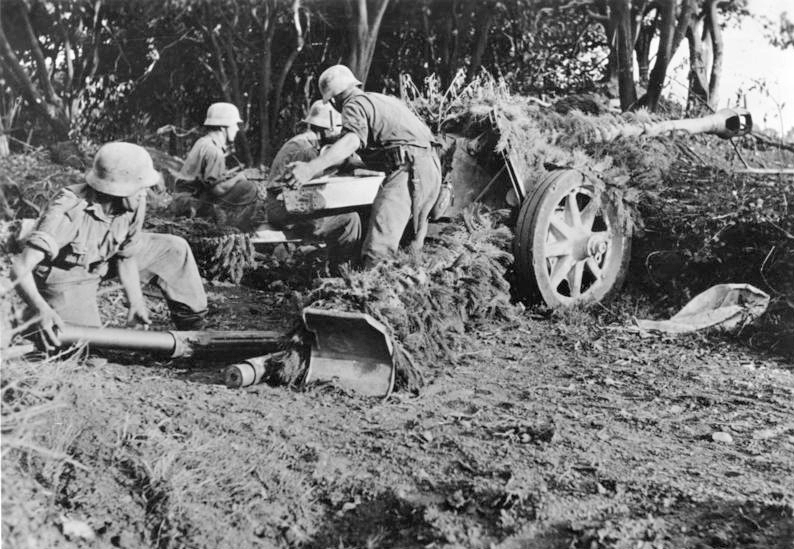
Canó antitanc alemany en acció durant la batalla de Salern

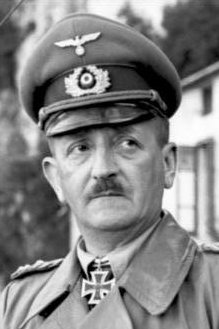
El general Heinrich von Vietinghoff, comandant del 10è Exèrcit alemany

Els angloamericans van haver de retirar-se i el general Clark, tot i coordinar directament la defensa des de les platges i intentar resistir enèrgicament, va considerar la possibilitat d'una evacuació del cap de pont de Salern. La situació crítica es va resoldre amb l'arribada de reforços des del mar i des de l'aire, formats per unitats de paracaigudistes americanes i una divisió blindada britànica; el bombardeig aeronaval massiu del 14 i 15 de setembre sobre les posicions alemanyes també va tenir un paper fonamental, a més del fet que en aquesta fase el mariscal de camp Rommel es va negar, d'acord amb les instruccions de Hitler, a enviar les dues divisions blindades que comandava al nord d'Itàlia per ajudar al sud. Kesselring va renunciar a nous atacs al cap de pont de Salern, creient que ara era impossible empènyer els aliats cap al mar, i el 16 de setembre va donar l'ordre de retirar-se cap a la línia del riu Volturno. Les tropes de la Wehrmacht van perdre 3.500 homes a Salern, però havien capturat 5.000 presoners i van infligir pèrdues molt més elevades als angloamericans; el general von Vietinghoff va declarar que "un cop més els soldats alemanys han demostrat la seva superioritat sobre l'enemic".
A Calàbria, la maniobra de diversió del Vuitè Exèrcit Britànic no va aconseguir resultats significatius: els alemanys es van retirar de manera ordenada i van aconseguir concentrar les seves forces a la zona de Salern; els britànics van avançar lentament durant 300 quilòmetres cap al nord sense trobar resistència. Finalment, el 16 de setembre, elements del Cinquè i Vuitè Exèrcits es van tornar a unir a Vallo della Lucania, mentre que mentrestant, a la Puglia, els paracaigudistes britànics ocupaven l'aeroport de Gioia del Colle. Els alemanys es van retirar metòdicament amb maniobres hàbils per part de les seves rereguardes, abandonant Foggia el 27 de setembre després de dur a terme extenses demolicions. El 29 de setembre, el general Montgomery va entrar a la ciutat amb el gruix del seu exèrcit. L'1 d'octubre, elements de l'Exèrcit Privat de Popski van completar l'alliberament dels aeròdroms de la zona de Foggia, que l'Alt Comandament Aliat considerava essencial per al bombardeig aeri del sud d'Alemanya i el sud-est d'Europa.
Mentrestant, les unitats alemanyes presents a Sardenya, sota el comandament del general Fridolin von Senger und Etterlin, van rebre l'ordre d'evacuar l'illa i retirar-se a Còrsega. Les tropes de la Wehrmacht van dur a terme amb èxit la seva retirada, que va concloure el 18 de setembre malgrat l'oposició de les unitats italianes; finalment, el 4 d'octubre els alemanys també van completar l'evacuació de Còrsega, on havien desembarcat unitats franceses, retirant-se a Piombino.

### L'alliberament de Nàpols i l'avanç cap al nord

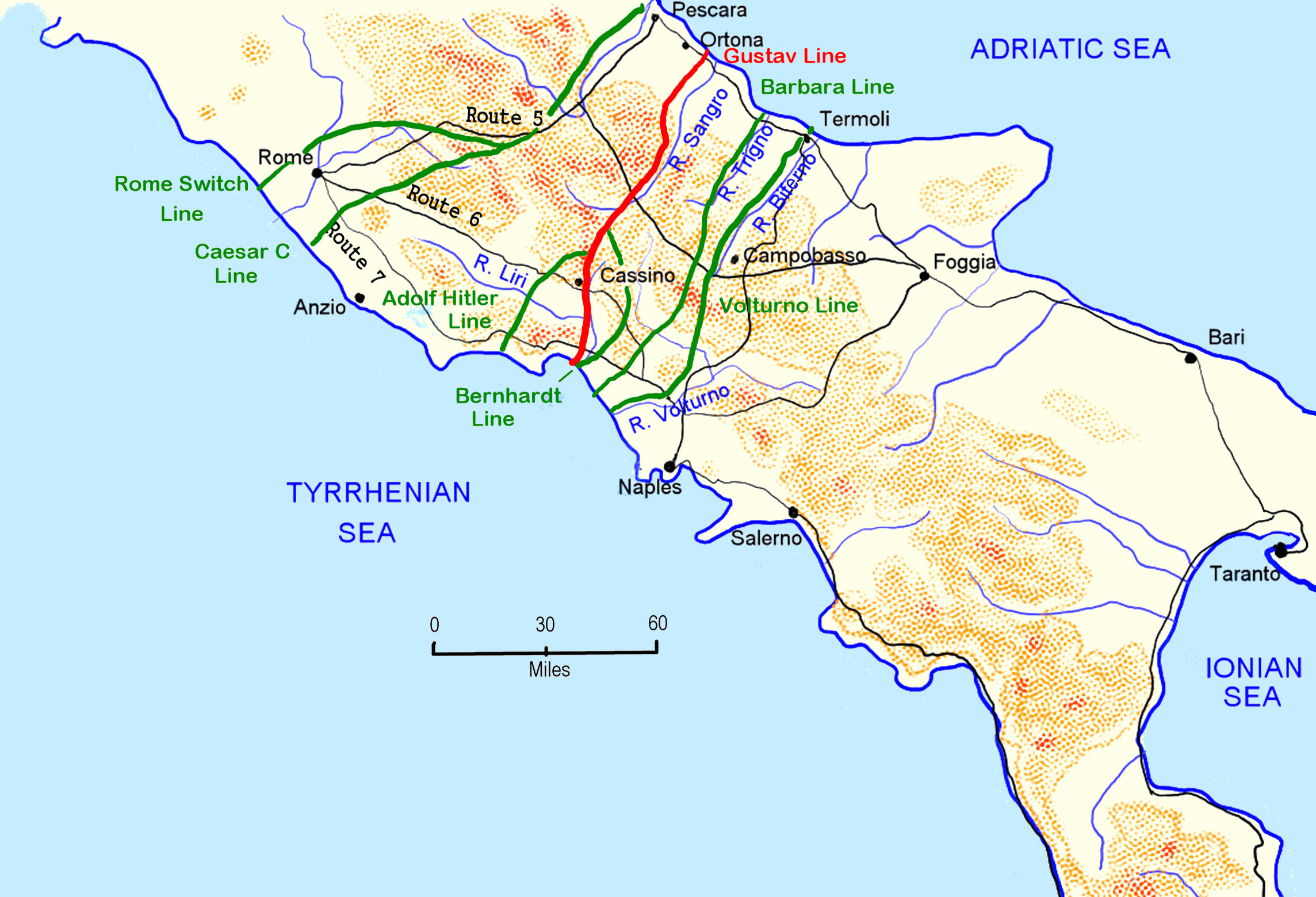
Les línies defensives alemanyes al centre i sud d'Itàlia

Després d'haver reorganitzat les tropes després dels durs combats a la plana de Salern i haver substituït el general Dawley, considerat responsable de les dificultats inicials a Salern, pel general John Lucas al comandament del VI Cos, el general Clark va ordenar l'avanç cap al nord de nou. Clark havia establert que les tropes britàniques sota el comandament del general McCreery, després d'ocupar Nàpols, arribarien al riu Volturno, assentant-se a la seva riba esquerra fins a Càpua, des d'on s'unirien als americans, que es posicionarien a la seva dreta fins a Benevent.
Però l'avanç va resultar més lent del que s'esperava també a causa de les innombrables destrucció de carreteres, un fet que va permetre als alemanys minar encara més, i massivament, tant les carreteres que conduïen a Nàpols com nombroses estructures de la mateixa ciutat, així com dur a terme batudes que van provocar la resistència de civils i soldats italians desmantellats durant els anomenats "Quatre Dies de Nàpols". El 29 de setembre, el mariscal de camp Kesselring va ser informat pel comandament del 10è Exèrcit alemany que «Nàpols està en plena revolta» i l'1 d'octubre, amb l'entrada de les primeres unitats blindades britàniques a la ciutat, els alemanys van completar l'evacuació de les seves tropes. Després de l'alliberament de Nàpols, els aliats esperaven poder arribar i ocupar ràpidament Roma, un objectiu prestigiós, fermament desitjat tant per Clark com per Montgomery que, després de la decepció de la seva exclusió del teatre de Salern, van veure l'oportunitat que el Vuitè Exèrcit fos el primer a entrar a la capital. El general britànic creia que es trobava en una posició més favorable que el seu rival: remuntant la costa adriàtica i tenint darrere seu el port segur de Bari per a subministraments, estava convençut que podia arribar ràpidament a Pescara i continuar cap a l'oest en direcció a la conca d'Avezzano, la possessió de la qual hauria obert les portes de Roma i hauria fet possible una important maniobra d'encerclament de les forces alemanyes.

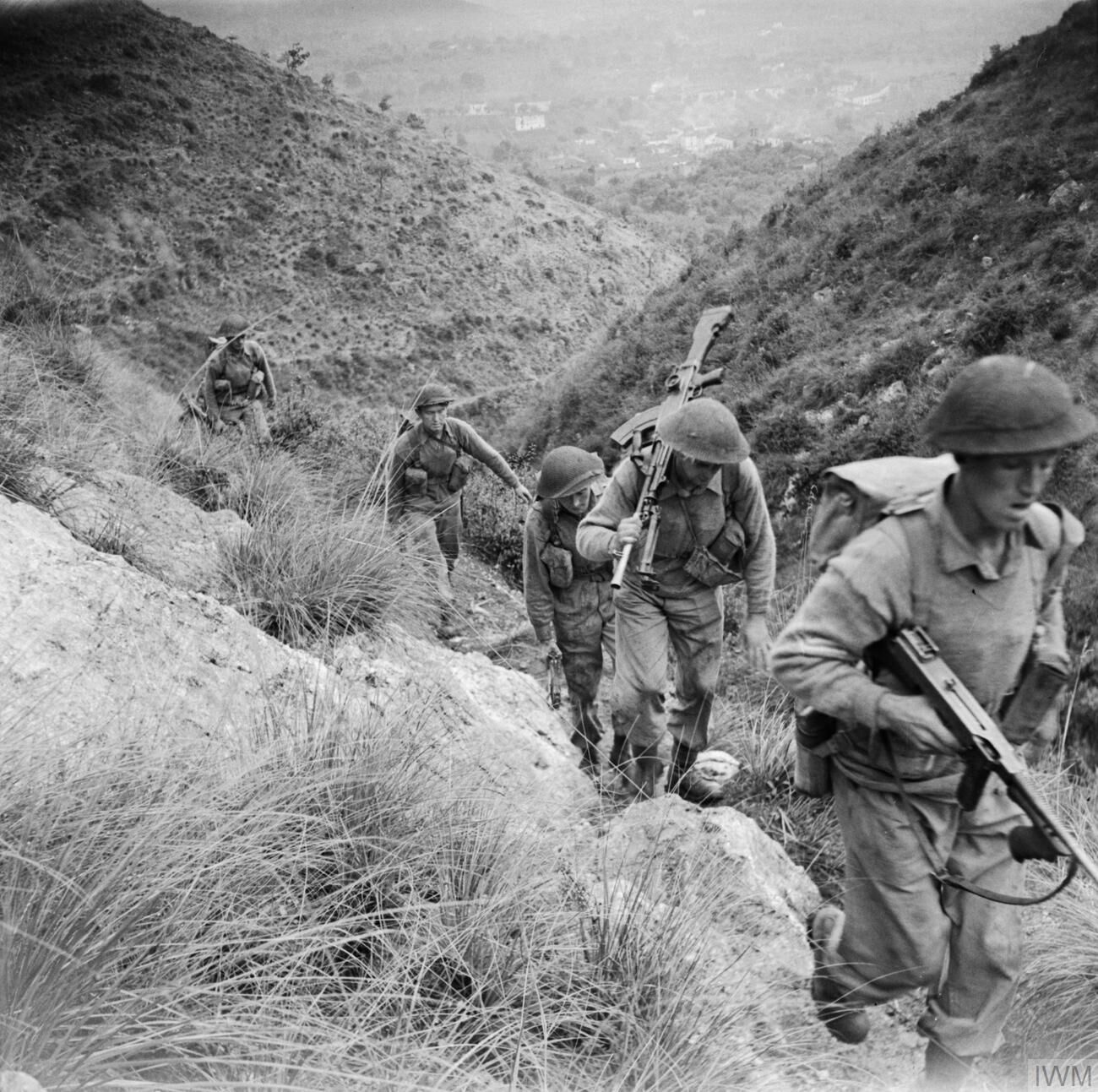
Tropes britàniques en marxa a l'octubre de 1943

Al front de l'Adriàtic, durant la nit entre el 2 i el 3 d'octubre de 1943, grups de comandos britànics van arribar per mar prop de Termoli i van ocupar tant el port com la ciutat, esperant que el Vuitè Exèrcit creués el riu Biferno i es reunissin; tanmateix, van ser contraatacats pels alemanys de la 16a Divisió Panzer que els van posar en dificultats. Després de dos dies de combats, finalment va arribar el gros del 8è Exèrcit, retardat per la destrucció dels ponts sobre el Biferno, i els alemanys es van retirar a les seves posicions defensives al riu Trigno. Al front Tirrè, el general Clark va arribar al Volturno, on va rebre informes sobre la consolidació de les posicions alemanyes al llarg de l'anomenada línia "d'hivern" o "Volturno"; el general va decidir avançar l'ofensiva fixant el pas del Volturno per a la nit del 12 d'octubre amb tres divisions nord-americanes. Les divisions van aconseguir creuar el riu en diversos punts entre Càpua i Caiazzo, mentre que una divisió del X Cos britànic sota el comandament del general McCreery es va trobar en dificultats al sector costaner; en qualsevol cas, el general Clark va reprendre els atacs i després de set dies de combats els alemanys van decidir retirar-se de manera ordenada cap a la següent línia defensiva.
Després de l'èxit de la irrupció de la Línia Volturno, els exèrcits angloamericans es van trobar amb dificultats creixents a causa del terreny impermeable dels Apenins i l'empitjorament de les condicions climàtiques que feien que el terreny fos gairebé impracticable. Fins i tot les rereguardes alemanyes, mantenint el control de les altures dominants, van contribuir a retardar l'avanç aliat actuant des dels llocs avançats de la línia principal de resistència, l'anomenada Línia Gustav. En aquesta fase, van tornar a sorgir forts contrastos entre Rommel, que creia que era oportú renunciar a la defensa de Roma i, en canvi, establir la línia principal de resistència als Apenins toscano-emilians al sud de la vall del Po, i Kesselring, que, més optimista, estava segur de poder organitzar una defensa sòlida al sud de la capital, capaç d'aturar l'avanç aliat. Hitler va romandre indecís durant molt de temps i inicialment va semblar estar d'acord amb l'opinió de Rommel, però finalment va preferir confiar en el mariscal de camp Kesselring que, per tant, a partir del 21 de novembre de 1943, va assumir el comandament suprem de totes les forces alemanyes a Itàlia, agrupades en el nou Grup d'Exèrcits C amb l'ordre de resistir fins al final al sud de Roma, mentre Rommel era reclamat a Alemanya.
A finals d'octubre, el general Henri Giraud va arribar a Nàpols per preparar amb Clark el desplegament previst d'una força expedicionària francesa a Itàlia; el 4 de novembre, davant les dificultats en l'avanç a causa del mal temps i els recursos limitats disponibles, es van iniciar les primeres discussions sobre una possible nova operació amfíbia. A mitjans de novembre, el 5è Exèrcit havia arribat a les posicions de muntanya davant de la Línia Gustav, mentre que al costat adriàtic, els dies 2 i 3 de novembre, les tropes de Montgomery, havent creuat el Trigno, van haver d'aturar-se davant de les posicions defensives alemanyes al llarg del riu Sangro (Batalla del Sangro), el torrent Moro i la ciutat d'Ortona.

### L'assalt a la línia Gustav

#### Avenç de la línia d'hivern alemanya

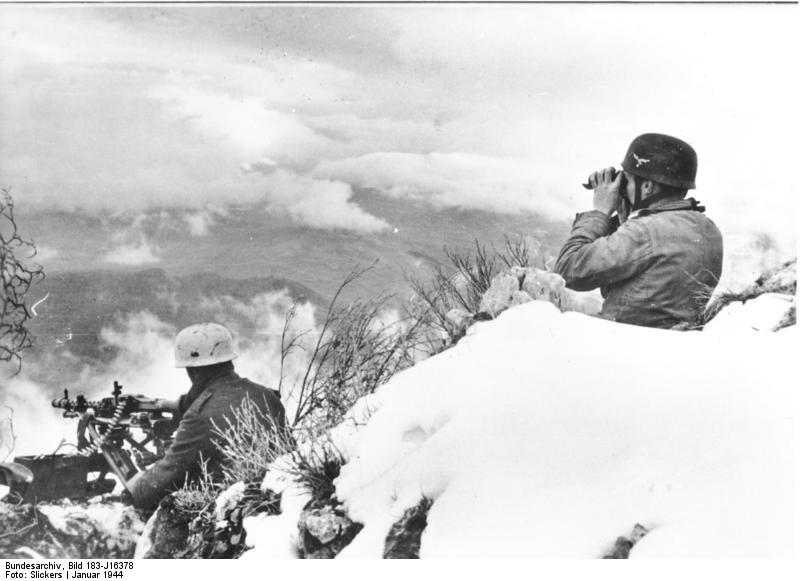
Paracaigudistes alemanys en posició amb una metralladora MG 34 al front italià

El mariscal de camp Kesselring havia assegurat a Hitler que era capaç d'aturar l'avanç aliat i defensar el centre-nord d'Itàlia al sud de Roma:  havia organitzat una sèrie de posicions de resistència successives on pretenia frenar progressivament l'empenta aliada explotant els avantatges del terreny i el clima. El sector tirrè del front alemany havia estat assignat al general von Senger und Etterlin, comandant del XIV Panzerkorps, que disposava de tres divisions d'infanteria i una divisió Panzergrenadier per defensar la Línia Bernhardt.
L'Alt Comandament Aliat a la Mediterrània, liderat pel general Eisenhower, havia establert el 8 de novembre de 1943 el nou pla ofensiu general, amb nom en clau Operació Impermeable, per trencar la Línia d'Hivern alemanya. En aquesta fase, algunes de les millors formacions aliades es van retirar del teatre mediterrani per ser transferides a la Gran Bretanya com a preparació per a l'Operació Overlord, confirmada definitivament després de la conferència de Teheran: quatre divisions americanes (inclosa una de paracaigudistes) i tres divisions britàniques van abandonar Itàlia, però en compensació el general Alexander va rebre, a més de la força expedicionària francesa sota el comandament del general Alphonse Juin, una unitat selecta de tropes canadenques i americanes comandades pel coronel Robert Frederick, dues divisions poloneses de combat liderades pel general Władysław Anders i una unitat italiana del nou Exèrcit Cobel•ligerant, el 1r Grup Motoritzat sota el comandament del general de brigada Vincenzo Dapino. El cos expedicionari francès, en particular, demostraria una capacitat de combat notable a les zones muntanyoses, però es faria conegut per la població italiana, especialment la femenina, pels innombrables actes de violència que prendrien el nom de "Marocchinate".

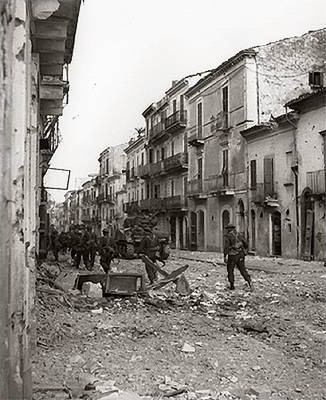
Tropes canadenques durant la batalla d'Ortona

El pla del general Alexander per trencar el front alemany incloïa un primer atac al sector adriàtic en direcció a Pescara i Avezzano; immediatament després, el general Clark atacaria pel pas de Mignano fins a Cassino i després Frosinone, amb l'esperança d'arribar a les dues ciutats per Nadal. El general Clark, malgrat les dificultats del terreny, era optimista i decidit a arribar a Roma i va assegurar a Alexander que trencaria la línia d'hivern i derrotaria els alemanys. L'ofensiva aliada va començar el 28 de novembre de 1943 al sector adriàtic: inicialment el general Montgomery, atacant amb cinc divisions, incloent-hi una divisió canadenca i una divisió neozelandesa, va aconseguir creuar el riu Sangro i va creure que "el camí cap a Roma està obert"; en realitat, els dies següents, els alemanys van alentir el seu avanç, també obstaculitzats per les fortes pluges, i els britànics finalment es van veure obligats a aturar-se contra les fortaleses d'Orsogna i Ortona. Els canadencs van atacar Ortona però van haver d'enfrontar-se a una dura resistència d'unitats d'elit de paracaigudistes alemanys: la batalla d'Ortona, l'"Stalingrad d'Itàlia", va acabar el 27 de desembre de 1943 amb la retirada alemanya, però els canadencs van patir pèrdues molt elevades i van haver d'aturar-se. A la batalla d'Orsogna, però, van ser els neozelandesos els que van ser bloquejats i les altres divisions del Vuitè Exèrcit també es van trobar en dificultats. Els plans del general Montgomery havien fracassat: el comandant britànic va haver d'aturar l'ofensiva i renunciar a l'avanç sobre Pescara. L'atac al sector adriàtic també es va veure obstaculitzat per l'exitós atac de la Luftwaffe al port de Bari el 2 de desembre de 1943, que va infligir greus danys a les instal•lacions i va causar un desastre químic a causa de la fuita de gas mostassa transportat en secret per un dels vaixells aliats atracats al port.
El general Clark havia començat la seva ofensiva el 3 de desembre contra la sèrie de difícils posicions de muntanya ocupades pels alemanys del general von Senger. Una divisió britànica del X Cos va aconseguir amb un atac nocturn conquerir el Mont Camino, que al novembre havia resistit tots els assalts,  mentre que l'atac principal de la 34a divisió Texana es va dirigir contra la ciutat de San Pietro Infine i els turons circumdants que donaven accés a la vall del riu Liri: les unitats especials del general Frederick van obtenir alguns èxits, però el 7 de desembre els italians del Primer Grup Motoritzat van ser derrotats a Monte Lungo pels Panzergrenadiers alemanys. El 8 de desembre va començar el principal atac americà: després de deu dies de combats sagnants a les muntanyes, els alemanys van haver d'evacuar Monte Lungo i San Pietro Infine, que van caure el 17 de desembre de 1943, però els aliats havien patit grans pèrdues i fins i tot el general Clark va haver de suspendre l'ofensiva sense haver aconseguit obrir el camí cap a Roma; El mariscal de camp Kesselring va consolidar les seves posicions a la Línia Gustav centrada a Cassino i al curs dels rius Rapido i Garigliano.
A finals de 1943, els líders aliats finalment van comprendre que era impossible, de moment, obtenir un èxit decisiu a Itàlia; per tant, el teatre mediterrani va passar a un segon pla en comparació amb la gran Operació Overlord que es preparava a Gran Bretanya. El general Eisenhower, designat comandant en cap de la força expedicionària prevista per al desembarcament a França, va lliurar el comandament del teatre mediterrani al general Henry Maitland Wilson i va tornar a Londres; el 31 de desembre de 1943, Montgomery també va abandonar Itàlia i va tornar al seu país d'origen, després d'haver lliurat el comandament del Vuitè Exèrcit al general Oliver Leese.

#### Primera batalla de Cassino i desembarcament d'Anzio
| « | Pensava que havia llançat un gat salvatge als turons, però en comptes d'això tenim una balena encallada a la platja. | » |
| — Winston Churchill comentant el decebedor desenvolupament de les operacions al cap de platja d'Anzio | |   |

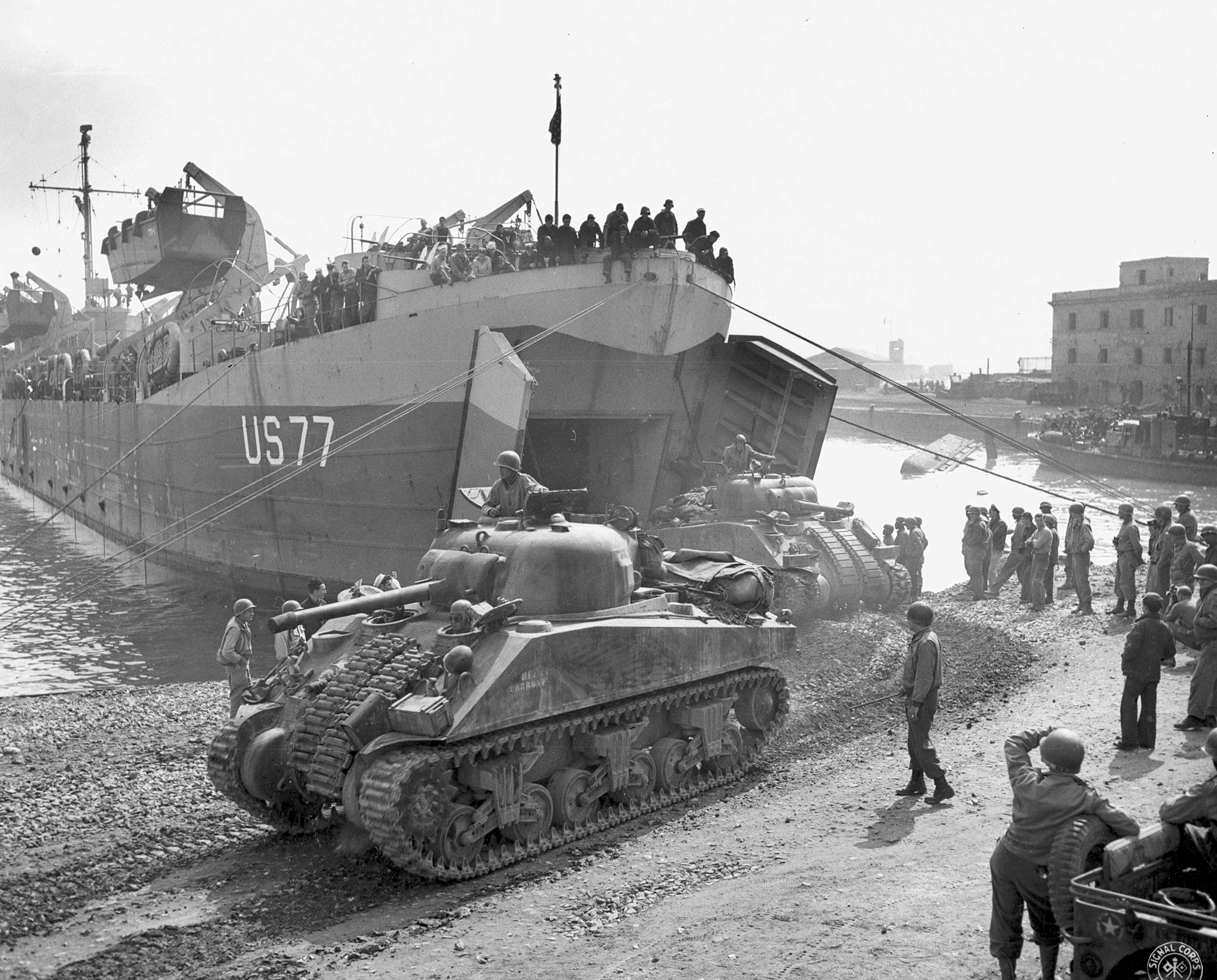
Tancs estatunidencs M4 Sherman desembarquen a Anzio.

Winston Churchill, tot i haver aprovat la planificació general dels aliats i haver donat suport a l'execució de l'Operació Overlord el maig de 1944, va continuar visualitzant una grandiosa alternativa, una estratègia mediterrània i balcànica per accelerar la derrota d'Alemanya i evitar l'avanç del temut Exèrcit Roig al cor d'Europa. Per tant, va aconseguir que el Comitè d'Estat Major Combinat Angloamericà aprovés una nova operació de desembarcament a Itàlia que hauria trencat l'estancament al llarg de la Línia Gustav, destruint l'exèrcit alemany del mariscal de camp Kesselring i obrint el camí per a un avanç des de Roma directament cap a Ljubljana, a Eslovènia. L'Operació Shingle preveia, d'una banda, la represa de l'atac de Clark al sector de Cassino per treure les reserves alemanyes i, de l'altra, el desembarcament al sector d'Anzio i Nettuno d'una força expedicionària angloamericana sota el comandament del general John Lucas, que hauria avançat ràpidament cap a Roma, tallant les línies de comunicació de les forces alemanyes de von Vietinghoff basades a la Línia Gustav.

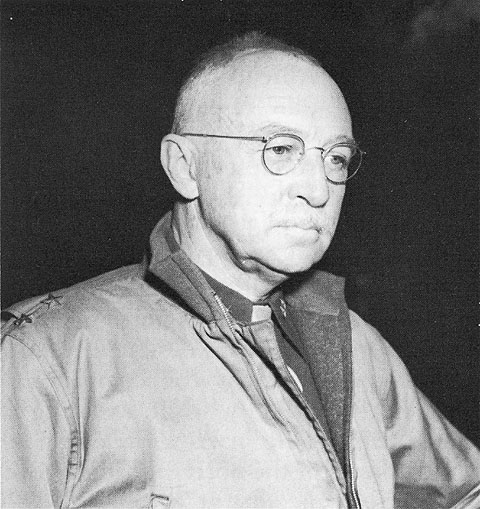
El general John Lucas, comandant de les forces aliades desembarcades a Anzio

El 16 de gener de 1944, Clark va iniciar una sèrie d'atacs al sector de Cassino; el pla de l'Alt Comandament Aliat era utilitzar aquest nou atac per atraure reserves alemanyes contra la Línia Gustav i així facilitar l'èxit del desembarcament a Anzio. La primera batalla de Cassino, però, no va aconseguir resultats decisius i les tropes aliades van patir grans pèrdues: el II Cos de l'Exèrcit dels Estats Units del general Geoffrey Keyes va llançar un atac difícil a través del riu Rapido amb l'esperança d'ocupar el poble de Sant'Angelo in Theodice i infiltrar-se a la Vall del Liri, però la 36a Texana que va creuar el riu el vespre del 20 de gener de 1944 va ser repel•lida sagnantment per les tropes alemanyes de la 15a Divisió Panzergrenadier posicionades al llarg de la riba i va ser gairebé destruïda; els francesos del general Juin van arribar a alguns cims però no van poder avançar cap a Atina, mentre que els britànics sota McCreery van creuar el Garigliano però no van aconseguir conquerir Monte Maio. Malgrat els èxits defensius del XIV Panzerkorps sota el comandament del general von Senger, Vietinghoff, comandant del 10. Armee, es va alarmar i va demanar reforços, cosa que va fer que Kesselring enviés les divisions Panzergrenadier 29a i 90a a la Línia Gustav, debilitant així les seves reserves.
El desembarcament del VI Cos a Anzio i Nettuno el 22 de gener de 1944, però, es va dur a terme fàcilment i pràcticament sense oposició; els alemanys van ser agafats completament per sorpresa i la 1a Divisió d'Infanteria britànica, la 3a estatunidenca i tres batallons de Rangers van desembarcar sense dificultat. L'Alt Comandament alemany només es va assabentar del desembarcament al cap de sis hores i es va afanyar a mobilitzar totes les reserves per fer front a l'amenaça, però en teoria el camí cap a Roma va romandre obert durant els tres primers dies.

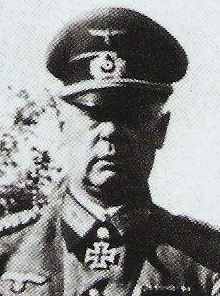
El general Eberhard von Mackensen, comandant del 14è Exèrcit alemany

En realitat, malgrat els plans optimistes de Churchill, la planificació dels generals aliats no preveia que les forces desembarcades a Anzio marxarien immediatament cap a Roma; Lucas era un comandant prudent, metòdic i pessimista i havia estat instat prèviament per Clark i també per Patton a no assumir riscos: pretenia sobretot completar el desembarcament regular de tropes i materials i consolidar amb calma el cap de platja amb l'afluència d'unitats blindades de la segona onada, abans d'avançar. Kesselring, malgrat la sorpresa inicial, va reaccionar molt ràpidament i va activar immediatament l'anomenat "cas Richard", la planificació ja prevista en cas de desembarcament a la costa tirrènica: en pocs dies el I Cos de Paracaigudistes amb la divisió blindada "Hermann Göring" i la 4a Divisió de Paracaigudistes, el LXXVI Panzerkorps amb la 26a Divisió Panzer, la 3a i la 29a Panzergrenadier, van fluir cap al sector del cap de platja d'Anzio; a més, l'alt comandament alemany va enviar quatre divisions d'infanteria més del nord d'Itàlia i els Balcans com a reforços. A partir del 23 de gener de 1944, el general Eberhard von Mackensen va assumir el comandament del Catorzè Exèrcit, que s'encarregava d'organitzar aquestes divisions i contrarestar les forces aliades desembarcades a Anzio i Nettuno; les tropes alemanyes van arribar ràpidament al lloc dels fets i el 29 de gener eren numèricament superiors a les forces de Lucas. Només el 30 de gener de 1944 el general Lucas va iniciar les operacions ofensives per sortir del cap de platja, però el 2 de febrer tots els intents d'avançar van fracassar: dos batallons Rangers sota el comandament del coronel William Darby van ser sorpresos pel contraatac alemany i destruïts a Cisterna, amb molts presoners fets desfilar pels alemanys al centre de Roma; fins i tot els atacs de la 3a Divisió americana i la 1a Divisió britànica van ser durament repel•lits i Lucas va decidir suspendre l'ofensiva, després d'haver perdut 3.000 homes i un terç dels seus vehicles blindats.

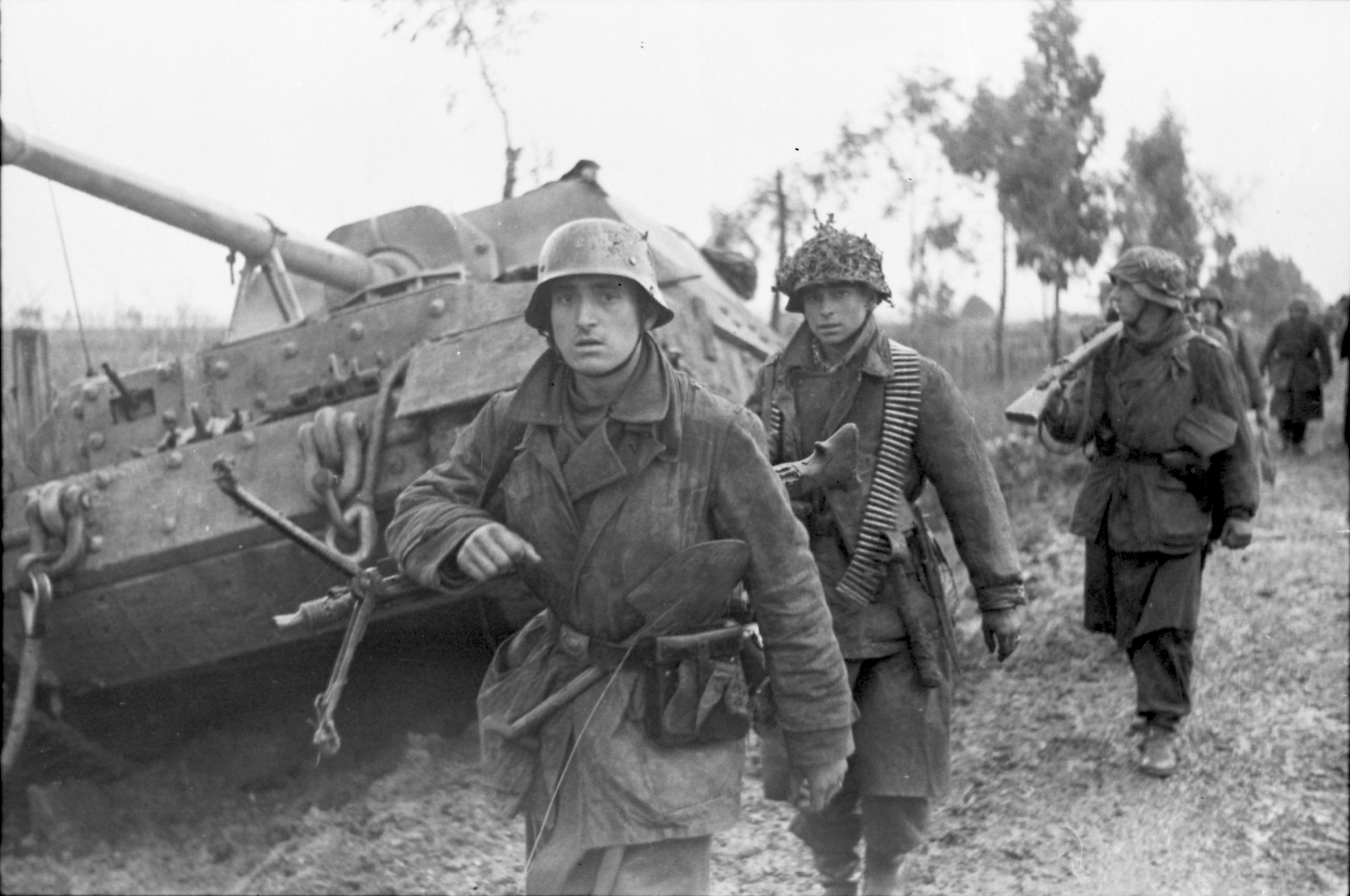
Tropes alemanyes al sector del cap de platja d'Anzio

Kesselring creia que podia controlar la situació a Cassino, on els aliats patien grans pèrdues, i alhora contraatacar en massa a Anzio i fer retrocedir cap al mar les tropes aliades que estaven atrapades a l'estret cap de platja; Hitler també buscava una gran victòria a Anzio planejant una contraofensiva massiva que infligiria una clara derrota als angloamericans i demostraria el poder intacte de la Wehrmacht. El general von Mackensen va rebre l'ordre el 29 de gener de 1944 d'"aniquilar" el cap de platja d'Anzio llançant un atac violent amb l'ajuda dels considerables reforços d'homes i equipament que li havien estat assignats. Per a la contraofensiva planificada, Kesselring va agrupar trenta-tres batallons d'infanteria, 250 tancs i poderoses unitats d'artilleria, inclòs un canó de ferrocarril de 280 mm (l'anomenat "Anzio Annie"). L'Operació Fischfang va començar el 3 de febrer de 1944 amb un atac limitat al sector d'Aprilia; després de durs combats i grans pèrdues per ambdós bàndols, els alemanys van aconseguir recuperar Aprilia el 9 de febrer i els britànics van haver de retirar-se.

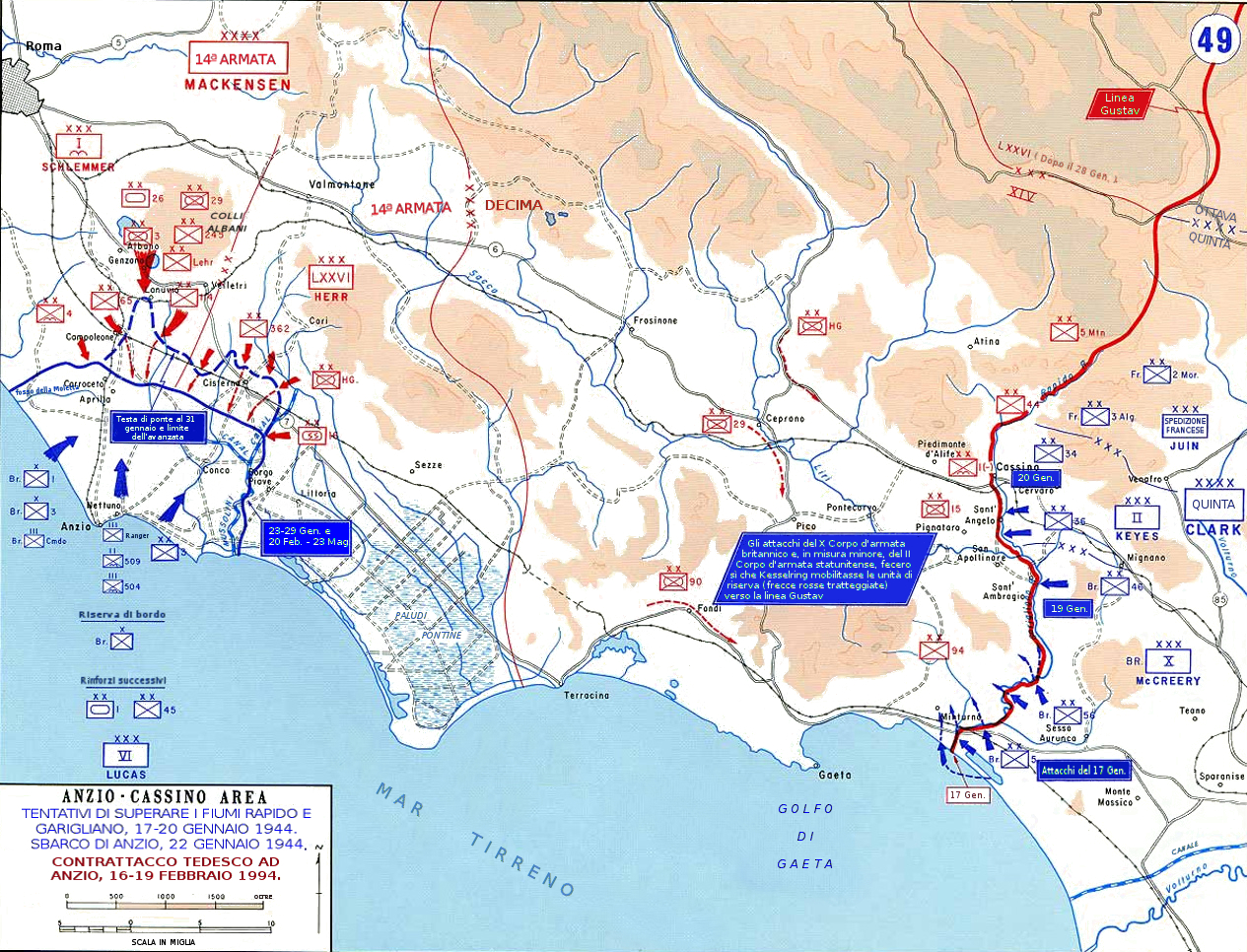
Els sectors del cap de platja d'Anzio i del front de Cassino

Després de la sèrie de fracassos, l'Alt Comandament Aliat estava profundament preocupat per la situació cada cop més difícil al cap de platja d'Anzio; es van enviar reforços, Clark va anar a Anzio i es va considerar la possibilitat de destituir el general Lucas i substituir-lo per Patton. L'atac principal alemany es va llançar el 16 de febrer de 1944: von Mackensen va concentrar en un petit sector una divisió blindada, dues divisions Panzergrenadier i dues divisions d'infanteria per avançar per la carretera Albano-Anzio directament cap al mar. L'ofensiva del Catorzè Exèrcit va posar inicialment les tropes aliades en greus dificultats; els soldats angloamericans van oposar una forta resistència, però algunes posicions van ser superades i, malgrat les fortes pèrdues, els alemanys van aconseguir el segon dia de l'atac avançar uns quants quilòmetres al centre del cap de platja fins a uns cinc quilòmetres del mar. Malgrat aquests èxits, els alemanys no van poder aconseguir una victòria decisiva i algunes unitats inexpertes van ser rebutjades; a més, Clark i el general Truscott, nomenat comandant adjunt del sector Anzio, van cridar a les reserves, mentre que la força aèria i l'artilleria aliades van colpejar durament les tropes alemanyes. Els angloamericans van contraatacar el 19 de febrer i van aturar l'avanç alemany, però la batalla va continuar ferotgement fins al 22 de febrer de 1944, quan Kesselring va aturar l'ofensiva.
Els aliats havien evitat una derrota estratègica a Anzio, però les tropes al cap de platja estaven molt debilitades, havent patit més de 20.000 baixes des del començament de l'Operació Shingle; Clark va decidir destituir Lucas i substituir-lo pel general Truscott.  La batalla d'Anzio es va convertir en una esgotadora guerra de posicions durant moltes setmanes, amb les unitats aliades amuntegades en un espai estret i sotmeses al foc d'artilleria alemany.Les tropes alemanyes també es van debilitar després de la sagnant batalla: Kesselring va anar al lloc i va observar el cansament i la decadència de la moral dels seus soldats i va convèncer Hitler que abandonés nous atacs; el Führer va expressar el seu pesar pel fracàs de l'ofensiva, però va estar d'acord amb les valoracions dels seus generals sobre el terreny.

#### Segona i tercera batalla de Cassino

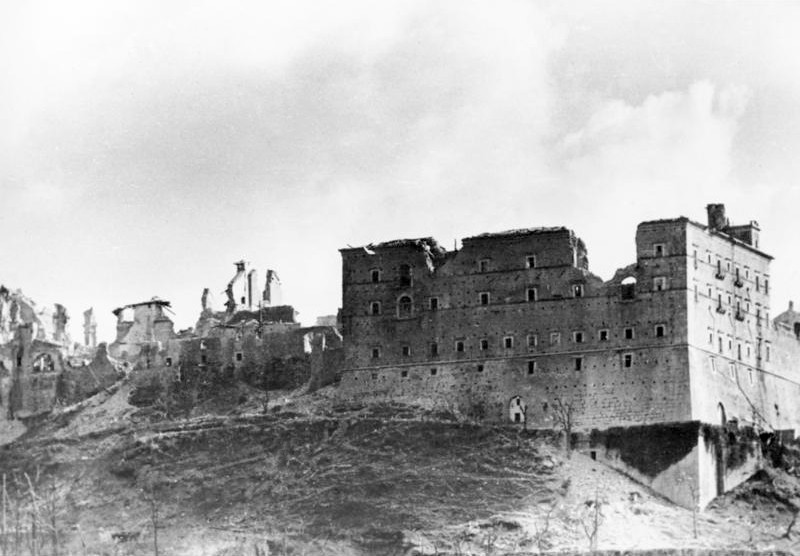
L'abadia de Montecassino va ser devastada pels bombardejos aliats del 15 de febrer de 1944.

Mentre la situació de les tropes aliades desembarcades a Anzio es tornava cada cop més difícil, Clark va reprendre els atacs al sector de Cassino amb el II Cos d'Exèrcit del major general Keyes i amb les unitats franceses del general Juin, però sense aconseguir resultats decisius. Els estatunidencs van ser bloquejats de nou al riu Rapido, mentre que els francesos van aconseguir el 25 de gener de 1944 conquerir algunes posicions muntanyoses al nord de Cassino després de violents enfrontaments amb una divisió alemanya, però van esgotar les seves forces i es van veure obligats a aturar-se; von Vietinghoff va enviar algunes formacions de reserva que van reforçar les defenses del general von Senger. Clark va decidir el 12 de febrer interrompre els atacs del II Cos d'Exèrcit i retirar els americans, utilitzant en el seu lloc les tropes del general Bernard Freyberg, formades per una divisió neozelandesa i una índia; es creia que aquestes unitats expertes i combatives eren capaces de conquerir la fortalesa alemanya atacant Cassino des del nord i obrint un pas al llarg de la vall del Liri per a les reserves blindades aliades

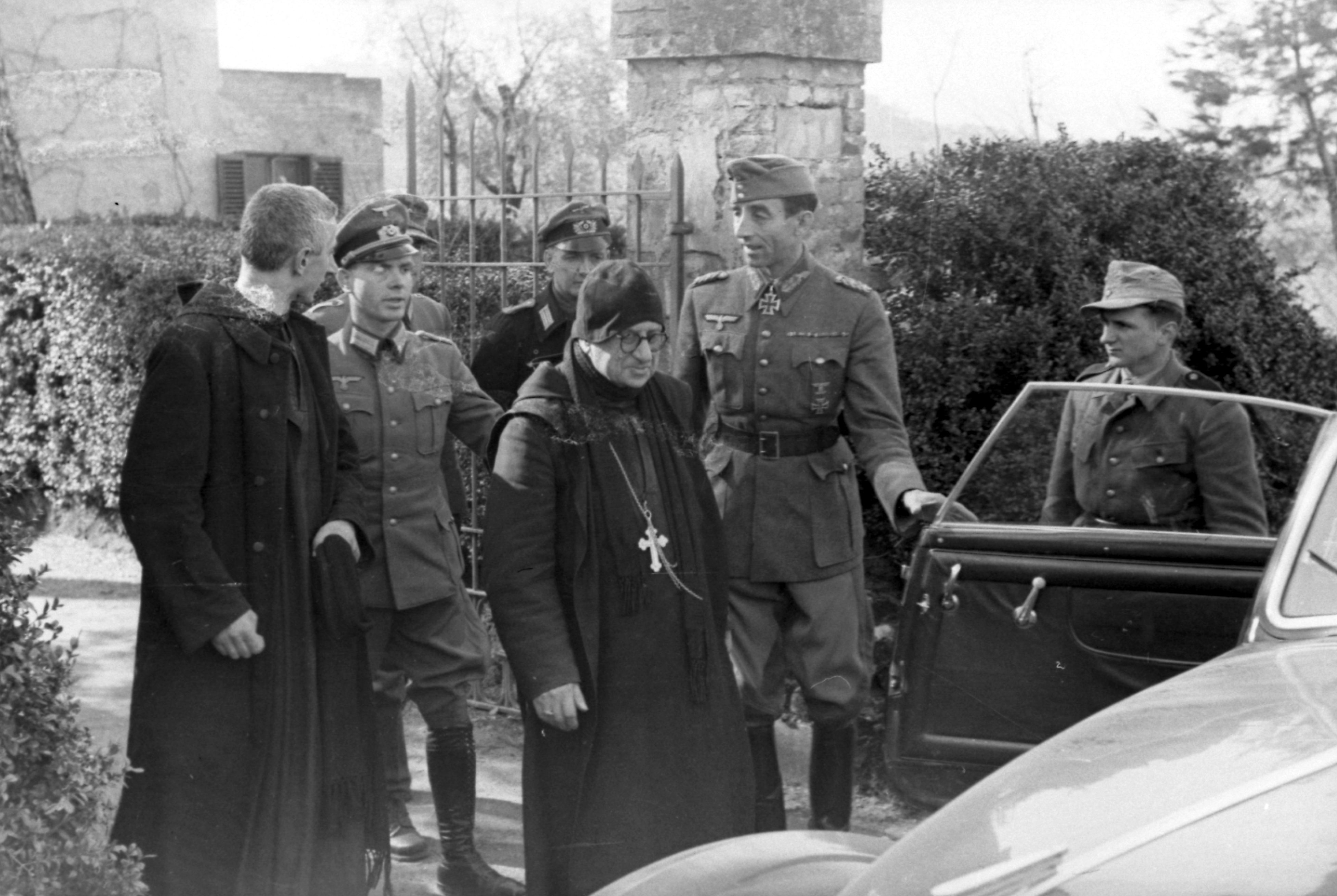
L'abat general de l'abadia de Montecassino, Gregorio Diamare (centre), surt de l'abadia acompanyat, a la seva esquerra, pel tinent general von Senger und Etterlin (febrer de 1944)

En aquesta etapa, les forces aèries aliades van dur a terme un bombardeig preliminar de l'abadia de Montecassino, considerada pel general Freyberg com una important fortalesa alemanya, la destrucció total de la qual creia que era essencial abans que els seus soldats poguessin atacar; en realitat, l'abadia no estava ocupada per tropes alemanyes, però els generals Alexander i Wilson, pressionats per Freyberg i en possessió d'informació imprecisa, van autoritzar el bombardeig malgrat l'oposició de Clark. El 15 de febrer de 1944, 142 bombarders pesants i 87 bombarders mitjans van llançar més de 400 tones de bombes: la destrucció de l'abadia, però, va acabar afavorint les tropes alemanyes que es van establir entre les runes. Poc després, l'atac de les divisions de Freyberg va començar al nord i al sud de Cassino, però els alemanys van defensar fermament les posicions a les altures dominants i el 17 de febrer els indis i els neozelandesos van quedar atrapats després de patir fortes pèrdues.

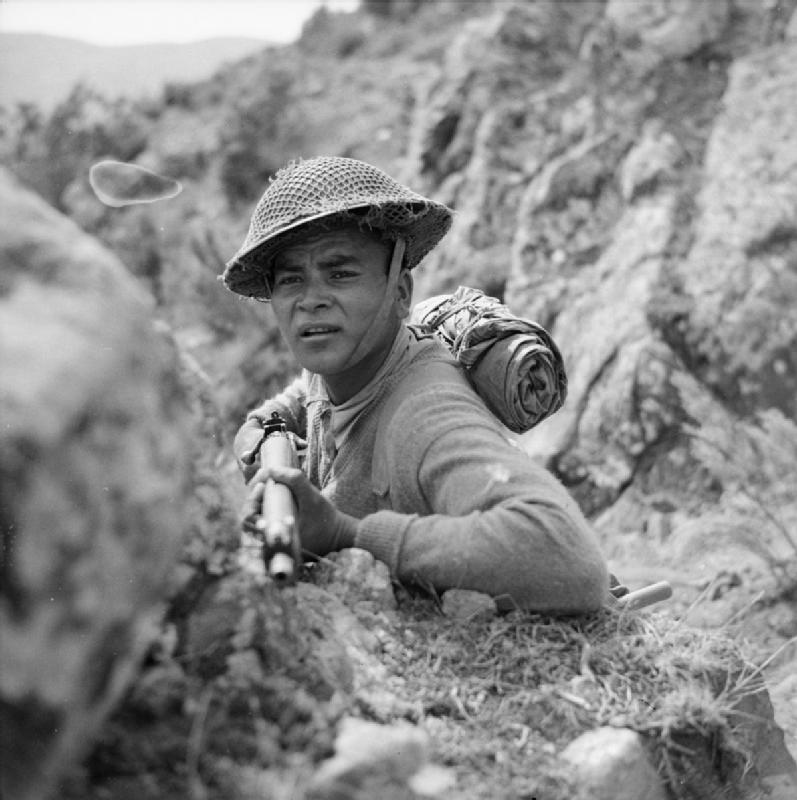
Un dels soldats gurkha reclutats per l'exèrcit britànic

Malgrat els repetits fracassos, la situació crítica que havia sorgit al cap de platja d'Anzio va empènyer l'alt comandament aliat a organitzar, a principis de març de 1944, un nou intent de trencar la Línia Gustav i alleujar la pressió alemanya contra les forces de Lucas; Alexander i Clark van decidir llançar un tercer atac al sector de Cassino, de nou emprant el cos d'exèrcit de Freyberg. La planificació de l'anomenada Operació Dickens preveia l'ús massiu de bombarders aliats, que haurien llançat més de 1.000 tones de bombes mentre un foc d'artilleria mortal hauria precedit l'atac d'infanteria; Clark, especialment preocupat pel sector d'Anzio, es va mostrar escèptic sobre el resultat d'aquest atac, Alexander i Freyberg creien en canvi que hi havia bones possibilitats d'aconseguir la victòria.
La Tercera Batalla de Cassino va començar la nit del 15 de març de 1944 amb el bombardeig concentrat de la ciutat i la zona de l'abadia per part de 550 bombarders mitjans i pesants, seguit immediatament pel foc de 748 canons que disparaven gairebé 200.000 projectils; les defenses de Cassino havien estat confiades per Kesselring als paracaigudistes del general Heidrich que, tot i patir grans pèrdues a causa del bombardeig massiu, es van aferrar a les ruïnes dels edificis i a les posicions a les altures més importants, decidits a resistir. Les tropes neozelandeses van atacar a primera hora de la tarda del 15 de març, però es van trobar amb una oposició ferotge dins de la ciutat; els combats cos a cos van continuar durant diversos dies sense resultats decisius, els paracaigudistes alemanys es van defensar entre les runes i també van frustrar l'avanç de les unitats índies i gurkhas cap als turons al nord-oest de Cassino; les fortes pluges van fer el camp de batalla encara més difícil. Després d'alguns contraatacs dels paracaigudistes per contenir l'avanç dels Gurkha, el 22 de març el general Freyberg, pressionat per Clark, va llançar un assalt final que, tanmateix, va costar noves pèrdues i no va obtenir resultats; la nit del 25 de març de 1944, els neozelandesos i els Gurkhas van suspendre els atacs i van començar la seva retirada de les posicions més exposades. La tercera batalla de Cassino va acabar així amb un nou èxit defensiu alemany.

### Operació Diadema i l'alliberament de Roma
| «                                                              | Conec interessos i maquinacions per aconseguir que el Vuitè Exèrcit britànic prengui Roma... si Alexandre intenta una cosa així, tindrà una altra batalla campal a les seves mans: contra mi. | » |
| — El general Clark al seu diari personal del 5 de maig de 1944 | |   |

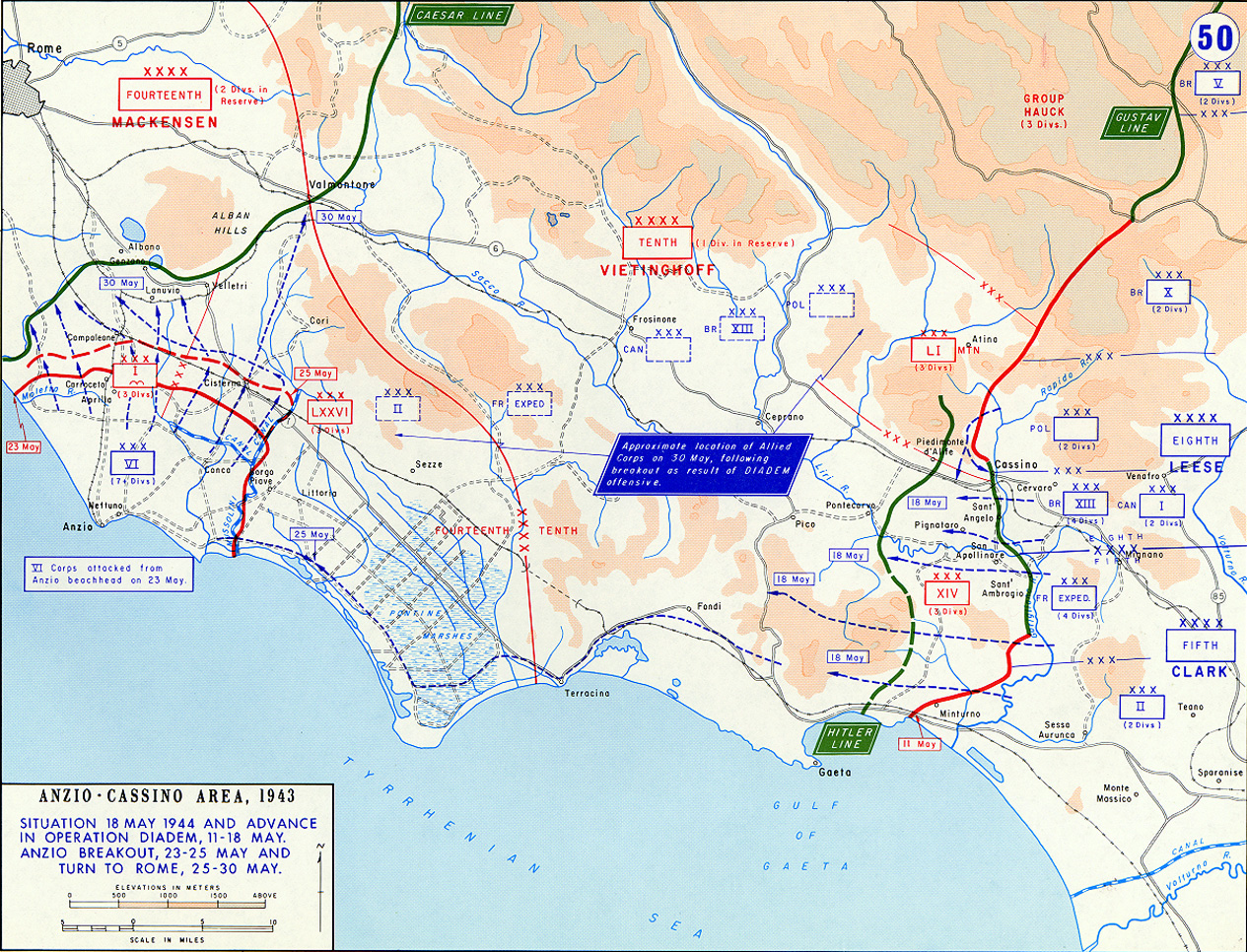
L'avenç de la Línia Gustav el maig de 1944

El fracàs sagnant del tercer intent de trencar la Línia Gustav al sector de Cassino i el decebedor estancament al cap de platja d'Anzio van obligar el comandament aliat a Itàlia a suspendre noves operacions ofensives i a procedir a una reorganització completa de les forces disponibles. A l'abril, Clark, molt cansat per les dificultats de la campanya, va tornar breument als Estats Units i el mateix mes Alexander també va anar a Londres; els dos generals van discutir l'evolució de la situació i la nova planificació amb els líders anglosaxons al més alt nivell i els líders angloamericans van decidir llançar una nova ofensiva per aconseguir una victòria decisiva a Itàlia. Es va considerar important, també per raons de propaganda, derrotar els alemanys i entrar a Roma abans de l'inici de l'Operació Overlord, prevista per al 5 de juny de 1944; també s'esperava poder atreure reserves alemanyes a la península i facilitar indirectament l'èxit del desembarcament de Normandia. El general Alexander, amb el suport de Churchill i els líders britànics, va aconseguir convèncer els estats majors combinats perquè retinguessin a Itàlia per a una nova ofensiva les divisions assignades prèviament al desembarcament previst al sud de França, l'Operació Anvil.

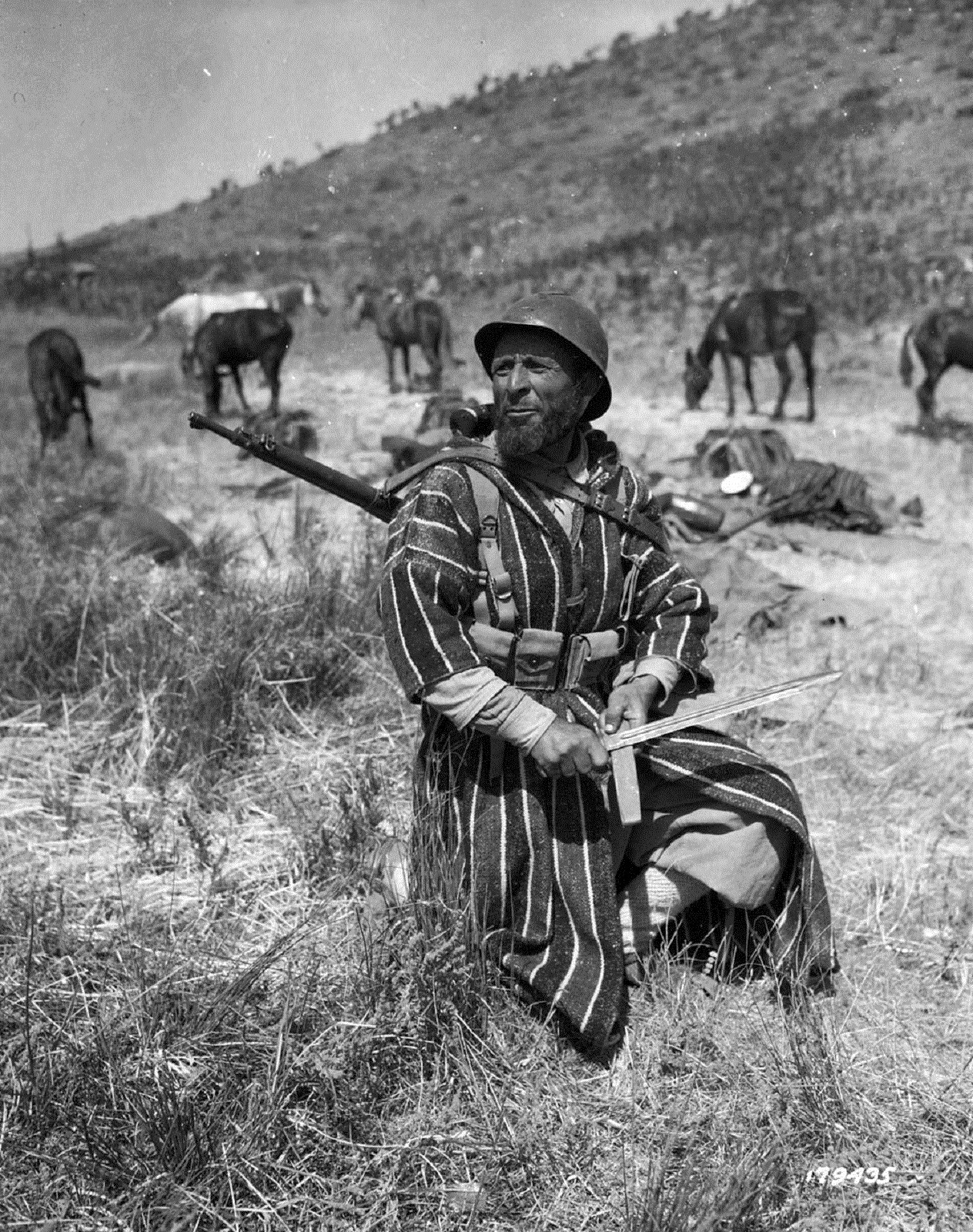
Un soldat marroquí del cos expedicionari francès del general Alphonse Juin

El nou pla ofensiu, anomenat Operació Diadema i ideat pel general John Harding, cap d'estat major d'Alexander, preveia transferir en secret una gran part del Vuitè Exèrcit del general Oliver Leese del sector adriàtic al sector de Cassino, mentre que el Cinquè Exèrcit de Clark restringiria la seva zona d'atac al sector de 32 quilòmetres entre el riu Liri i la costa tirrènica. En total, Alexander atacaria la Línia Gustav amb dotze divisions del Vuitè Exèrcit, incloent-hi dues divisions poloneses, dues canadenques i una sud-africana, i amb set divisions del Cinquè Exèrcit, incloent-hi quatre divisions franceses. L'atac principal seria dut a terme pel Vuitè Exèrcit al llarg de la Vall del Liri i el Cinquè Exèrcit atacaria al seu torn el difícil terreny dels monts Auruncs, mentre que al cap de platja d'Anzio el VI Cos del general Truscott prendria la iniciativa més endavant, avançant cap al massís Albà per interceptar les comunicacions de les forces alemanyes. Clark va estar d'acord en general amb aquests plans, tot i que estava decidit a prendre el lideratge en la batalla imminent i, sobretot, a ser el primer a arribar a Roma.
També es va planejar que l'Operació Diadema estigués precedida d'un programa de bombardejos massius a les zones del darrere i les línies de comunicació, l'anomenada Operació Estrangular; el general Ira C. Eaker, comandant de les Forces Aèries Estratégiques Aliades a la Mediterrània, esperava poder obstaculitzar els moviments de tropes alemanyes i fer una contribució decisiva al resultat de la batalla. L'Operació Estrangular va començar el 22 de març de 1944 i es van llançar 26.000 tones de bombes en 50.000 sortides aèries. Els danys a la infraestructura i les línies de comunicació van ser considerables i les forces alemanyes es van veure seriosament obstaculitzades, però en general la campanya de bombardejos no va aconseguir els resultats esperats; l'Alt Comandament alemany va poder mantenir la mobilitat i l'eficàcia de les seves divisions.
La vigília de l'Operació Diadema, el mariscal de camp Kesselring tenia vint-i-tres divisions al teatre de guerra italià, nou de les quals defensaven el sector de la Línia Gustav entre el mar Tirrè i la costa adriàtica; les tropes alemanyes encara eren eficients i combatives, però patien greus dificultats de subministrament perquè les forces aèries aliades havien aconseguit una superioritat aclaparadora i obstaculitzaven les línies de comunicació; el comandament alemany també estava constantment preocupat per la possibilitat de nous desembarcaments aliats a la regió de Civitavecchia o de Livorno.

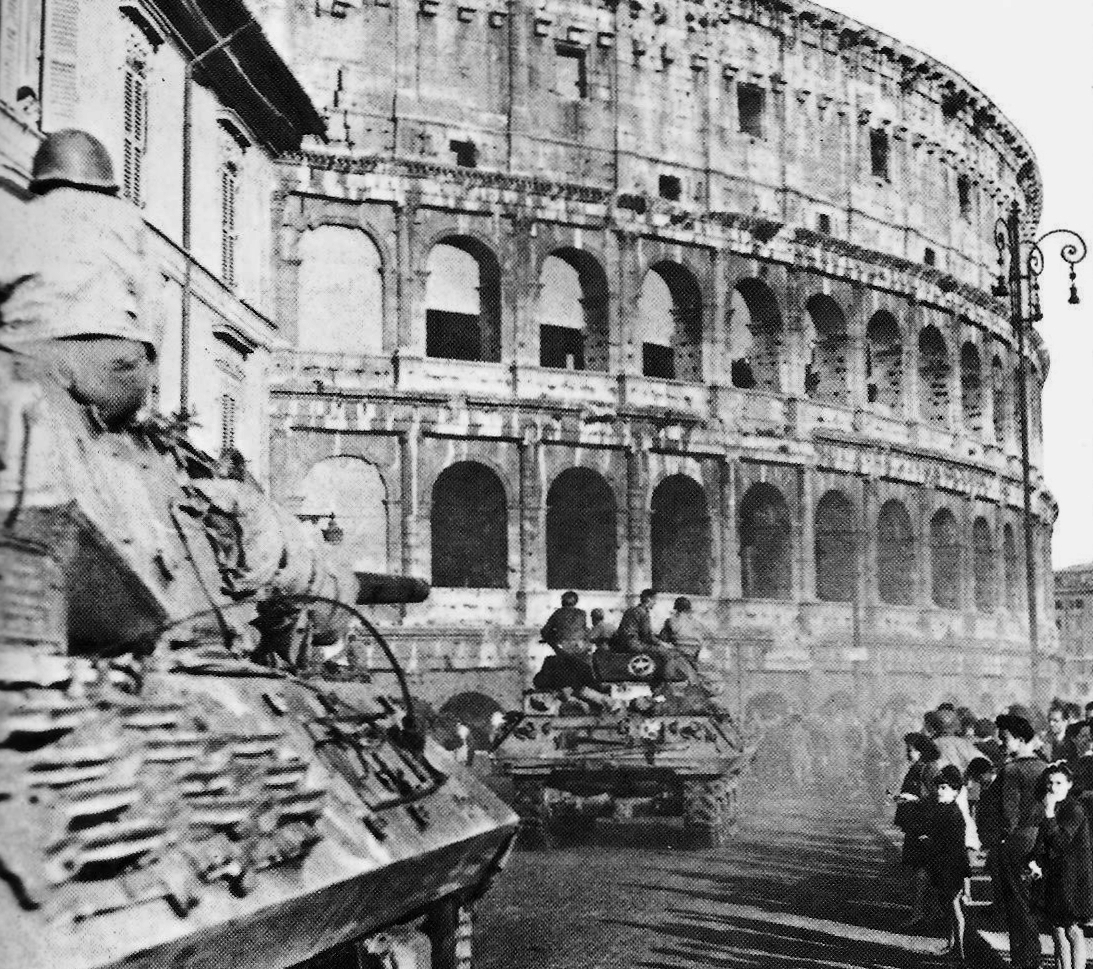
Vehicles blindats nord-americans desfilant davant del Coliseu de Roma el 5 de juny de 1944.

Precedida pel foc concentrat de més de 2.400 canons, l'ofensiva general aliada va començar durant la nit entre l'11 i el 12 de maig de 1944. L'atac va ser una sorpresa parcial per als alemanys, que, tanmateix, van lluitar durament a les primeres hores de la defensa i van mantenir la possessió de les principals posicions de la Línia Gustav. En particular, el nou assalt al sector de Cassino, llançat per les dues divisions poloneses sota el comandament del general Władysław Anders, va ser repel•lit una vegada més pels paracaigudistes alemanys, i les unitats poloneses van patir pèrdues extremadament elevades. A la vall del riu Liri, dues divisions britàniques van creuar el riu Rapido però no van poder trencar la línia de resistència alemanya. El 12 de maig, els francesos sota el comandament del general Juin també van fer només progressos modestos al sector muntanyós assignat a les formacions colonials experimentades i combatives. El comandant francès va llançar un nou atac concentrat el 13 de maig i finalment els soldats marroquins i algerians van obtenir els primers èxits importants conquerint el mont Maio i la ciutat de Castelforte.Kesselring va intentar controlar la situació enviant algunes divisions de reserva i organitzant una retirada ordenada a posicions ja preparades, però mentre que a l'ala esquerra de la Línia Gustav els alemanys encara mantenien les posicions més importants, no va ser possible aturar l'avanç de la força expedicionària francesa.
Van ser sobretot els soldats marroquins agressius els que, demostrant una gran habilitat en la lluita de muntanya, van aconseguir aclaparar els nuclis de resistència alemanya; malgrat la determinació de les tropes del general von Vietinghoff, va ser impossible aturar l'avanç del cos expedicionari de Juin, que va conquerir el mont Petrella el 15 de maig i va arribar a Ausònia i Esperia. Els èxits francesos van obligar el comandament alemany a debilitar el sector tirrè i el II Cos d'Exèrcit americà va poder avançar fàcilment per la costa en direcció a Formia. El general Leese, però, no va poder accelerar l'acció de les seves tropes; els polonesos d'Anders finalment van entrar a Cassino el 17 de maig després que la posició hagués estat evacuada per ordre de Kesselring pels tenaços paracaigudistes, però l'avanç de les forces mecanitzades al llarg de la vall del Liri es va veure obstaculitzat per dificultats logístiques, les característiques del terreny i per les barreres de canons antitanc alemanys. El Vuitè Exèrcit va arribar a la posició d'Aquino, a l'anomenada línia Dora-Hitler, però va ser aturat el 19 de maig.
El mariscal de camp Kesselring va continuar intentant durant diversos dies més evitar la derrota per les formacions que arribaven des del front d'Anzio; dues divisions mecanitzades i una divisió d'infanteria van contraatacar els francesos, mentre que el 22 de maig la 29a Divisió Panzergrenadier va intentar aturar el II Cos que havia arribat a Terracina al sector costaner. Malgrat aquests reforços, els alemanys ja no van poder controlar la situació. Els francesos van conquerir les muntanyes Ausoni mentre els canadencs del Vuitè Exèrcit van entrar a Pontecorvo; a més, al sector del cap de platja d'Anzio, les línies del Catorzè Exèrcit del general von Mackensen, molt afeblides, van ser atacades el 23 de maig pel VI Cos en l'anomenada Operació Buffalo, que finalment va aconseguir superar les defenses i avançar ràpidament, entrant en contacte el 25 de maig amb les tropes del II Cos. Kesselring va decidir abandonar la Línia Gustav, amb l'esperança de poder bloquejar el camí cap a Roma i organitzar un nou desplegament fent que els exèrcits de Mackensen i Vietinghoff es retiressin a una nova posició entre els turons Alban i les muntanyes Lepini; la divisió blindada "Hermann Göring" arribava del sector de Livorno i se suposava que havia de defensar Valmontone. En aquesta fase, van sorgir conflictes dins de l'alt comandament alemany: Kesselring es va queixar de la poca col•laboració de von Mackensen i va criticar l'ús retardat de les reserves, que en conseqüència no van poder aturar l'avanç aliat.

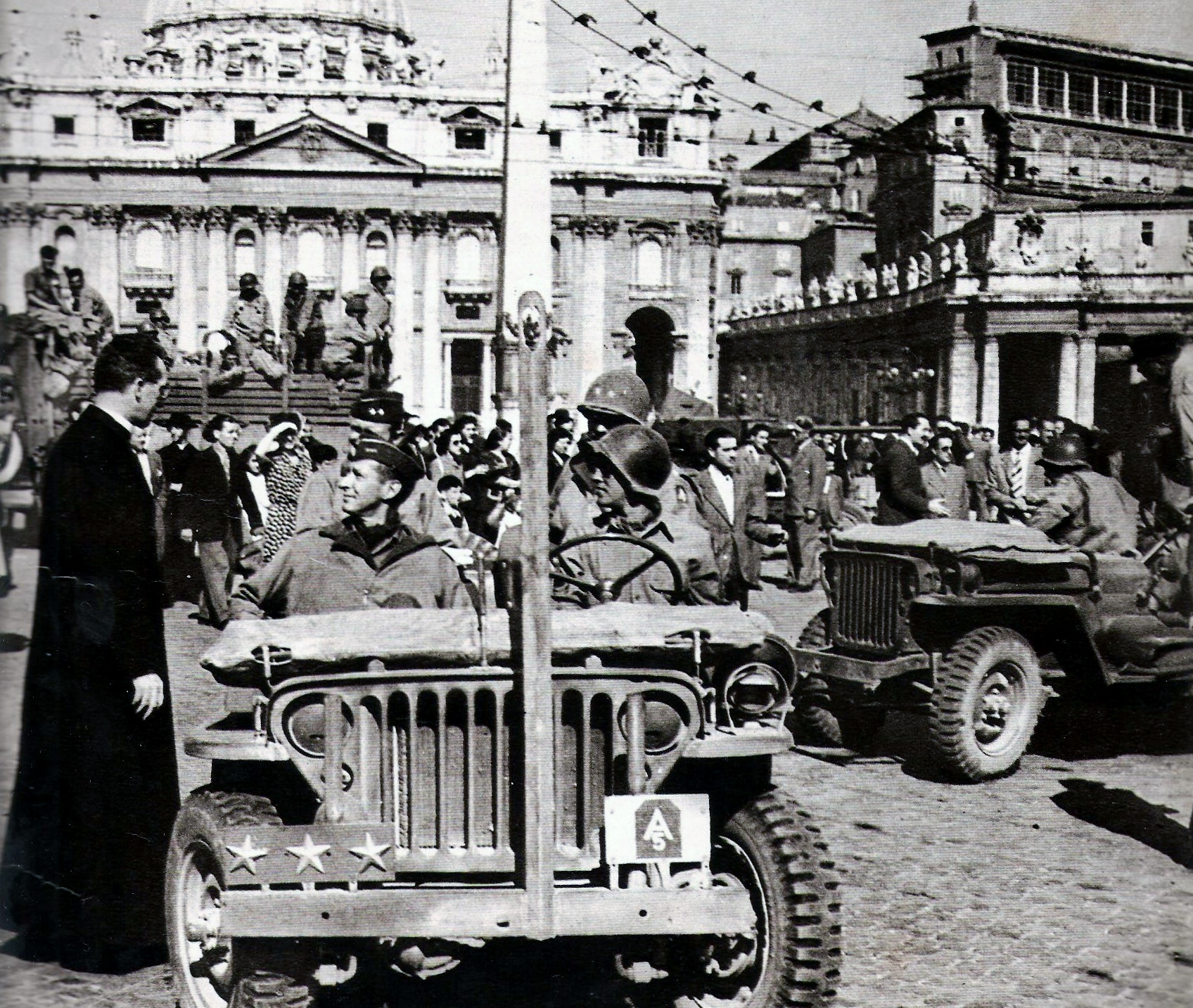
El general Mark Clark a la plaça de Sant Pere de Roma el 5 de juny de 1944.

També van sorgir conflictes de competència dins de l'alt comandament aliat: Clark estava decidit a arribar primer a Roma i mantenia una forta rivalitat amb els generals britànics. Alexander havia prescrit enviar la massa del VI Cos del general Truscott directament al nord-est, a Valmontone, per bloquejar el camí cap al Desè Exèrcit de Vietinghoff que es retirava de la Línia Gustav, però Clark va ignorar aquestes directives i va decidir ja el 25 de maig de 1944 fer marxar el gruix de les seves tropes cap al nord-oest, a Velletri i després a Roma. En conseqüència, les febles forces americanes enviades cap a Valmontone van ser retingudes per la rereguarda alemanya, que va guanyar temps mentre el 10è Exèrcit es retirava cap a la Línia Cèsar, al sud de Roma; tanmateix, a causa d'un error del comandament del 14è Exèrcit, les unitats nord-americanes del II i VI Cos enviades per Clark cap a la ciutat van aconseguir explotar una bretxa en les defenses alemanyes i van ocupar Velletri. Kesselring va destituir immediatament el general von Mackensen, substituint-lo pel general Joachim Lemelsen, però ara es va veure obligat a abandonar també la línia Cèsar; llavors va decidir evacuar Roma sense lluitar i retirar-se cap al nord, cap a la línia del llac Trasimè.
El 5 de juny de 1944, un dia abans del desembarcament de Normandia, Clark finalment va arribar a Roma juntament amb les seves tropes; segons les disposicions de l'ambiciós general, només les unitats americanes estaven autoritzades a participar en l'alliberament de la ciutat, on van ser acollides amb entusiasme per la població.

### L'avanç al centre-nord d'Itàlia

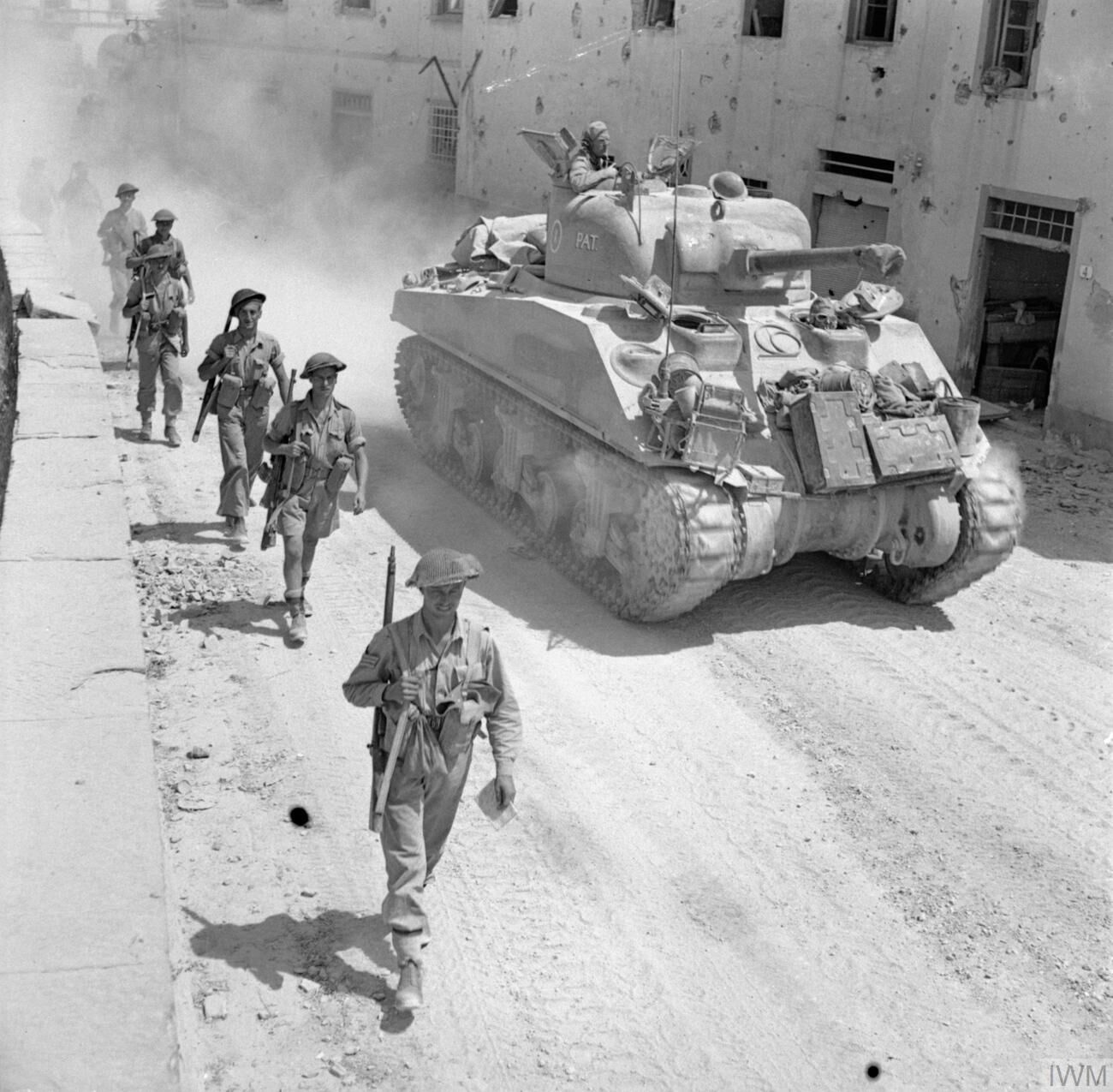
Soldats i tancs britànics marxant per la Toscana a l'estiu de 1944

L'Operació Diadema va acabar amb una victòria aliada i l'alliberament de Roma, però no va aconseguir resultats decisius des del punt de vista estratègic; els alemanys van perdre uns 10.000 homes i van fer 20.000 presoners, però les forces d'Alexandre també van patir grans pèrdues (18.000 nord-americans, 14.000 britànics i 10.000 francesos), sense aconseguir destruir els dos exèrcits del mariscal de camp Kesselring, que es van retirar de manera ordenada al nord de Roma mentre romanien units. A més, a causa de les eleccions estratègiques fonamentals del lideratge político-militar aliat, Alexandre va haver d'abandonar els seus plans d'explotar la victòria amb una ambiciosa marxa cap al nord-est d'Itàlia i Àustria: els líders nord-americans es van oposar a aquest pla i van imposar l'execució de la ja planificada Operació Anvil, que preveia un desembarcament al sud de França amb tropes preses de Clark, abans del 15 d'agost de 1944. Els generals Truscott i Juin van abandonar el front italià i tres divisions nord-americanes i quatre franceses es van retirar per preparar el desembarcament a la Provença; Alexandre també va haver de renunciar a bona part de les forces aèries de suport tàctic.
El general britànic va poder així reprendre l'avanç al nord de Roma ja el 5 de juny de 1944, però les seves forces es van debilitar progressivament amb la sortida de les divisions francoamericanes; a més, l'ofensiva aliada es va dur a terme amb una determinació insuficient i va donar a l'Alt Comandament alemany l'oportunitat de reorganitzar les seves forces amb l'afluència de quatre noves divisions d'altres fronts. Kesselring va aconseguir una vegada més controlar la situació i evitar una derrota irreversible, liderant amb notable habilitat la retirada dura de les seves tropes a través del centre d'Itàlia gràcies a l'alt esperit de lluita dels seus soldats i alguns errors aliats: en particular, a les seves memòries, el mariscal de camp va destacar com els angloamericans no van comprometre completament la seva força aèria, no van dur a terme desembarcaments per flanquejar les seves forces i no van coordinar l'avanç amb les activitats dels partisans italians a la rereguarda del front alemany. Kesselring es va retirar de manera ordenada primer cap al llac de Bolsena i després cap a la nova línia del llac Trasimeno, l'anomenada Línia Albert; el mariscal de camp va aconseguir convèncer Hitler perquè abandonés una resistència total per evitar més pèrdues i per continuar una defensa elàstica per guanyar temps.

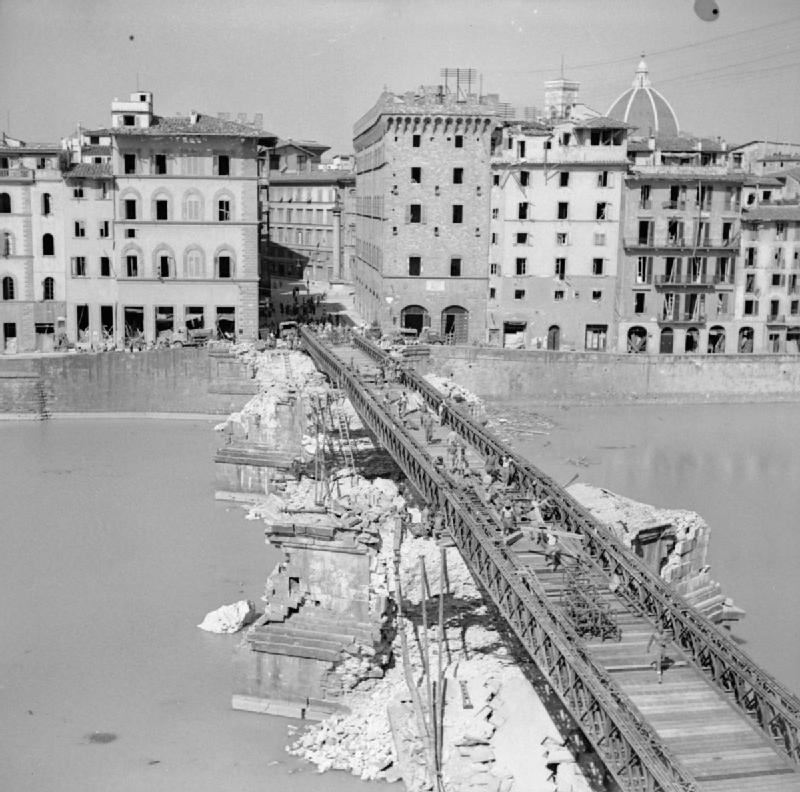
Un pont Bailey construït sobre les runes del Ponte di Santa Trinità de Florència

Mentre Kesselring duia a terme les batalles de rereguarda a la Línia Trasimeno, supervisava simultàniament el progrés de les obres de construcció i reforç de la Línia Gòtica, la nova línia defensiva principal en la qual pretenia bloquejar l'avanç aliat abans de l'hivern. El comandant alemany creia que necessitava més temps per completar les obres defensives i, per tant, va decidir intentar contenir els aliats a la Línia Albert. La 29a Divisió Panzergrenadier defensava Orvieto, mentre que més a l'est els aliats del Vuitè Exèrcit van arribar a Spoleto i Perusa només al cap de tres setmanes;  el Cinquè Exèrcit, que marxava cap a Pisa i Lucca, va ser retingut temporalment al riu Ombrone i els polonesos van ser bloquejats al riu Chienti.Després que es trenqués la Línia Albert, les tropes alemanyes encara van oposar resistència a Siena, que va ser alliberada pels francesos de Juin poc abans que fossin retirades del front, i a Arezzo; el 15 de juliol s'havien establert en un gran cap de pont al sud de l'Arno que incloïa Pisa i Florència.
Els dies següents, els exèrcits aliats van aconseguir èxits significatius alliberant Ancona el 18 de juliol i Livorno el 19 de juliol, millorant així la seva situació logística, però els alemanys encara van aconseguir guanyar temps i també van poder dur a terme grans i sagnants incursions a la rereguarda amb grans pèrdues per a les forces partisanes. Kesselring va decidir evitar combats prolongats a Florència   i les tropes alemanyes, havent destruït tots els ponts sobre l'Arno excepte el Ponte Vecchio, es van retirar al nord del riu després de superar l'oposició de les unitats partisanes italianes; els aliats van creuar l'Arno a Pontassieve i van entrar a Florència el 13 d'agost, però van estar involucrats en combats als afores nord de la ciutat fins als primers dies de setembre. En aquell moment, la batalla de la Línia Gòtica ja estava en marxa, on les forces alemanyes s'havien desplegat després de la seva llarga retirada. El mariscal de camp Kesselring havia rebut algunes divisions de reforç de segona categoria en aquesta etapa de la campanya, però va poder estabilitzar la situació i també va poder privar-se de dues excel•lents divisions Panzergrenadier, que l'Alt Comandament alemany va transferir urgentment al Front Occidental en greu crisi després del col•lapse del Front de Normandia, i de la Divisió Panzer "Hermann Göring", que en canvi va ser enviada al Front Oriental per participar en els combats al voltant de Varsòvia a l'agost.

### Els combats a la Línia Gòtica

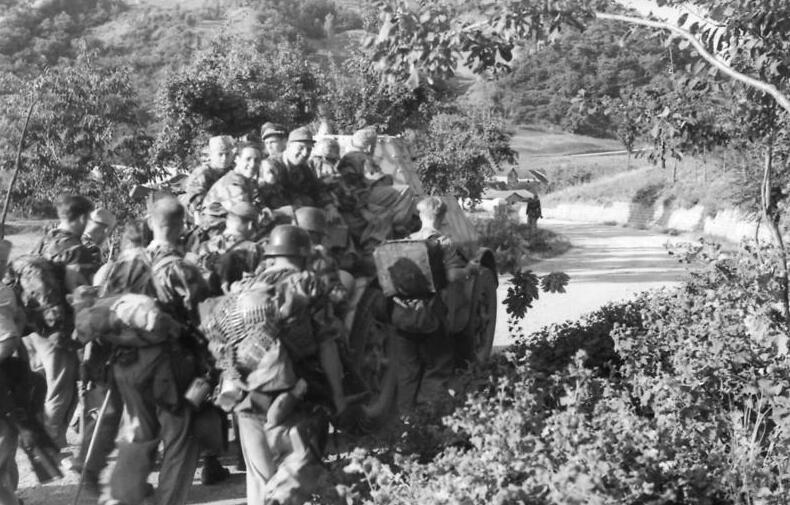
Soldats alemanys durant la campanya de la Línia Gòtica

Winston Churchill s'havia oposat fermament al trasllat de divisions americanes i franceses al front occidental i es va mantenir a favor d'una ofensiva estratègica important per destruir finalment l'exèrcit alemany a Itàlia i avançar cap a la línia del Danubi. Per tant, el general Alexander va iniciar el 25 d'agost de 1944 l'anomenada Operació Oliva, que continuaria fins a l'octubre i enfrontaria 900.000 soldats aliats, reforçats per poderoses forces blindades i recolzats per una clara superioritat aèria, contra aproximadament 300.000 soldats alemanys. Les formacions alemanyes, hàbilment liderades pel mariscal de camp Kesselring i els seus lloctinents, estaven esgotades per batalles anteriors i tenien recursos limitats, però consistien principalment en tropes experimentades i tenaços que van demostrar una habilitat tàctica superior durant la batalla defensiva.

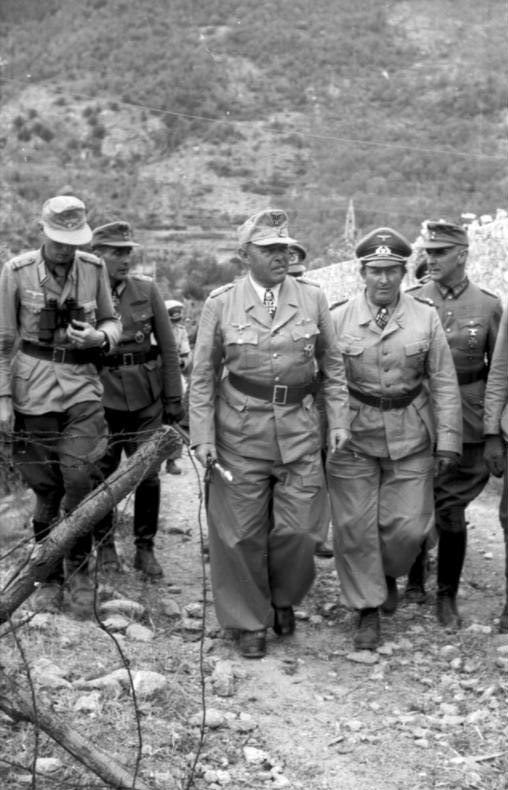
El mariscal de camp Kesselring inspecciona la Línia Gòtica amb alguns oficials el 1944

Mentre Kesselring completava amb èxit la retirada gradual de les seves tropes darrere de la Línia Gòtica, que havia estat en preparació i reforç durant setmanes, Alexander i el general Harding planejaven la nova ofensiva; després d'haver renunciat a un atac directe al centre del front a través dels Apenins, l'alt comandament del 15è Grup d'Exèrcits va decidir, a proposta del general Leese, transferir el Vuitè Exèrcit britànic de tornada al sector adriàtic per llançar l'atac principal en direcció a Rimini. Al sector dels Apenins, Clark, al seu torn, passaria a l'ofensiva des de Florència cap a Bolonya per enfrontar-se a les reserves alemanyes; la fase final de l'operació va implicar la conversió de les forces de Leese a través de la vall del Po cap a la capital emiliana, on els exèrcits alemanys serien envoltats i destruïts. Churchill va anar a Itàlia i va observar els primers dies de l'ofensiva; era optimista i en un missatge a Stalin el 19 de setembre de 1944 va escriure que les forces aliades o bé "derrotarien" l'exèrcit alemany i avançarien cap a Ljubljana o, en cas d'una retirada alemanya, almenys "alliberarien la plana llombarda".
En canvi, l'Operació Olive, també coneguda com la "Batalla de Rimini" o l'"Ofensiva dels Apenins", es va convertir en una amarga batalla de desgast en què els aliats, tot i guanyar terreny, no van aconseguir cap èxit decisiu i finalment van ser bloquejats després de patir fortes pèrdues. Al principi, Kesselring va ser sorprès per l'atac britànic al sector adriàtic que va començar el 25 d'agost, Leese va poder creuar el Metauro i arribar primer al riu Foglia i després al riu Conca el 2 de setembre. Les reserves mòbils alemanyes de Kesselring anaven arribant i van aconseguir frenar l'avanç britànic al llarg de les successives línies de resistència de la Línia Gòtica; del 4 al 15 de setembre, durant els sagnants combats de Coriano i Gemmano, les tropes alemanyes del 10è Exèrcit del general von Vietinghoff van aconseguir bloquejar progressivament les forces aliades, que també es van veure obstaculitzades pel terreny fangós i inestable a causa de les fortes pluges.
En realitat, el mariscal de camp Kesselring es trobava en greus dificultats, principalment a causa dels èxits del Cinquè Exèrcit de Clark, que, després d'haver alliberat Lucca el 5 de setembre i Pistoia el 12 de setembre, va atacar pel pas de Giogo a Scarperia, sorprenent els alemanys del feble Catorzè Exèrcit del general Lemelsen estacionat al pas de la Futa; després de durs combats, els americans van conquerir el mont Altuzzo i semblaven avançar cap a Imola. Mentrestant, el Vuitè Exèrcit va reprendre la seva ofensiva al sector adriàtic: les tropes alemanyes encara oposaven una forta resistència a la Línia Groga a San Fortunato e Covignano i els vehicles blindats britànics van ser severament repel·lits a Montecieco el 20 de setembre; no obstant això, els aliats van continuar avançant lentament i Rimini va ser alliberada per una brigada grega el 21 de setembre de 1944. El mariscal de camp Kesselring va sol·licitar dues vegades, el 23 i el 27 de setembre, permís del quarter general per a una retirada general darrere dels Alps, però Hitler s'hi va oposar fermament i va ordenar que es continués la resistència.

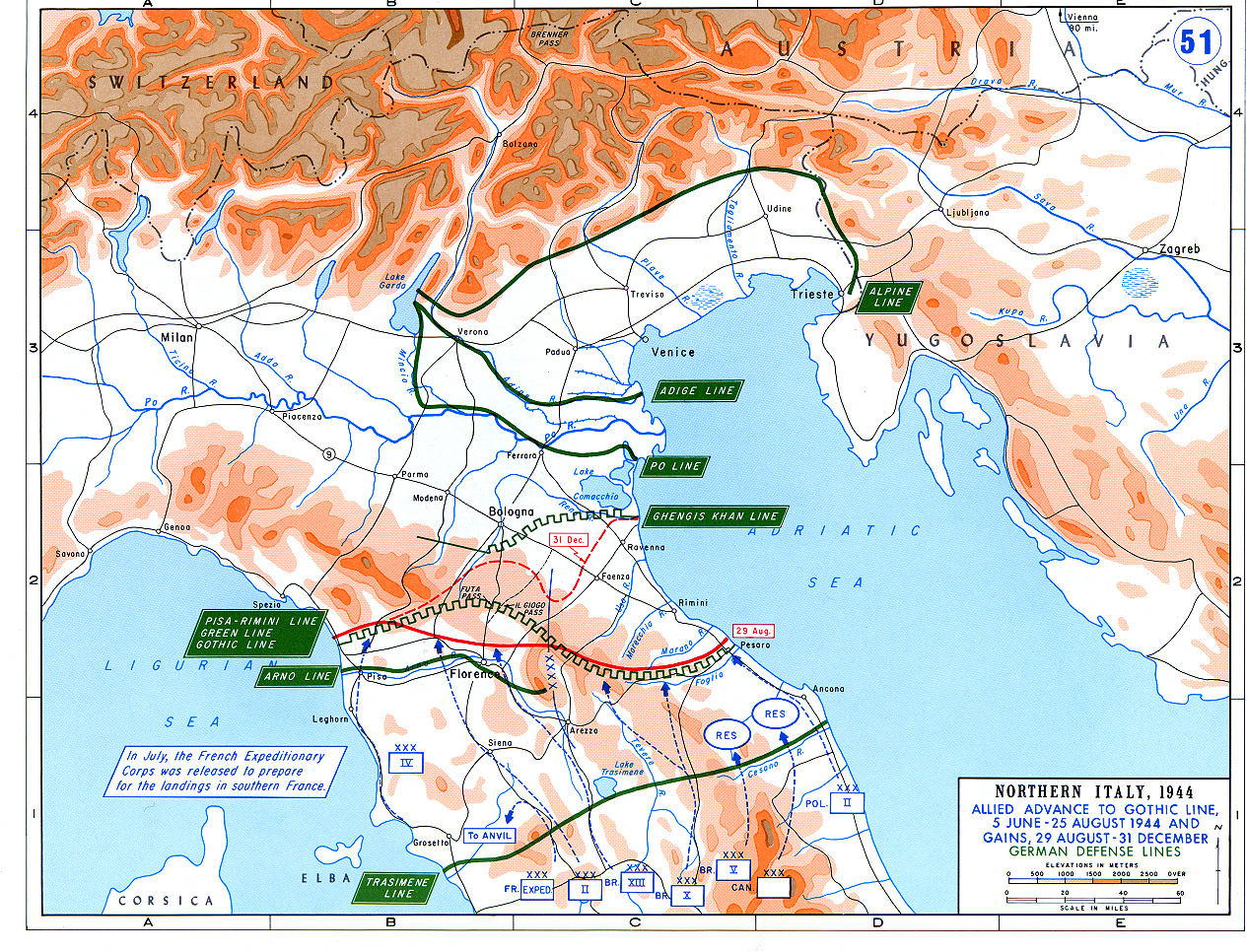
Les línies defensives alemanyes al centre i nord d'Itàlia

Els exèrcits alemanys van continuar lluitant tenaçment a les últimes posicions de la Línia Gòtica (línies Adelheid i Brunilda); els darrers dies de setembre, l'ofensiva britànica al costat adriàtic, alentida per les pluges, va perdre força després dels sagnants combats de Savignano i Santarcangelo davant del riu Rubicó i Kesselring va poder transferir part de les seves millors unitats al front dels Apenins, on els americans van rebre el fort suport de les unitats partisanes de la brigada "Bianconcini" que van participar amb valor en els durs i incerts enfrontaments del Mont Battaglia.  Clark, en lloc de continuar cap a Imola, va desviar les seves tropes cap al pas de Raticosa  i finalment, a finals d'octubre, després de nous combats violents, l'ofensiva americana també es va aturar a uns trenta quilòmetres al sud de Bolonya. Després d'haver estabilitzat la situació, Kesselring va decidir organitzar un vast programa d'atacs a les seves zones del darrere per destruir les formacions partisanes; L'anomenada "setmana contra les bandes" va estar marcada per la massacre de Marzabotto|devastació i la violència brutal]] contra la població civil.
Churchill va quedar profundament decebut pel fracàs general dels seus ambiciosos plans i va admetre a les seves memòries que la gran batalla de la Línia Gòtica "va fracassar", que Itàlia va romandre ocupada durant "vuit mesos més" i que es va fer impossible "pressió sobre Viena" i "influir en l'alliberament del sud-est d'Europa". El mariscal de camp Kesselring va lloar a les seves memòries "el comportament admirable de les tropes alemanyes" que va impedir l'èxit aliat.
En els darrers mesos de 1944, el 15è Grup d'Exèrcits Aliats, liderat per Clark des del 25 de novembre, amb el general Alexander ascendit al comandament de tot el teatre mediterrani, va dur a terme operacions limitades per intentar guanyar més terreny en direcció al Po. Al sector del Vuitè Exèrcit, liderat pel general McCreery després del trasllat de Leese a França, es va lliurar l'esgotadora "batalla dels rius": les tropes canadenques i poloneses van avançar lentament i van aconseguir alliberar Forlì, Faenza i Ravenna  a la qual es va arribar el 4 de desembre però els exèrcits alemanys, ara comandats per von Vietinghoff després que Kesselring fos ferit en un accident de trànsit, es van retirar de manera ordenada i van aconseguir aturar-los, gràcies també a que el terreny estava inundat per les fortes pluges. Al sector dels Apenins, el Cinquè Exèrcit, que havia passat al comandament del general Truscott, no va poder avançar, obstaculitzat sobretot pel clima hivernal. El 15 de desembre, els aliats van aturar totes les operacions a l'espera de la represa de la guerra a la primavera.

### L'ofensiva de primavera

#### L'últim hivern

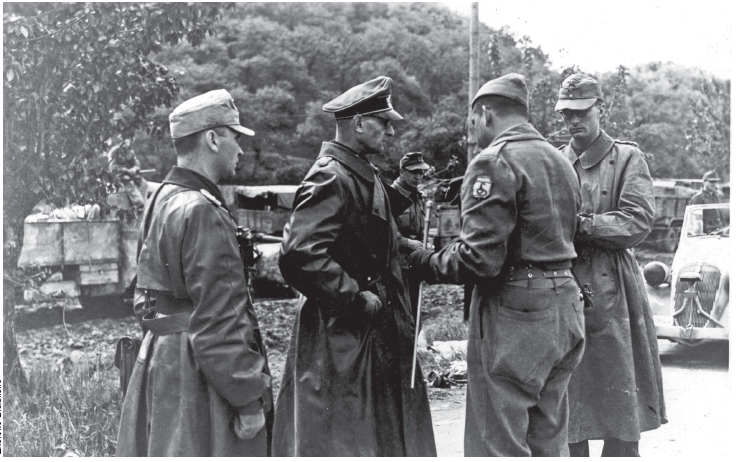
El 29 d'abril de 1945, el general Otto Fretter-Pico es va rendir al major Franco Ferreira de les tropes brasileres.

El final de 1944 es va caracteritzar al front italià per notables dificultats per al 15è Grup d'Exèrcits Aliats del general Clark: a causa de la tenaç resistència alemanya, l'empitjorament progressiu del clima i la manca de recanvis i municions d'artilleria, les tropes aliades van haver d'aturar els seus atacs i van intentar descansar i reorganitzar-se; també es va plantejar la possibilitat de desembarcar tropes britàniques a la costa adriàtica iugoslava per desbloquejar la situació. En aquest període també van arribar noves unitats: els americans van enviar l'excel·lent 10a Divisió de Muntanya i la 92a Divisió d'Infanteria composta íntegrament per afroamericans, mentre que unitats de la Força Expedicionária Brasileira havien començat a arribar al teatre de la guerra des del Brasil. L'Exèrcit Cobeligerant Italià va començar l'establiment de cinc anomenats "Grups de Combat", cadascun format per 10.000 soldats, 116 peces d'artilleria i 1.300 vehicles, equipats principalment amb material britànic.

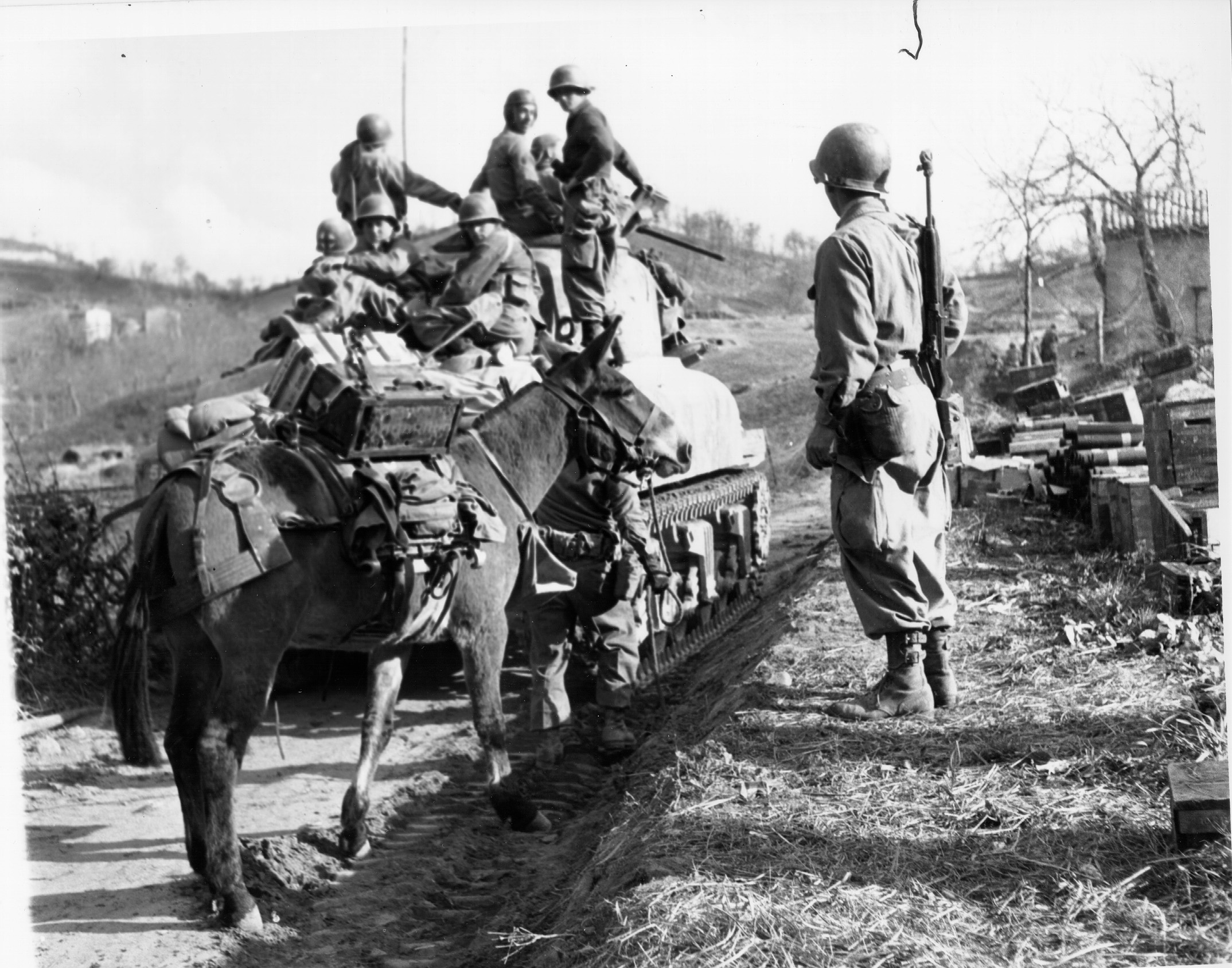
Tropes americanes de la 10a Divisió de Muntanya durant l'ofensiva de primavera

El 14 de novembre de 1944, Mussolini havia escrit una carta a Hitler en què, després d'haver expressat la seva "admiració" per "la prova de valor incomparable que ofereixen les vostres forces armades", proposava llançar una contraofensiva al front italià; el Duce també subratllava com era "del suprem interès comú defensar la vall del Po".  El 16 de desembre de 1944, Mussolini va parlar als seus seguidors més fanàtics al Teatro Lirico de Milà amb accents dramàtics: va acusar els "traïdors", va il·lustrar el suposat progrés de la República Social i les seves forces militars, va mostrar confiança en les "noves armes" d'Alemanya i va concloure amb paraules que semblaven expressar la ferma voluntat de resistir: "volem defensar la vall del Po amb ungles i dents...". En aquesta etapa, Hitler estava completament concentrat en l'ofensiva de les Ardenes que havia començat el 16 de desembre, però també al front italià les forces de l'Eix van llançar un atac inesperat, l'operació Wintergewitter: duta a terme el 26 de desembre per tropes alemanyes amb el suport d'unitats italianes de dues de les quatre divisions de l'RSI entrenades a Alemanya, va posar en dificultats les unitats americanes de la 92a Divisió d'Infanteria desplegades al sector de la vall del riu Serchio. La curta ofensiva només va aconseguir èxits locals i va ser interrompuda el 30 de desembre, però hi va haver debilitats entre les tropes americanes i fins i tot les unitats brasileres inexpertes es van veure en dificultats.

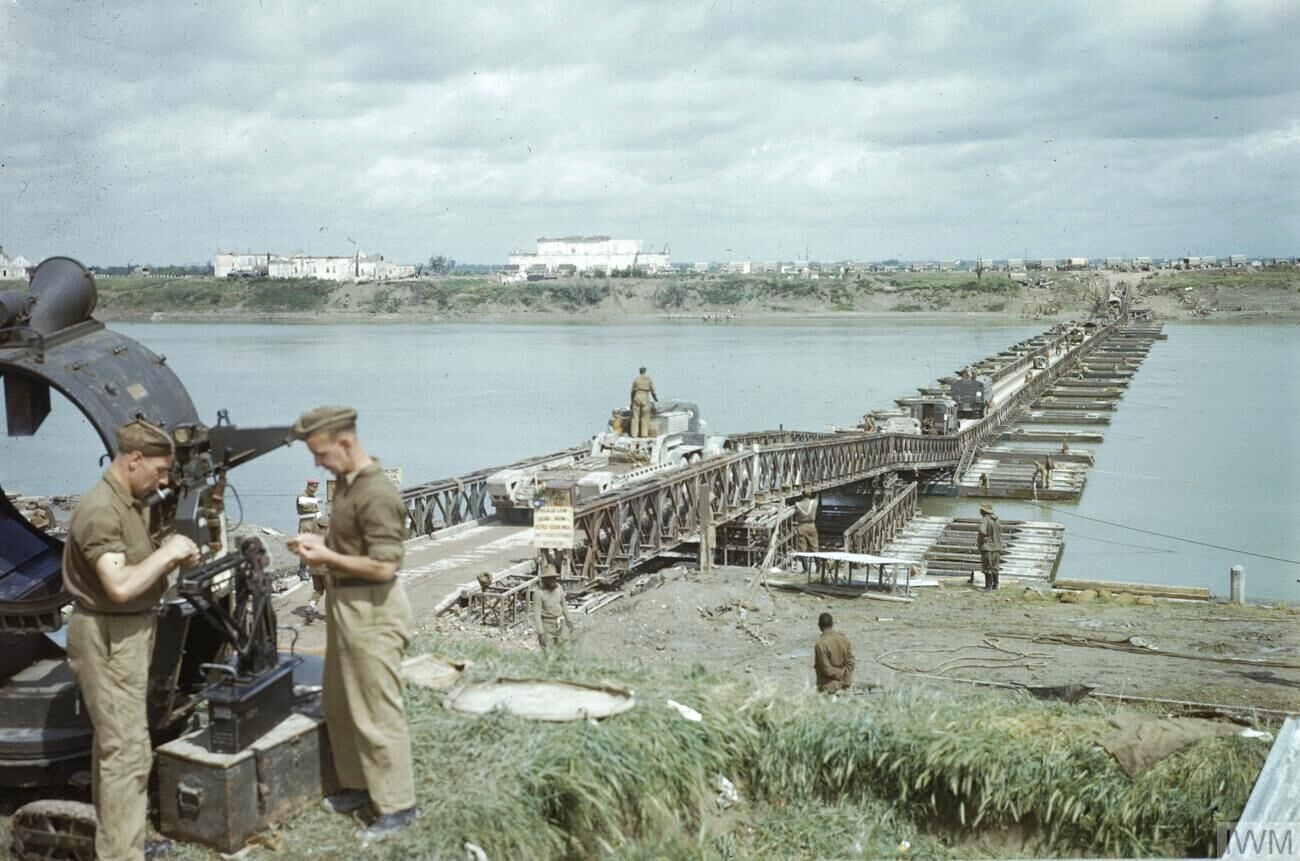
Tropes del Vuitè Exèrcit Britànic creuen el riu Po prop de Ferrara el 28 d'abril de 1945

En realitat, malgrat la breu recuperació hivernal i les reeixides operacions de pentinat dutes a terme per les unitats militars nazi-feixistes contra les efímeres repúbliques partisanes, la situació de l'ocupant alemany a Itàlia i del govern col•laboracionista de Mussolini semblava compromesa a principis de la primavera de 1945, en relació amb el progrés general de la guerra i la inferioritat numèrica i material insalvable de les forces encara disponibles. Les tropes de la Wehrmacht a Itàlia des del 10 de març de 1945 estaven comandades pel general Heinrich von Vietinghoff després que Kesselring, que havia tornat al servei el gener de 1945 després de l'accident de carretera, hagués estat transferit urgentment per ordre de Hitler al Front Occidental. El Grup d'Exèrcits C encara tenia vint divisions desplegades a la Línia Gòtica, mentre que les quatre divisions de la República Social sota el comandament nominal del mariscal Rodolfo Graziani es consideraven poc fiables i, per tant, relegades a tasques de segona línia a Ligúria. Els alemanys tenien una greu manca de materials i equipament i una mobilitat limitada, però havien intentat reforçar les seves posicions; von Vietinghoff havia preparat una sèrie de posicions de retirada cap als Alps per dur a terme una retirada maniobrada, però Hitler s'oposava a cedir terreny i va prescriure absolutament mantenir les posicions i defensar la vall del Po.

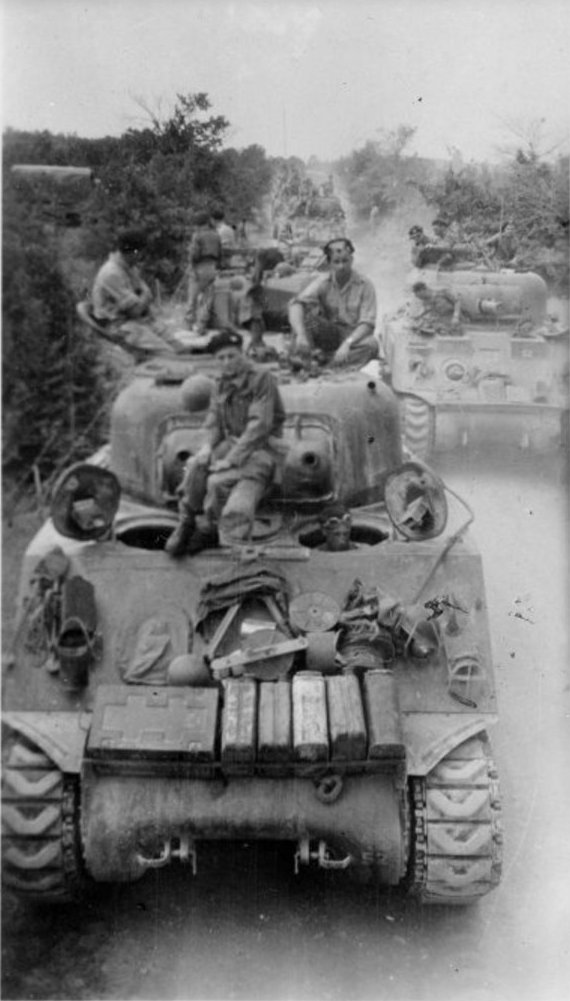
Una columna de tancs M4 Sherman del 20è Regiment Blindat de Nova Zelanda el maig de 1945

A la vigília de l'ofensiva final, el 15è Grup d'Exèrcits del general Clark tenia aproximadament 600.000 soldats i havia millorat significativament la seva eficiència, quantitat i qualitat del seu equipament;  les forces aliades disposaven d'una potent reserva mecanitzada de més de 3.000 tancs i una superioritat aèria aclaparadora que els permetia debilitar les defenses alemanyes i dificultar seriosament les comunicacions i els subministraments dels exèrcits del general von Vietinghoff. Al front dels Apenins fins al sud-est de Bolonya, el Cinquè Exèrcit del general Truscott va desplegar dos cossos d'exèrcit amb set divisions americanes (inclosa la Divisió de Muntanya), la Força Expedicionària Brasilera, dos grups de batalla italians i una divisió blindada sud-africana. El Vuitè Exèrcit, sota el comandament del general McCreery, va estendre les seves línies cap a l'est fins a les valls de Comacchio i constava de quatre cossos d'exèrcit: a més de diverses brigades, estaven disponibles quatre divisions britàniques, dues divisions índies, dues divisions poloneses, una divisió neozelandesa, tres grups de combat italians i la Brigada Jueva.
L'ofensiva final aliada, anomenada "Operació Grapeshot", va començar al sector britànic del general McCreery el 9 d'abril de 1945, amb una potent barrage d'artilleria i la intervenció massiva de l'aviació tàctica; les tropes alemanyes del Desè Exèrcit del general Traugott Herr van oposar una forta resistència els primers dies, però van haver de cedir terreny. Els britànics van avançar cap a Argenta, mentre que els polonesos i els italians van creuar el riu Santerno en direcció a Imola. El 14 d'abril, Clark també va enviar l'exèrcit de Truscott al camp, que va aconseguir importants èxits al sector de muntanya, posant en greus dificultats el 14è Exèrcit del general Joachim Lemelsen. El 20 d'abril, l'exèrcit d'alliberament, compost per unitats italianes i poloneses, va arribar a Bolonya, les forces blindades britàniques van passar el coll d'ampolla d'Argenta, mentre que els americans van tallar la Via Emilia; els alemanys corrien el perill de ser encerclats al sud del Po i, per tant, von Vietinghoff va ordenar una retirada general sense esperar l'autorització de l'alt comandament.

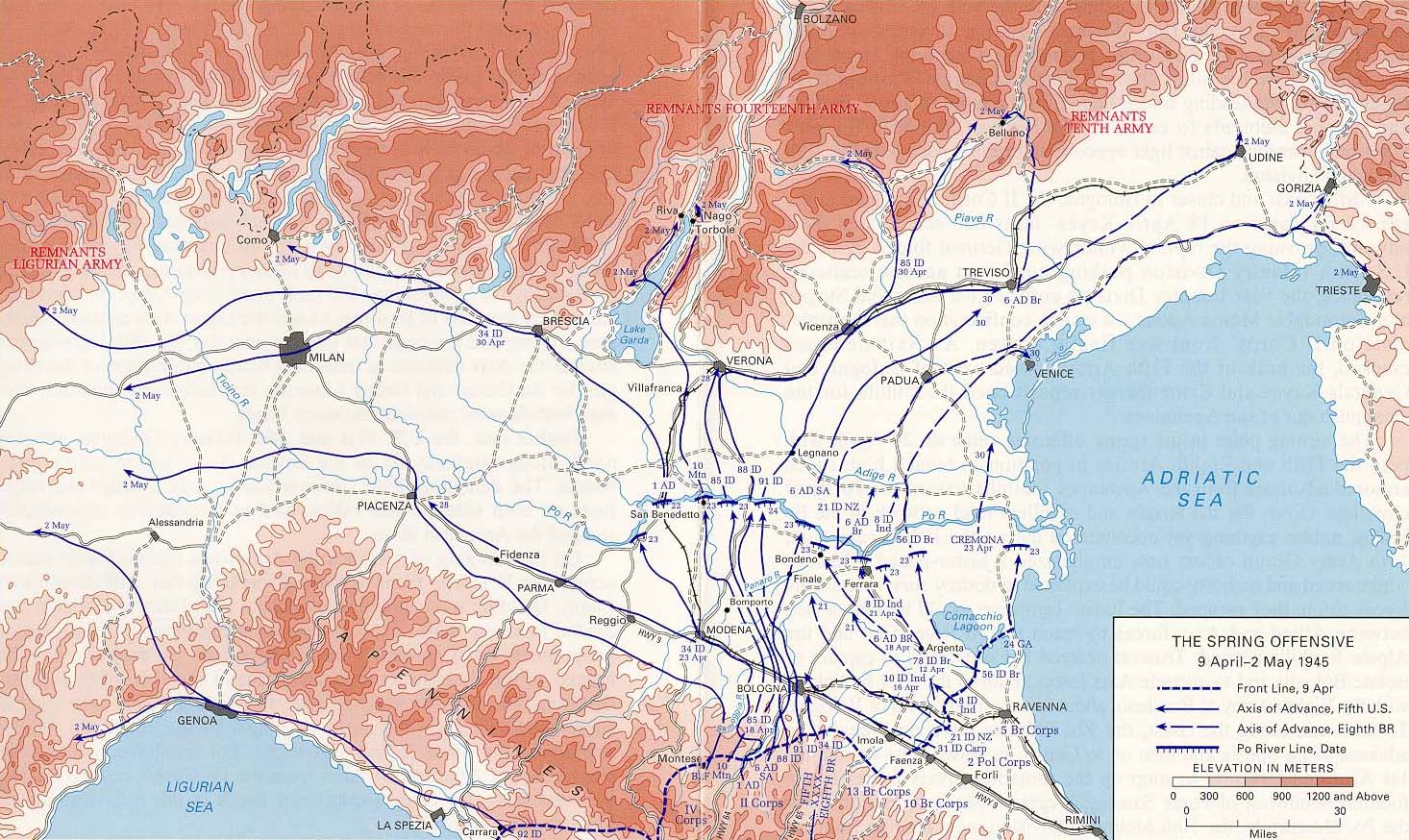
El progrés de l'ofensiva final aliada a Itàlia, llançada a finals d'abril de 1945

Els aliats van dur a terme diverses operacions d'infiltració amb unitats especials, en part per accelerar l'ensorrament del sistema defensiu de von Vietinghoff, però també per preservar les ciutats italianes de la destrucció alemanya: el primer cas inclou l'Operació Herring,  l'últim llançament d'unitats de paracaigudistes en combat al teatre europeu, el segon l'acció dels Nedadors Paracaigudistes (NP) del Regiment "San Marco" de la marina italiana que va alliberar Venècia.
A partir del 24 d'abril, els aliats, havent creuat el Po sense dificultat, van poder avançar cap a la vall del Po, mentre els alemanys intentaven retirar-se, sota la protecció de les rereguardes, cap als passos alpins. Malgrat la resistència de les unitats alemanyes en retirada i les pèrdues patides, les columnes motoritzades aliades van arribar ràpidament a totes les ciutats principals:   la 10a Divisió de Muntanya americana va arribar a Verona el 26 d'abril, les forces blindades nord-americanes es van dirigir cap a Milà el 29 d'abril, mentre que els britànics avançaven cap a l'Adige. Al sector de Truscott, es va arribar a La Spezia i Gènova el 27 d'abril i algunes unitats alemanyes van ser envoltades a l'anomenada "bossa de Fornovo" per la força expedicionària brasilera;  aquest últim enfrontament, l'última batalla campal de la guerra, va acabar amb la rendició d'uns15.000 soldats alemanys a mans de les tropes aliades. En els darrers dies de la campanya, el Vuitè Exèrcit de McCreery va alliberar Venècia, Rovigo i Treviso, mentre que les unitats neozelandeses van ser enviades cap a Trieste i Venezia Giulia per intentar anticipar-se a l'arribada de les unitats iugoslaves del IX Korpus en l'anomenada "cursa per Trieste". L'1 de maig de 1945, els neozelandesos van entrar a Trieste i Monfalcone i van contactar amb els iugoslaus; a la frontera dels Alps Occidentals, el 28 d'abril, els nord-americans van contactar amb les tropes franceses que havien penetrat a la Vall d'Aosta.

### Progrés de la campanya

Progrés de la guerra a Itàlia i a d'altres fronts europeus
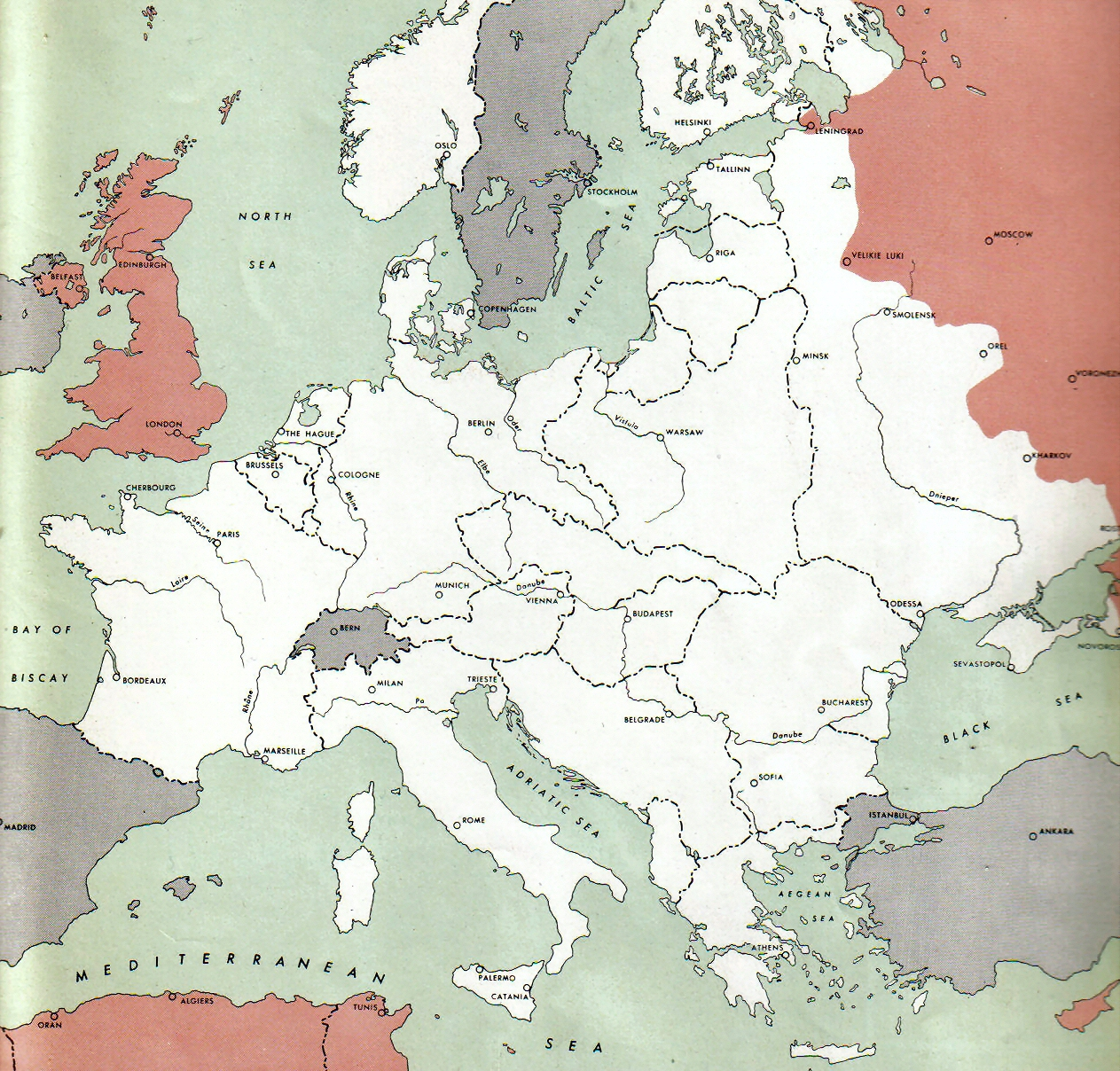
1 de juliol de 1943
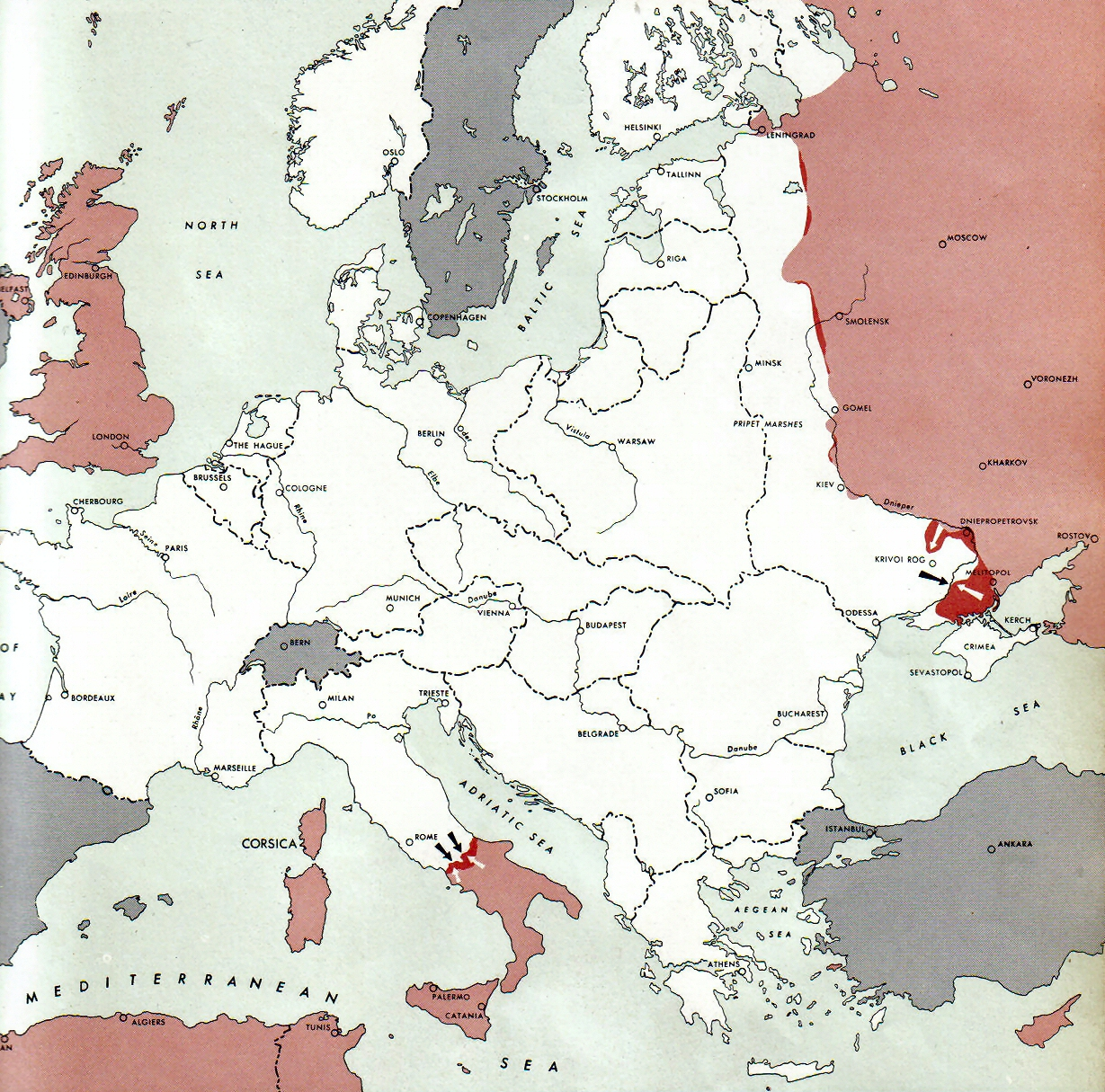
1 de novembre de 1943
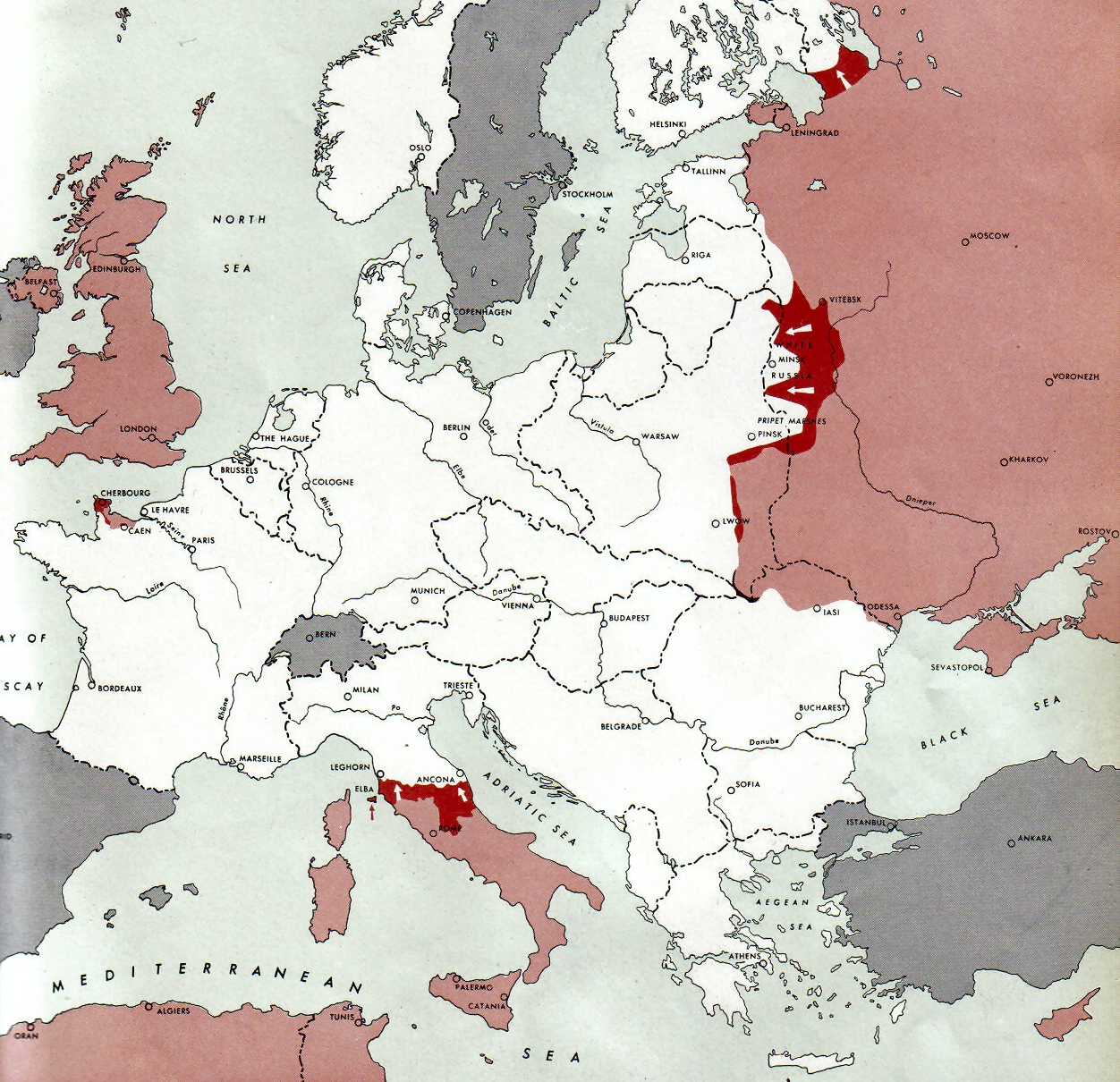
1 de juliol de 1944
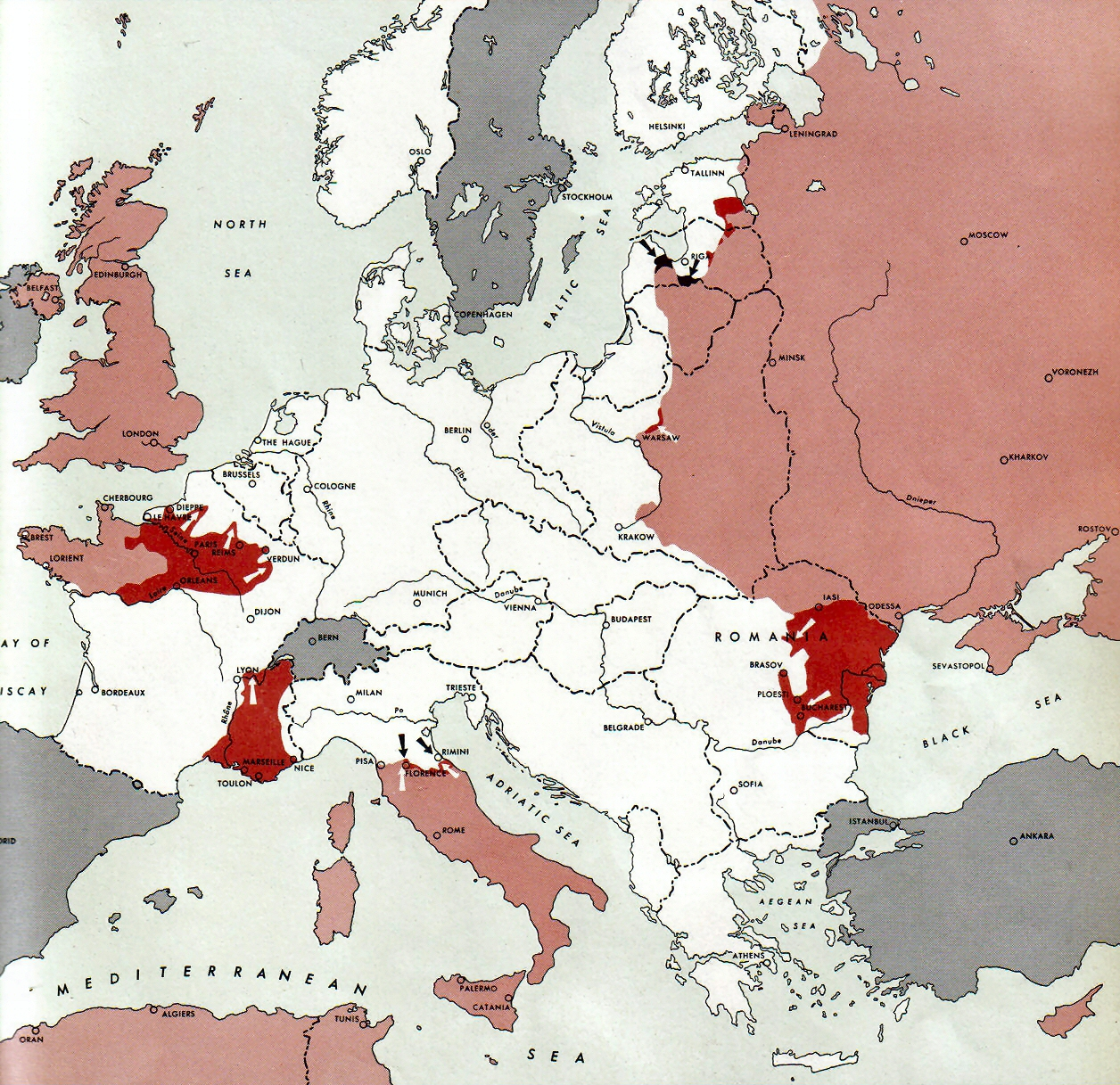
1 de setembre de 1944
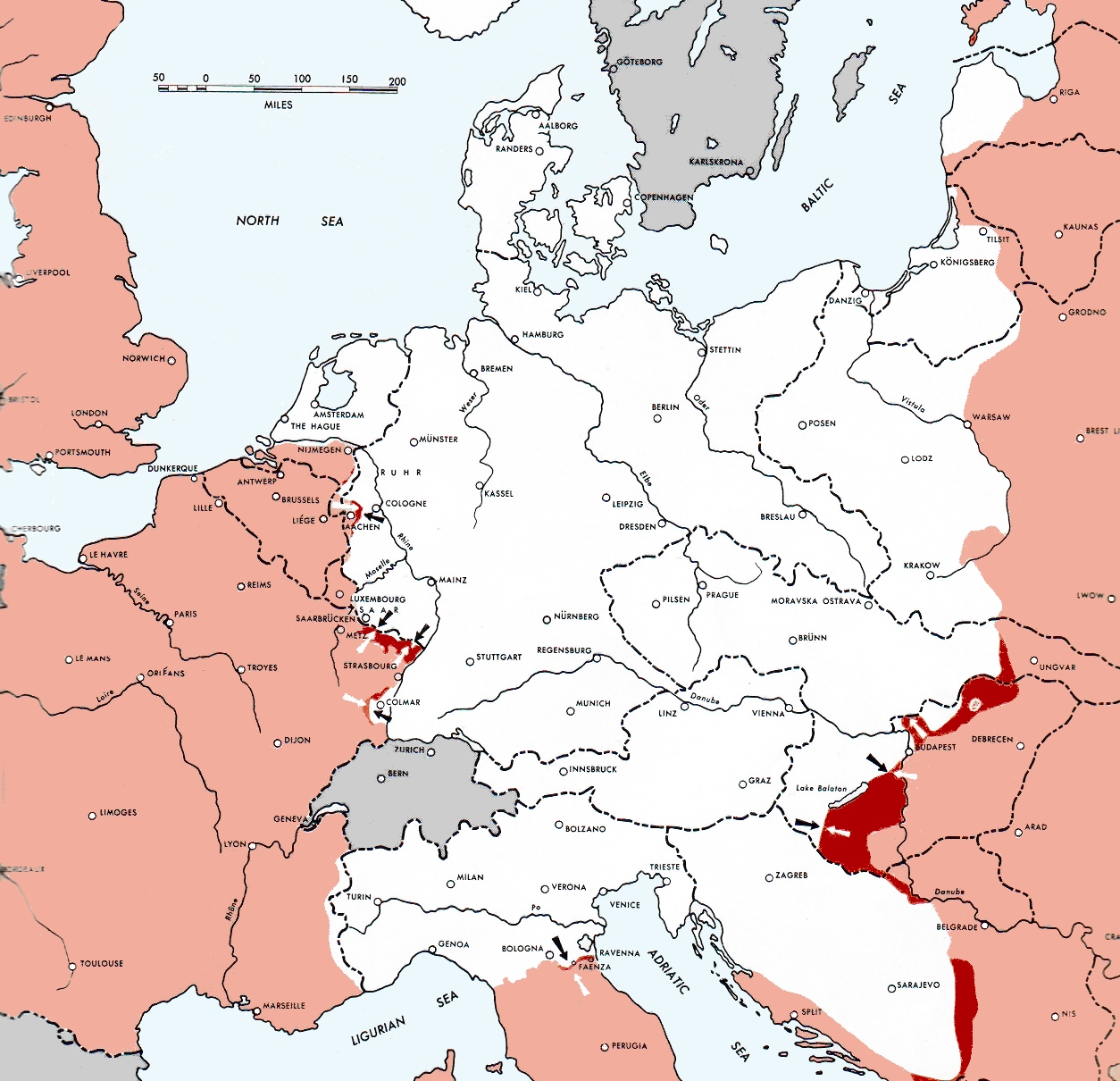
1 de desembre de 1944
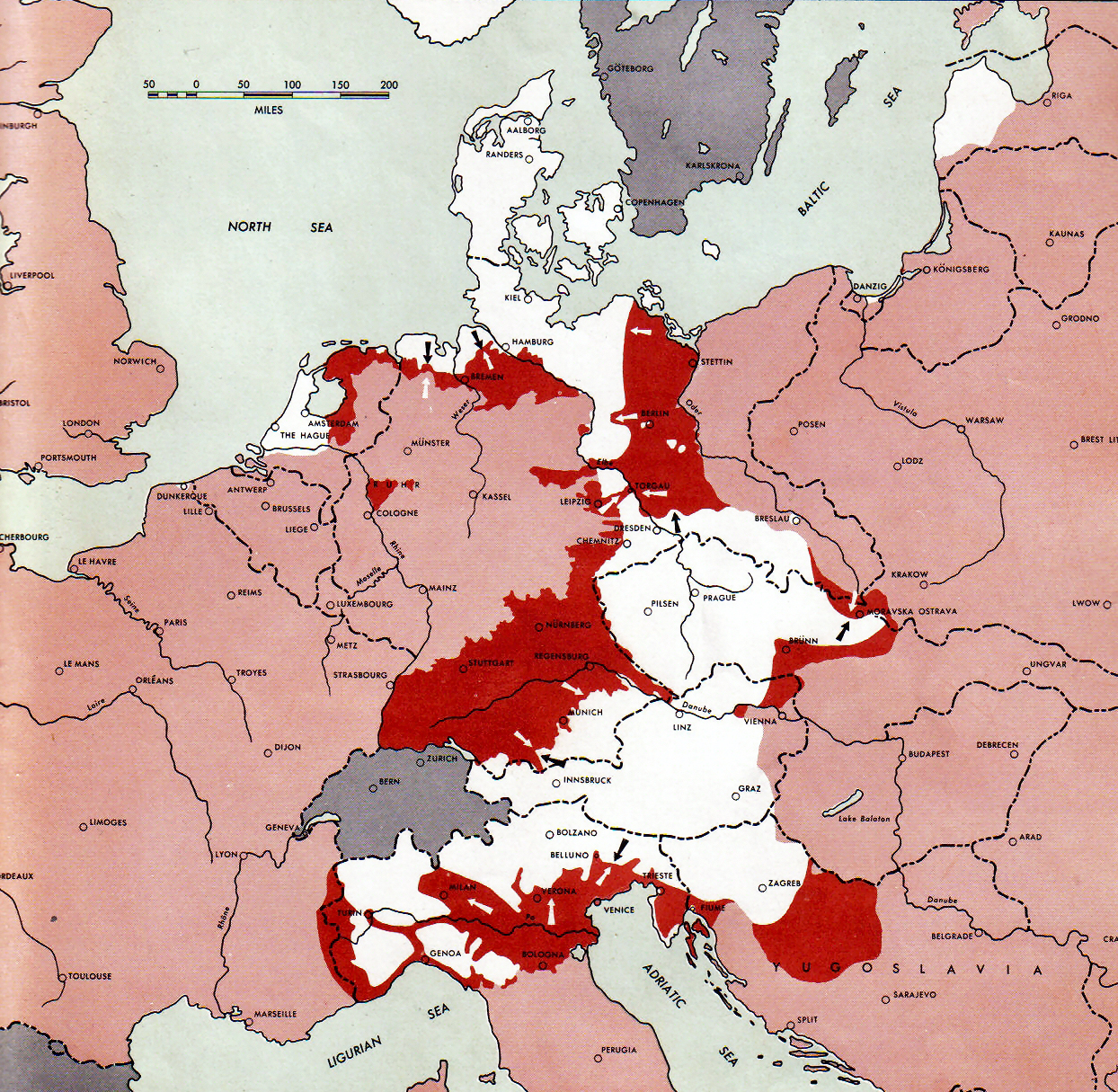
1 de maig de 1945

### La fi del feixisme i rendició general alemanya

#### La revolta general

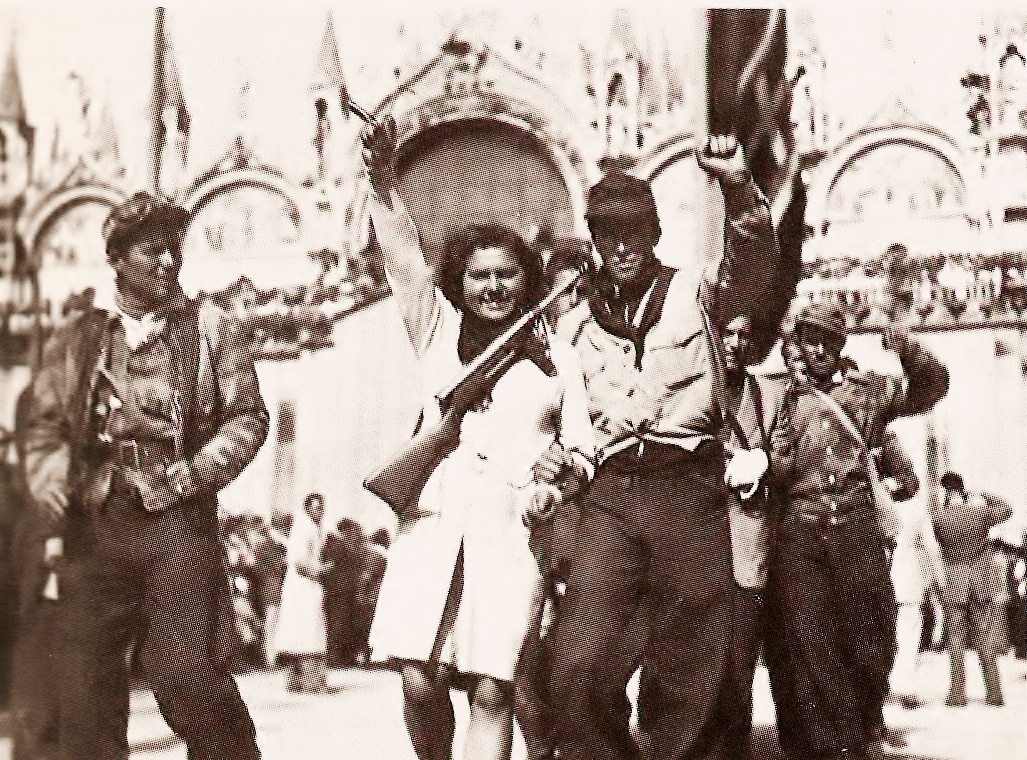
Partisans a Venècia durant els dies de l'alliberament

Al mateix temps que l'avanç final i decisiu dels aliats, les forces de la Resistència Italiana del Comitè d'Alliberament Nacional del Nord d'Itàlia havien iniciat la insurrecció general de les grans ciutats i el descens de les muntanyes de les formacions partisanes actives després del difícil hivern; l'objectiu de les autoritats de la Resistència i, en particular, dels components comunistes i accionistes, era cooperar activament en la derrota final del nazi-feixisme, protegir les infraestructures i les fàbriques, evitant la seva destrucció per part de les tropes alemanyes en retirada, i assumir el control efectiu del territori abans de l'arribada dels aliats. Des de mitjans d'abril, les formacions partisanes van participar amb èxit en l'alliberament de Bolonya i l'Emília; el 25 d'abril de 1945, el comitè insurreccional del CLNAI va donar l'ordre formal de la insurrecció i els partisans van prendre el control de Gènova, Torí i Milà fins i tot abans que les tropes angloamericanes, a més de bloquejar les carreteres principals per evitar la fugida de les autoritats nazi-feixistes.
Mussolini va sortir de Salò el 17 d'abril i va arribar a Milà amb els seus seguidors més lleials, on inicialment va semblar aprovar la proposta d'Alessandro Pavolini de reunir els combatents feixistes restants en un anomenat "reducte a Valtellina" per lluitar la seva última batalla. El 25 d'abril de 1945, quan va començar la insurrecció general, va acceptar la petició del cardenal Alfredo Ildefonso Schuster de Milà. Schuster, desitjós d'organitzar una transferència ordenada de poder, havia proposat una reunió amb els líders de la Resistència. Durant una reunió dramàtica, els líders del CLNAI van exigir la rendició immediata i incondicional de les forces de la RSI en dues hores. S'havien donat ordres per a una insurrecció partidista general, però si els feixistes concentraven les seves forces restants al triangle Milà-Como-Lecco, podrien deposar formalment les armes. Mussolini semblava a punt d'acceptar aquesta proposta quan Graziani va entrar al despatx, dient que s'havia assabentat de la imminent rendició alemanya a Itàlia.
Wolff i Rahn havien enxampat el farol, i Mussolini, sentint-se traït, va interrompre la discussió, prometent donar una resposta al Comitè en dues hores. Però Mussolini va incomplir la seva paraula i, a corre-cuita, va sortir del seu despatx a la prefectura de Milà per pujar a un dels cotxes que formaven un comboi de deu vehicles sota escorta alemanya juntament amb Bombacci i Graziani. Quan marxaven cap a Como, Mussolini va alliberar tots els membres del partit i de les forces armades del seu jurament de lleialtat. Els plans de Pavolini eren irrealitzables i les forces feixistes restants estaven en completa desintegració, mentre que les unitats alemanyes només estaven interessades a trobar refugi més enllà dels Alps. Mussolini va ser capturat el 27 d'abril i afusellat el 28 a Giulino di Mezzegra per un grup de partisans comunistes liderats per Walter Audisio i Aldo Lampredi, que van posar fi així a vint anys de dictadura sagnant. Els dies següents, altres líders i feixistes van ser assassinats o capturats pels partisans i els aliats.

#### La rendició de Caserta

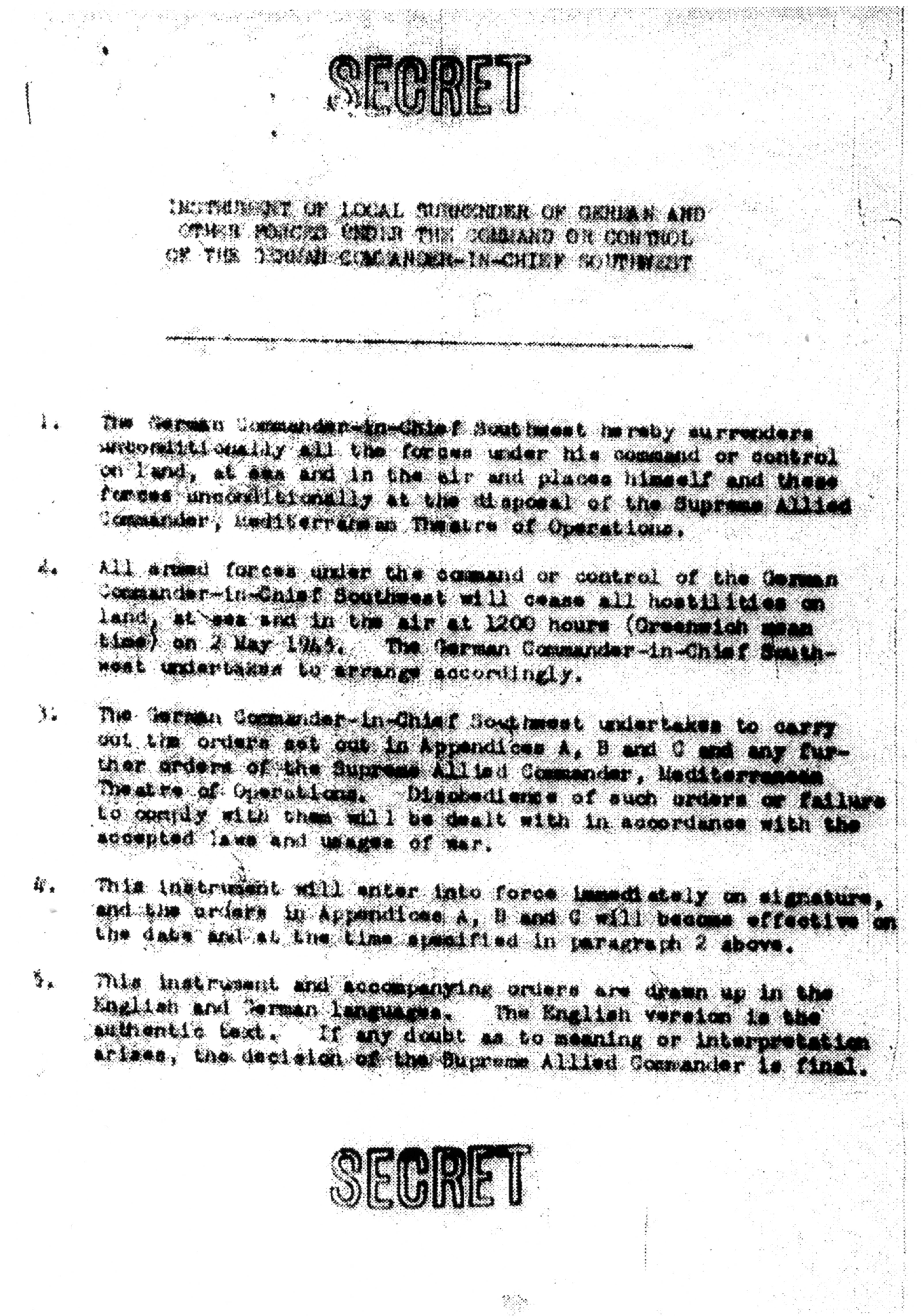
L'acta de rendició signada pel general von Vietinghoff a Caserta, en la seva versió oficial en anglès

Ja el desembre de 1944, el general de les SS  i cap suprem de la força policial alemanya a Itàlia, Karl Wolff, havia iniciat converses secretes amb el representant americà de l'Oficina de Serveis Estratègics a Suïssa, Allen Welsh Dulles; aquestes reunions, aparentment conegudes i aprovades per Heinrich Himmler, formaven part dels desesperats intents nazis de provocar la desintegració de la coalició anglo-soviètic-americana i d'afavorir la conclusió d'una pau separada amb les potències occidentals amb una funció antisoviètica; també es va discutir la possibilitat d'una retirada acordada de l'exèrcit alemany d'Itàlia. Els representants aliats van promoure l'anomenada Operació Sunrise i al març i abril de 1945 es van reunir en secret amb el general Wolff; von Vietinghoff va avalar aquests intents de negociació. Aquests contactes secrets també van arribar al coneixement dels soviètics i van provocar una dura reacció de Stalin, que temia un acord entre els aliats occidentals i els alemanys; es va produir un dur intercanvi de cartes entre Roosevelt i el dictador soviètic pocs dies abans de la mort del president americà. Després d'aquests acalorats desacords, els representants angloamericans van rebre l'ordre de suspendre les converses a l'espera del desenvolupament de l'ofensiva de primavera aliada, mentre que Wolff també va rebre de Himmler el 23 d'abril de 1945, temorós de les reaccions de Hitler, l'ordre de no emprendre "negociacions de cap mena".
El desastrós progrés de les operacions alemanyes en tots els fronts, l'aïllament de Hitler a Berlín i l'avanç imparable dels aliats a la vall del Po van convèncer von Vietinghoff d'actuar de manera independent i, el 28 d'abril, enviar els generals Wolff i von Senger al quarter general aliat a Caserta per reprendre les negociacions i tancar les operacions a Itàlia. El 29 d'abril de 1945, els generals alemanys van signar la rendició de Caserta en presència del general William Morgan, cap d'estat major d'Alexander, que preveia la rendició general de totes les forces alemanyes i feixistes que encara lluitaven al nord d'Itàlia i a les províncies austríaques de Tirol, Caríntia, Vorarlberg i Estíria. Al principi, Kesselring, informat d'aquests fets, s'hi va oposar i, com que era responsable de totes les forces de la Wehrmacht al teatre sud, va destituir von Vietinghoff; Davant la realitat dels fets i el desenvolupament dels esdeveniments, el mariscal de camp finalment va canviar d'opinió i va donar el seu consentiment a la rendició, que es va fer efectiva a les 14:00 h del 2 de maig de 1945.
Al voltant d'un milió de soldats alemanys que lluitaven al nord d'Itàlia i Àustria van deixar les armes després de la rendició de Caserta; ja el 29 d'abril de 1945 Churchill havia transmès les seves felicitacions a Alexandre, escrivint emfàticament que "la gran batalla final a Itàlia romandrà durant molt de temps a la història com un dels episodis més famosos de la Segona Guerra Mundial".

## El paper de la resistència italiana
El moviment de resistència partisà contra els ocupants alemanys i els feixistes de la República Social es va desenvolupar, després d'un inici difícil caracteritzat per la desorganització i errors tàctics, a la tardor de 1943 principalment a les valls muntanyoses dels Apenins i els Alps, a través del treball d'oficials subalterns, soldats dissolts i voluntaris. Posteriorment, una funció organitzativa fonamental va ser duta a terme pels partits polítics antifeixistes, organitzats en els nombrosos Comitès d'Alliberament Nacional (CLN) que van sorgir a les principals ciutats de la Itàlia ocupada. El moviment partidista a les muntanyes va passar d'uns pocs milers de combatents a la tardor de 1943 a uns 50.000 al juny i juliol de 1944, quan es va establir un comandament central de l'anomenat Cos de Voluntaris de la Llibertat i es van crear "brigades" i "divisions" partisanes. Amb l'excepció de les formacions autònomes (compostes principalment per soldats del dissolt Exèrcit Reial, generalment monàrquics o apolítics), la majoria de les unitats depenien directament dels partits polítics antifeixistes: gairebé la meitat dels combatents estaven organitzats a les Brigades Garibaldi del Partit Comunista Italià, mentre que 15.000 van lluitar a les Brigades Giustizia e Libertà del Partit d'Acció. Al mateix temps, els comunistes van establir Grups d'Acció Patriòtica (GAP) a les grans ciutats ocupades que, amb nombrosos atacs terroristes a llocs de comandament i a l'aparell repressiu, van minar la moral dels nazi-feixistes.
La presència d'italians armats a banda i banda del conflicte, tot i que la majoria de la població es mantenia al marge, va conduir al desenvolupament d'una guerra civil. Els alemanys, recolzats pels feixistes de la RSI, van organitzar vastes operacions de batuda que van costar als partisans greus pèrdues i van debilitar les seves capacitats operatives sense, però, aconseguir resultats decisius; l'acció alemanya i feixista també es va caracteritzar per operacions de represàlia i repressió despietades contra civils i presumptes adversaris, com la massacre de les fosses Ardeatines a Roma i la massacre de Marzabotto. Després dels èxits de l'estiu de 1944, les derrotes de la tardor causades per les operacions nazi-feixistes de "guerra contra les bandes" i la proclamació d'Alexander del 13 de novembre de 1944, que instava els partisans a suspendre les seves accions i a romandre a la defensiva durant l'hivern, van provocar una greu crisi i un debilitament numèric de la Resistència. Finalment, a la primavera de 1945, els aproximadament 60.000 partisans actius van baixar de les muntanyes i, reforçats pels nous combatents que havien arribat en les últimes setmanes, van tenir un paper destacat en els dies d'alliberament.

## Equilibri i conseqüències
La campanya italiana va acabar després de la mort de Hitler i pocs dies abans del final general de la guerra a Europa, que va ser sancionat per les cerimònies de rendició del 7 de maig de 1945 a Reims i del 8 de maig de 1945 a Berlín. En les setmanes següents, però, les forces aliades van entrar en conflicte amb els francesos a la frontera dels Alps occidentals i sobretot amb els iugoslaus de Tito a Trieste i Àustria. Després d'alguns moments de forta tensió i l'afluència de reforços aliats, els iugoslaus van acordar aplicar les disposicions sobre les zones d'ocupació acordades per les tres grans potències a la conferència de Ialta.

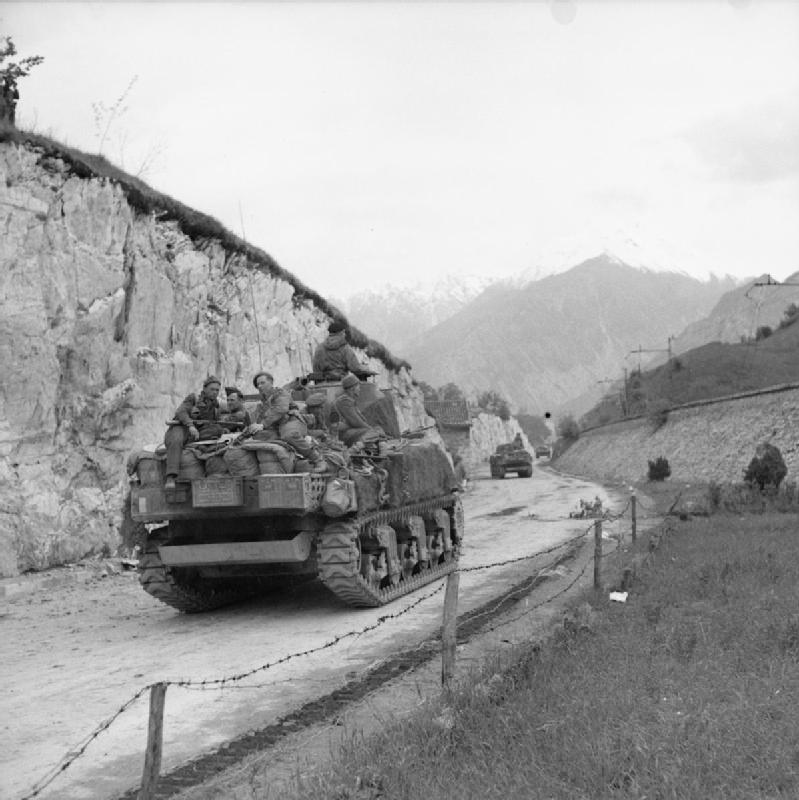
Una columna britànica avança cap a la frontera austríaca, durant els últims dies de la campanya italiana

La llarga i renyida campanya italiana de 1943-1945 continua sent una de les fases més controvertides de la guerra mundial, rica en episodis que van provocar polèmiques i recriminacions dins del camp anglosaxó, com ara el desembarcament a Salern, la batalla del riu Rapido, el bombardeig de l'abadia de Montecassino, l'alliberament de Roma. Des d'un punt de vista general, les decisions estratègiques i les tàctiques de guerra adoptades pels aliats han estat durament criticades per alguns historiadors i experts militars i s'ha qüestionat la utilitat mateixa de la campanya per als angloamericans. Els aliats i en particular els Estats Units tenien objectius limitats a Itàlia, que a la pràctica consistien a intentar mantenir ocupades tantes formacions alemanyes com fos possible per tal d'alleujar la situació dels soviètics al front oriental i afavorir l'èxit en el moment adequat de l'obertura del segon front a Europa. A les seves memòries, Alexander i Churchill van afirmar que la tasca es va "executar admirablement": moltes excel·lents divisions mòbils alemanyes van romandre encallades a Itàlia.
El judici de molts historiadors és menys positiu: s'ha afirmat que la campanya va ser un "atzucac", que els aliats mai van saber per què lluitaven realment la campanya, que en realitat van ser els alemanys els qui, emprant un nombre mínim de divisions de primer nivell, van contenir en un sector secundari forces molt superiors en nombre i materialment. El mariscal de camp Kesselring, que a les seves memòries descriu en termes molt laudatoris la seva pròpia conducta i la de les tropes alemanyes, va criticar l'estratègia excessivament metòdica dels aliats i el seu fracàs a l'hora d'explotar moltes oportunitats operatives.

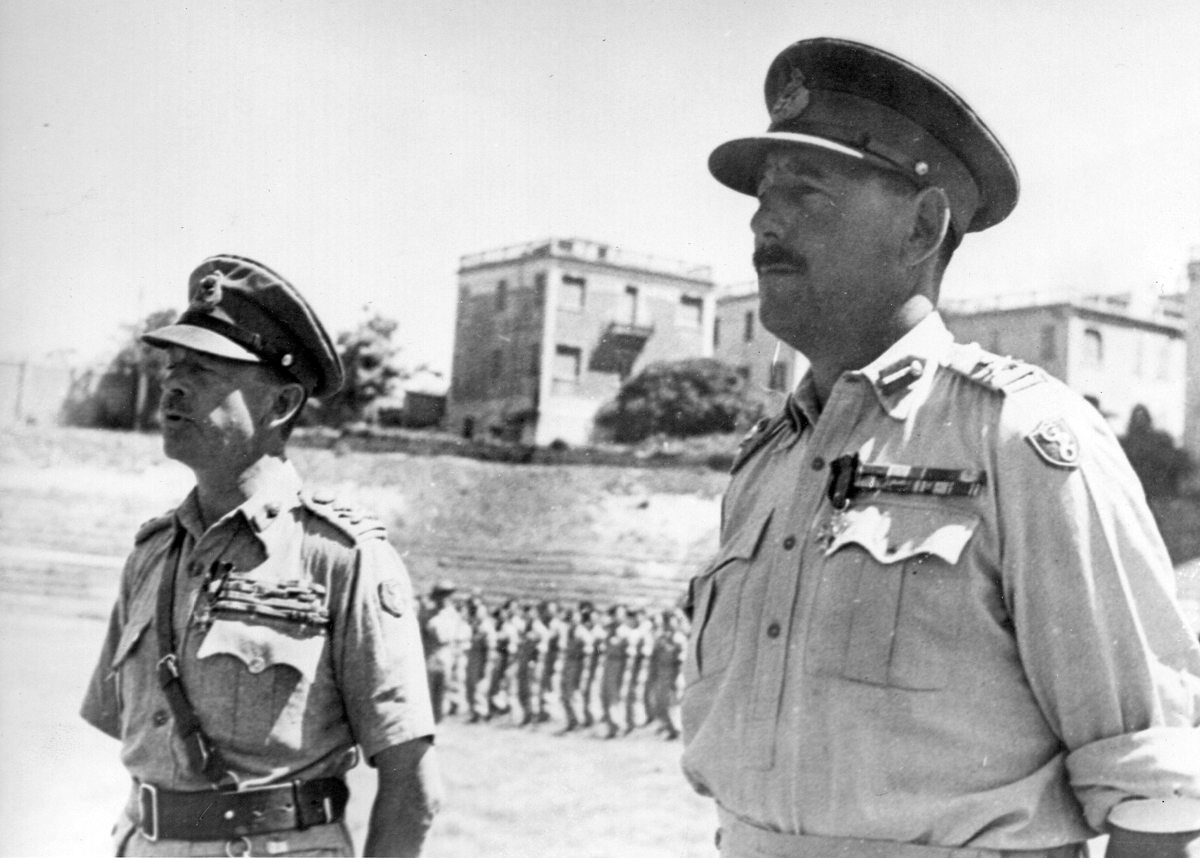
El general Harold Alexander en primer pla i, a la seva dreta, el general Oliver Leese

Des d'un punt de vista tàctic, molts autors han destacat els nombrosos errors dels comandants aliats i la manca de flexibilitat dels seus mètodes operatius, mentre que en general s'han apreciat les capacitats tàctiques i la tenacitat de les tropes alemanyes i la preparació dels generals, en particular Kesselring, que van ser capaços de conduir hàbilment la llarga batalla defensiva aprofitant els avantatges del terreny i el clima. L'historiador estatunidenc Rick Atkinson, en la seva obra dedicada a la campanya d'Itàlia publicada el 2008, va proporcionar una avaluació menys crítica de la conducta aliada a Itàlia: va afirmar que finalment els angloamericans van aconseguir, encara que lentament i a costa de fortes pèrdues, alliberar la península, que es van aconseguir importants avantatges estratègics al Mediterrani i que els bombarders que sortien del sud d'Itàlia van poder assolir objectius decisius al sud-est d'Europa. Atkinson finalment assenyala com, a falta d'alternatives estratègiques i mentre s'esperava el desembarcament a França previst per al 1944, era inevitable que els angloamericans continuessin la campanya d'Itàlia també per evitar més crítiques dures per part de Stalin, que durant molts mesos havia estat acusant els seus aliats d'inèrcia, passivitat i d'incomplir les seves promeses d'obrir el segon front el més aviat possible.
La campanya italiana va costar grans pèrdues a ambdós bàndols: els aliats van tenir uns 313.000 soldats morts, ferits o presoners i van perdre uns 8.000 avions, mentre que els alemanys van patir unes 336.000 pèrdues fins a la fase final a l'abril de 1945; altres fonts informen de xifres més altes per als alemanys. La població italiana va patir grans danys durant la campanya i la península va ser devastada pel pas del front i pels bombardejos aeris; uns 64.000 civils van morir a causa dels bombardejos, unes 10.000 persones van ser assassinades pels alemanys i per les tropes de l'RSI en represàlies i operacions de repressió, mentre que els partisans van tenir 35.000 morts.

## Crims de guerra

### Crims de l'Eix
Una investigació del 2016 finançada pel govern alemany va trobar que el nombre de víctimes de crims de guerra nazis a Itàlia era de 22.000. Les víctimes eren principalment civils italians, de vegades en represàlia per atacs partisans, i jueus italians.
S'ha documentat la mort d'aproximadament 14.000 civils italians no jueus, sovint dones, nens i ancians, en més de 5.300 casos individuals de crims de guerra comesos per l'Alemanya nazi. El més gran d'aquests va ser la massacre de Marzabotto, on van ser assassinats més de 770 civils. La massacre de Sant'Anna di Stazzema va veure la mort de 560 civils, mentre que la massacre de les Ardeatines va veure l'execució de 335 persones seleccionades a l'atzar, entre elles 75 jueus italians. A la massacre de Padule di Fucecchio van ser executats fins a 184 civils.

### Crims aliats
Es van denunciar crims de guerra aliats durant el conflicte, com ara l'assassinat de civils (com la massacre de Canicattì), l'execució de presoners (com dues massacres a l'aeròdrom de Biscari el 14 de juliol de 1943),  i violacions (sobretot realitzades pel marocchinate).